# ロシアの河川の一覧

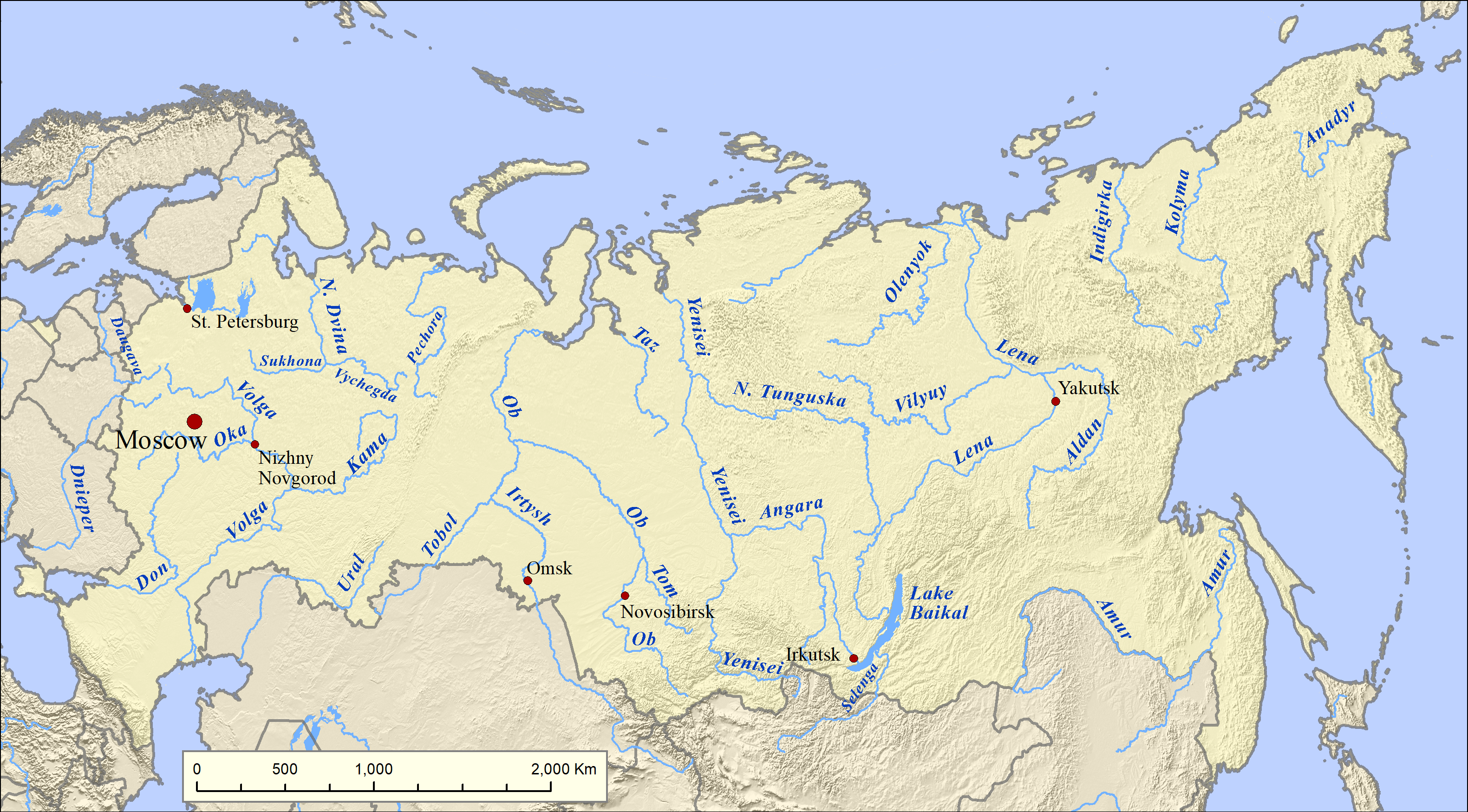
ロシアの主要河川図

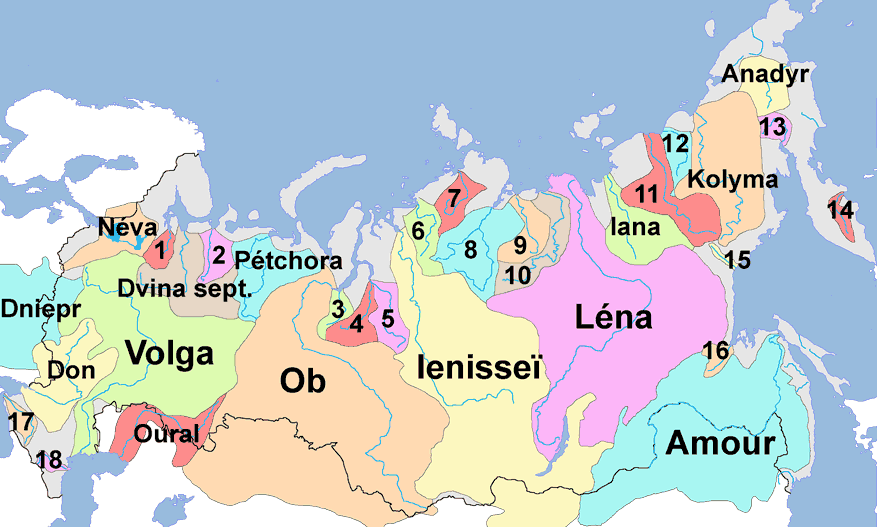
ロシアの主要流域図。番号部は下記の通り。
1.オネガ川、2.メゼニ川、3.ナディム川、4.プル川、5.タズ川、6.ピャシナ川、7.タイミール川、8.ハタンガ川、9.アナバル川、10.オレニョーク川、11.インディギルカ川、12.アラゼヤ川、13.ペンジナ川、14.カムチャツカ川、15.オホータ川、16.ウダ川、17.クバン川、18.テレク川。

ロシアの河川の一覧（ロシアのかせんのいちらん）は、ロシア連邦を流れる河川の一覧である。
ロシアの国土はヨーロッパとアジアに跨っており、一般的にウラル山脈とカスピ海を結ぶ線が境界とされる。ヨーロッパロシアの河川は主に北極海、バルト海、黒海、カスピ海に流れる。アジアロシアの河川は北極海と太平洋へ流れる。
ヨーロッパロシアの主要河川として、ヴォルガ川、ドン川、カマ川、オカ川、北ドヴィナ川が挙げられる。このほかにロシアを源流に持つ河川がいくつかあり、ドニエプル川やダウガヴァ川など他国へ流れ込んでいる。
アジアロシアの主要河川には、オビ川、エルティシ川、エニセイ川、アンガラ川、レナ川、アムール川、ヤナ川、インディギルカ川、コリマ川がある。
この一覧は各河川を河口位置の海域により分類し、ジョージアとの国境を起点に時計回りに列挙する。主要支流は下流から上流の順に記載。別名、表記揺れなどは（）内に記載。同一河川の途中で名称が変わる場合は「-」で区切って記載している。
「ru:」「en:」「de:」はそれぞれロシア語表記、英語表記、ドイツ語表記を指す。

## 大西洋

### 黒海

#### 黒海（東岸）
- プソウ川：流路がロシア・ジョージア国境。
- ムジムタ川（ロシア語版、英語版、ドイツ語版）
- ソチ川

#### アゾフ海

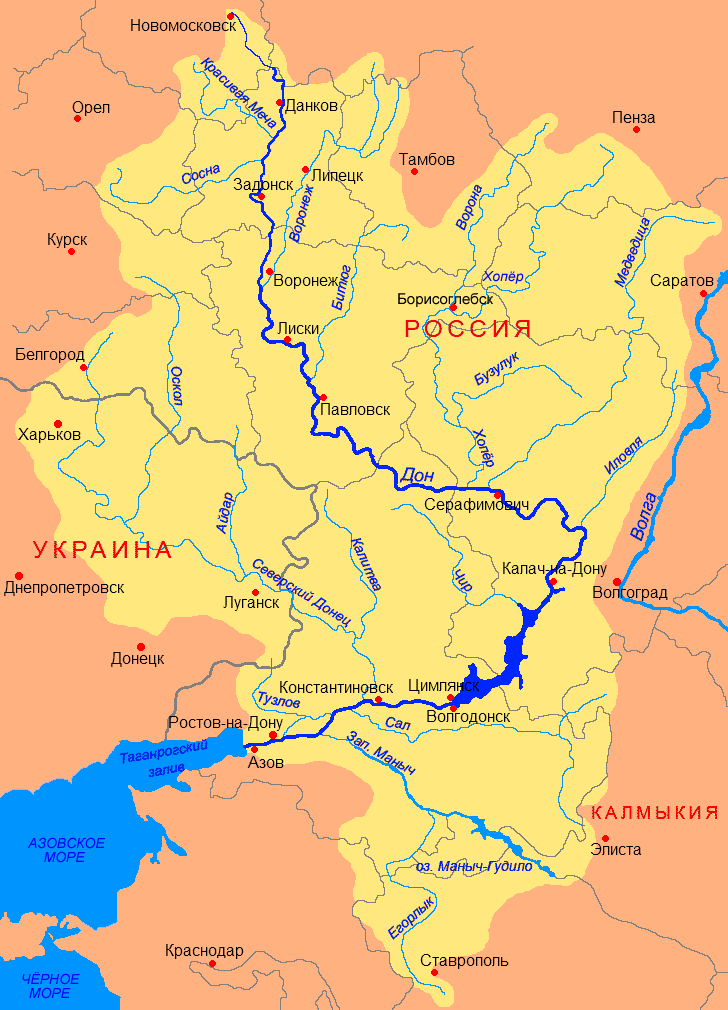
ドン川流域図

- クバン川

クバン川流域図

  - プロトカ川 (ru:Протока (рукав Кубани), de:Protoka)
  - ラバ川（ロシア語版、英語版、ドイツ語版）
  - ウルプ川（ロシア語版、英語版、ドイツ語版）
- ベイスグ川（ロシア語版、英語版、ドイツ語版）
- エヤ川（ロシア語版、英語版、ドイツ語版）
  - ソシカ川 (ru:Сосыка, de:Sossyka)
  - クヴォ＝エヤ川 (ru:Куго-Ея, de:Kugojeja)
  - カヴァレルカ川 (ru:Кавалерка, de:Kawalerka)
- カガルニク川（ロシア語版、英語版、ドイツ語版）

- ドン川
  - テメルニク川（ロシア語版、英語版、ドイツ語版）
  - アクサイ川 (ru:Аксай (рукав), en:Aksay, de:Aksai)
    - トゥズロフ川 (ru:Тузлов, de:Tuslow)

  - マヌィチ川
  - サル川 (ドン川支流)（ロシア語版、英語版、ドイツ語版）
  - ドネツ川：中流はウクライナ。
    - クンドリュチヤ川 (ru:Кундрючья, de:Kundrjutschja)
    - ビストラヤ川 (ru:Быстрая (приток Северского Донца), de:Bystraja (Siwerskyj Donez))
    - カリトヴァ川 (ru:Калитва (река), de:Kalitwa)
    - デルクル川（ロシア語版、英語版、ドイツ語版）：上流はウクライナ。下流はロシア・ウクライナ国境。
    - オスコル川：下流はウクライナ。

  - カガリニク川 (ドン川支流) (ru:Кагальник (приток Дона), de:Kagalnik)
  - チル川（ロシア語版、英語版、ドイツ語版）
  - クルトラク川 (ru:Куртлак, de:Kurtlak)
  - イローヴリャ川
  - メドヴェジツァ川（ロシア語版、英語版、ドイツ語版）
    - アルチェダ川（ロシア語版、英語版、ドイツ語版）
    - チェルサ川 (ru:Терса (приток Медведицы), de:Tersa (Medwediza))
      - エラニ川 (チェルサ川支流) (ru:Елань (приток Терсы), de:Jelan)

  - ホピョール川（ロシア語版、英語版、ドイツ語版）
    - ブズルク川（ロシア語版、英語版、ドイツ語版）
    - サヴァラ川（ロシア語版、英語版、ドイツ語版）
      - エラニ川 (サヴァラ川支流)（ロシア語版、英語版、ドイツ語版）
        - トカイ川 (ru:Токай (река), de:Tokai)

    - ヴォロナ川（ロシア語版、英語版、ドイツ語版）
      - カライ川 (ru:Карай (приток Хопра), de:Karai (Chopjor))

  - ペスコヴァトカ川 (ru:Песковатка (река), de:Peskowatka)
  - トルチェエフカ川 (ru:Толучеевка (река), de:Tolutschejewka)
  - ボグチャルカ川 (ru:Богучарка, de:Bogutscharka)
  - チェルナヤ・カリトヴァ川 (ru:Чёрная Калитва, en:Chyornaya Kalitva River)
  - オセレジ川 (ru:Осередь, en:Osered)
  - ビチュグ川（ロシア語版、英語版、ドイツ語版）
  - チハヤ・ソスナ川（ロシア語版、英語版、ドイツ語版）
  - ポトゥダニ川 (ru:Потудань (река), de:Potudan)
  - ヴォロネジ川
    - ウスマニ川（ロシア語版、英語版、ドイツ語版）（ウスマンカ川）
      - ハヴァ川 (ru:Хава, en:Khava River)

    - レスノイ・ヴォロネジ川 (ru:Лесной Воронеж, de:Lesnoi Woronesch)
    - ポルノイ・ヴォロネジ川 (ru:Польной Воронеж, de:Polnoi Woronesch)

  - デヴィツァ川 (ru:Девица (верхний приток Дона), de:Dewiza)
  - ビーストラヤ・ソスナ川（ロシア語版、英語版、ドイツ語版）（ソスナ川）
    - オリーム川 (ru:Олым, de:Olym)
    - クシェニ川 (ru:Кшень, de:Kschen)
    - チム川 (ru:Тим (приток Быстрой Сосны), de:Tim)

  - クラシーヴァヤ・メチャ川（ロシア語版、英語版、ドイツ語版）
- ミウス川：上流はウクライナ。
  - サルマツカヤ川 (ru:Сарматская, de:Sarmatskaja)
  - カメンカ川 (ミウス川支流) (ru:Каменка (приток Миуса), de:Kamenka)
  - クリンカ川（ロシア語版、英語版、ドイツ語版）：上流はウクライナ。
  - ヤシノフカ川 (ru:Ясиновка, de:Jassinowka)
  - デドヴァ川 (ru:река Дедова, de:Dedowa)
- モークリ・エランチク川 (ru:Мокрый Еланчик, de:Mokry Jelantschik)

#### 黒海（北岸）

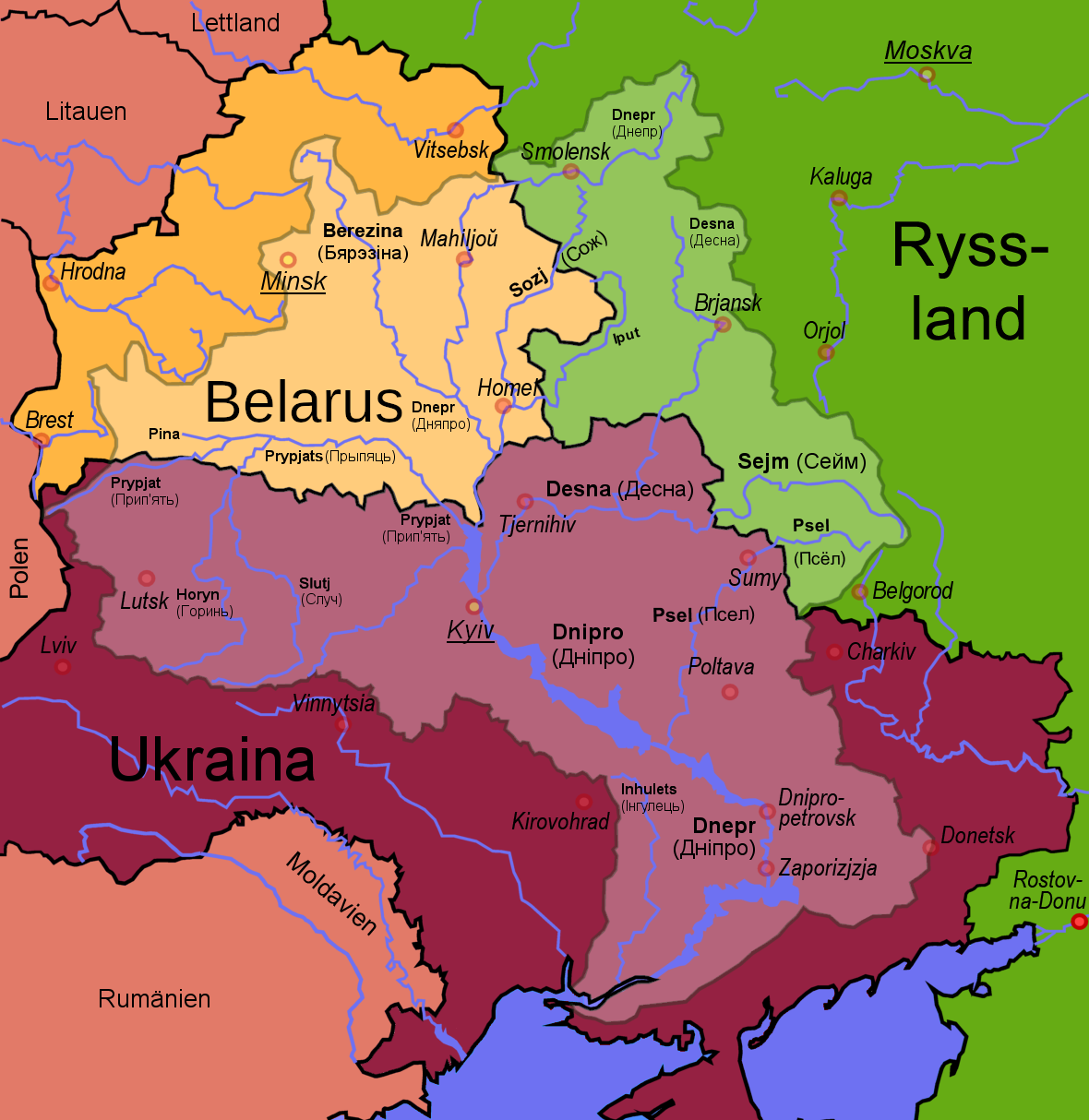
ドニエプル川流域図

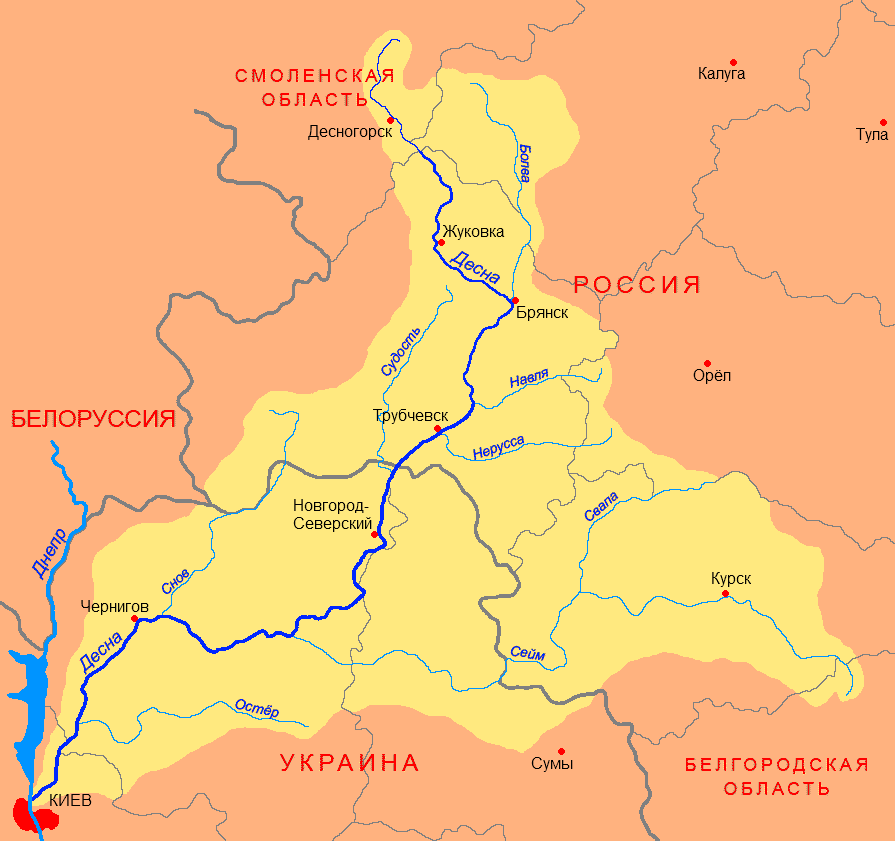
デスナ川流域図

- ドニエプル川：下流はベラルーシを経て河口はウクライナ。
  - プセール川：下流はウクライナ。
  - デスナ川：下流はウクライナ。
    - スノウ川：下流はウクライナ。
      - レヴナ川 (ru:Ревна (приток Снова), de:Rewna)：下流はウクライナ。

    - セイム川：下流はウクライナ。
      - クレヴェン川 (ru:Клевень (река), de:Klewen (Fluss))：下流はウクライナ。流路の一部がロシア・ウクライナ国境。
      - スヴァパ川 (ru:Свапа, de:Swapa)
        - ウソジャ川 (ru:Усожа (приток Свапы), de:Ussoscha)

      - トゥスカリ川 (ru:Тускарь, en:Tuskar, de:Tuskar)

    - スドスチ川（ロシア語版、英語版、ドイツ語版）：下流はウクライナ。
    - ネルッサ川（ロシア語版、英語版、ドイツ語版）
    - ナヴリャ川 (ru:Навля (река), de:Nawlja)
    - レヴナ川 (ru:Ревна (приток Десны), de:Rewna)
    - ボルヴァ川（ロシア語版、英語版、ドイツ語版）
    - スノポト川 (ru:Снопот, de:Snopot)

  - ソジ川：下流はベラルーシ。

    - イプチ川：源流部と下流はベラルーシ。
    - ベセジ川（ロシア語版、英語版、ドイツ語版）：下流はベラルーシ。
    - オスチョル川（ロシア語版、英語版、ドイツ語版）：下流はロシア・ベラルーシ国境。
    - ヴィフラ川：下流はベラルーシ。
    - ベレジナ川 (ソジ川支流) (ru:Березина (приток Сожа), de:Beresina (Begriffsklärung))
    - フマラ川 (ru:Хмара (река), de:Chmara (Sosch))

  - ヴォピ川（ロシア語版、英語版、ドイツ語版）
  - オシマ川 (ru:Осьма (приток Днепра), de:Osma)
  - ヴャジマ川（ロシア語版、英語版、ドイツ語版）

### バルト海

#### ヴィスワ潟
- プロフラドナヤ川（ロシア語版、英語版、ドイツ語版）
  - コルネフカ川 (ru:Корневка, de:Kornewka)
    - マイスカヤ川 (ru:Майская (река), de:Maiskaja)
- プレゴリャ川
  - グリエフカ川 (ru:Гурьевка (река), de:Gurjewka)
  - ラヴァ川（ロシア語版、英語版、ドイツ語版）
  - インストルチ川（ロシア語版、英語版、ドイツ語版）
  - アングラパ川：上流はポーランド。
    - ピッサ川（ロシア語版、英語版、ドイツ語版）
      - クラスナヤ川（ロシア語版、英語版、ドイツ語版）：上流はポーランド。
- グラエフカ川 (ru:Граевка, en:Grayevka)
- プリモルスカヤ川 (ru:Приморская (река, впадает в Балтийское море), de:Primorskaja)

#### クロニア潟
- デイマ川（ロシア語版、英語版、ドイツ語版）
- ネモニン川 (ru:Немонин, de:Nemonin)
  - ゴロフキンスキー運河 (ru:Немонинский канал)
    - ルデフカ川 (ru:Ржевка (приток Немонина), en:Rzhevka, de:Rschewka)
- ザヤチヤ川 (ru:река Заячья, de:Slaja)
- マトロソフカ川 (ru:Матросовка (река), de:Matrossowka)
- トヴァルナヤ川 (ru:река Товарная, de:Towarnaja)
- プロミスロヴァヤ川 (ru:Промысловая, de:Promyslowaja)
  - ビチェヴァ川 (ru:Бичева, en:Bicheva)
    - フレブナヤ川 (ru:Хлебная (приток Рыбной), de:Chlebnaja)[1]
- リブナヤ川 (ru:Рыбная (река, впадает в Куршский залив), de:Rybnaja)
  - フレブナヤ川[1]
- ウースカヤ川 (ru:Узкая (река, впадает в Балтийское море), de:Uskaja)
- ラズリフ川 (ru:Разлив, de:Rasliw)
  - シロカヤ川 (ru:Широкая, de:Schirokaja)
- ダリニャヤ川 (ru:Дальняя (река, впадает в Куршский залив), de:Dalnjaja)
- ネマン川：河口と下流はロシア・リトアニア国境。
  - シェシュペ川（シェシュレ川）：上流はリトアニア。流路の一部がロシア・リトアニア国境。
    - シェルビンタ川 (ru:Шервинта, de:Širvinta (Šešupė))：下流から合流点までがロシア・リトアニア国境。

#### リガ湾

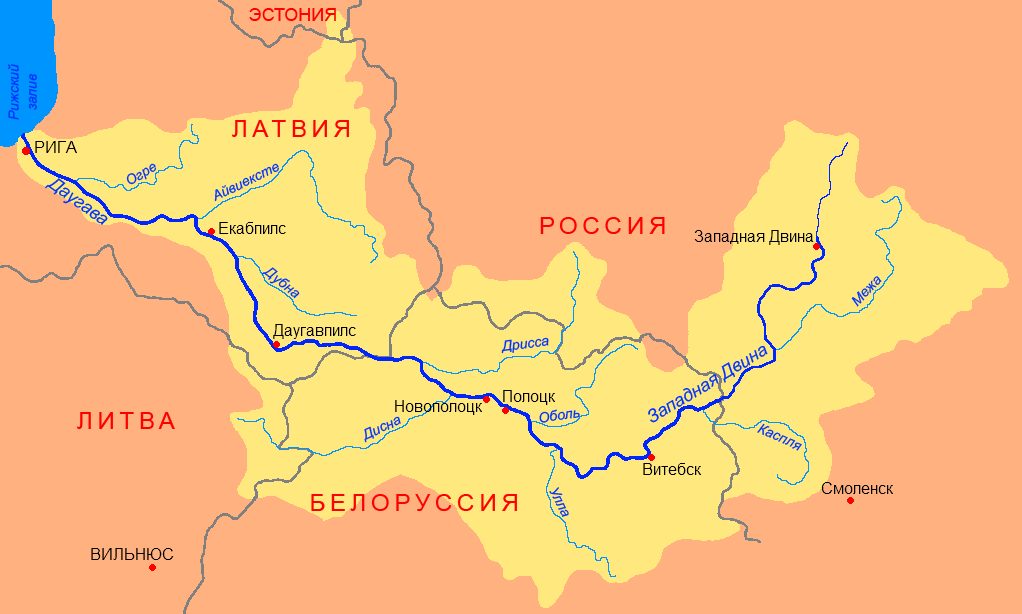
ダウガヴァ川流域図

- ダウガヴァ川（西ドヴィナ川）：下流はベラルーシを経て河口はラトビア。
  - ドリッサ川 (ru:Дрисса (река), de:Drissa (Fluss))：下流はベラルーシ。
  - パラター川：下流はベラルーシ。
  - カースプリャ川：下流はベラルーシ。
  - メジャ川（ロシア語版、英語版、ドイツ語版）
    - オブシャ川（ロシア語版、英語版、ドイツ語版）

  - トロパ川
  - ヴェレサ川 (ru:Велеса, de:Welessa)

#### フィンランド湾
- ナルヴァ川：河口と流路はエストニア・ロシア国境。
  - プリュッサ川（ロシア語版、英語版、ドイツ語版）
  - ペイプシ湖：湖面上にエストニア・ロシア国境。
    - ヴェリーカヤ川
      - チェレハ川（ロシア語版、英語版、ドイツ語版）
      - クフヴァ川 (ru:Кухва, en:Kukhva)
      - ウトロヤ川（ロシア語版、英語版、ドイツ語版）
        - ルジャ川（ロシア語版、英語版、ドイツ語版）

      - シーニャヤ川 (ヴェリーカヤ川支流)（ロシア語版、英語版、ドイツ語版）
- ルーガ川
  - ヴルダ川 (ru:Вруда (приток Луги), de:Wruda)
  - サバ川 (ルーガ川支流) (ru:Саба (река), en:Saba River, de:Saba)
  - オレデズ川（ロシア語版、英語版、ドイツ語版）
- シスタ川 (ru:Систа (река), de:Sista)
- コヴァシ川 (ru:Коваши (река), de:Kowaschi)
  - チェルナヤ川 (コヴァシ川支流) (ru:Чёрная (приток Коваши), de:Tschornaja)
  - ロプヒンカ川 (ru:Лопухинка (река), de:Lopuchinka)
- チョルナヤ・レチカ川 (ru:Чёрная Речка (река, впадает в Финский залив), de:Tschornaja retschka)
- ストレルカ川 (ru:Стрелка (река, впадает в Балтийское море), de:Strelka)

- ネヴァ川
  - フォンタンカ川
  - モイカ川

ネヴァ川、ラドガ湖流域図

  - ボリシャヤ・ネフカ川 (ru:Большая Невка, en:Great Nevka)
    - チェルナヤ・レチカ川 (ボリシャヤ・ネフカ川支流) (ru:Чёрная Речка (приток Большой Невки), en:Chyornaya Rechka (Saint Petersburg))

  - オフタ川 (ru:Охта (приток Невы), en:Okhta)
    - オクケルヴィリ川 (ru:Оккервиль, en:Okkervil)
    - ラプカ川 (ru:Лапка (приток Охты), de:Lapka)
    - ルビヤ川 (ru:Лубья, de:Lubja)

  - ウトカ川 (ru:Утка (приток Невы), de:Utka)
  - イジョラ川
    - ボリシャヤ・イジョルカ川 (ru:Большая Ижорка, de:Bolschaja Ischorka)

  - トスナ川 (ru:Тосна, en:Tosna)
    - サブリンカ川 (ru:Саблинка, de:Sablinka)

  - ムガ川 (ru:Мга (река), en:Mga River)
    - ヴォイトロフカ川 (ru:Войтоловка, de:Woitolowka)

  - ラドガ湖：流入河川は#ラドガ湖参照
- セストラ川 (フィンランド湾)（ロシア語版、英語版、ドイツ語版）
- チェルナヤ川 (フィンランド湾) (ru:Чёрная (река, впадает в Балтийское море), en:Chernaya)
  - ロシュチンカ川 (ru:Рощинка, de:Roschtschinka)
  - グラディシェフカ川 (ru:Гладышевка, de:Gladyschewka)
- セレスニョフカ川 (ru:Селезнёвка (река))
  - ブスロフカ川 (ru:Бусловка, de:Buslowka)
- ポレヴァヤ川 (ru:Полевая, de:Polewaja)
- チュルコフカ川 (ru:Чулковка, de:Tschulkowka)
- ペスチャナヤ川 (ru:Песчаная, de:Pestschanaja)

##### ラドガ湖
- ナジヤ川 (ru:Назия (река), de:Nasija)
- ラヴァ川 (ru:Лава (река, впадает в Ладожское озеро), de:Lawa)

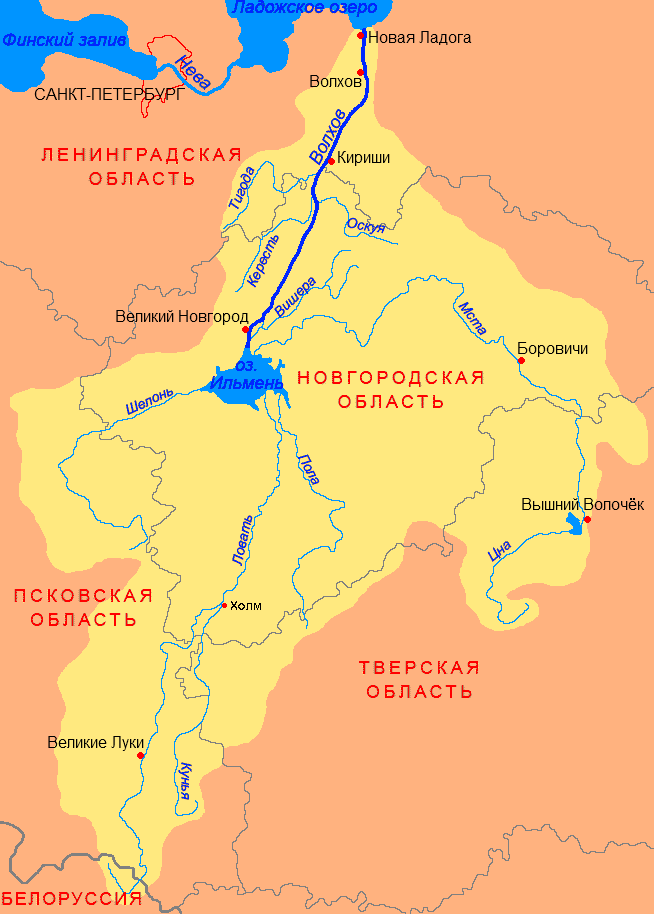
ヴォルホフ川、イリメニ湖流域図

- ヴォルホフ川
  - ティゴダ川（ロシア語版、英語版、ドイツ語版）
    - チャゴタ川 (ru:Чагода (приток Тигоды), en:Chagoda River)
    - ラヴァニ川 (ru:Равань, en:Ravan River)

  - プチェズワ川（ロシア語版、英語版、ドイツ語版）
  - マールイ・ヴォルホヴェツ川 (ru:Малый Волховец, en:Maly Volkhovets River)
    - ヴィシェラ川 (ヴォルホフ川水系) (ru:Вишера (приток Малого Волховца), en:Vishera (Novgorod Oblast))
      - マラヤ・ヴィシェラ川 (ru:Малая Вишерка, en:Malaya Vishera River)
      - ボリシャヤ・ヴィシェラ川 (ru:Большая Вишера (река), en:Bolshaya Vishera River)

  - ピチバ川 (ru:Питьба, de:Pitba)
  - イリメニ湖
    - ヴェリャジャ川 (ru:Веряжа (река), de:Werjascha)
    - シェロニ川（ロシア語版、英語版、ドイツ語版）（シィローニ川）
      - ムシャガ川 (ru:Мшага (река), de:Mschaga)
      - スドマ川

    - ロヴァチ川：上流はベラルーシ。
      - ポリスチ川（ロシア語版、英語版、ドイツ語版）
        - ポルシヤ川 (ru:Порусья, de:Porusja)

      - レディヤ川 (ru:Редья, en:Redya)
      - クーニヤ川 (ロヴァチ川支流)
        - セリョージャ川 (トヴェリ州)

    - ポーラ川（ロシア語版、英語版、ドイツ語版）
      - ポロメチ川（ロシア語版、英語版、ドイツ語版）
      - ヤヴォニ川 (ru:Явонь, de:Jawon)

    - ムスタ川
      - ホロヴァ川（ロシア語版、英語版、ドイツ語版）
      - ペレトナ川 (ru:Перетна, en:Peretna)
      - ウヴェリ川
        - シエジャ川 (ru:Съежа, en:Syezha, de:Sescha)

      - ベレザイカ川（ロシア語版、英語版、ドイツ語版）
        - ヴァルダイカ川 (ru:Валдайка, en:Valdayka)

      - ムスティノ湖 (ru:Мстино, en:Lake Mstino)
        - ツナ川（ロシア語版、英語版、ドイツ語版）
- シャシ川（ロシア語版、英語版、ドイツ語版）
  - チフヴィンカ川（ロシア語版、英語版、ドイツ語版）
- スヴィリ川
  - パシャ川（ロシア語版、英語版、ドイツ語版）
    - カプシャ川 (ru:Капша, en:Kapsha River)
    - オヤチ川（ロシア語版、英語版、ドイツ語版）（オヤット川）
    - オネガ湖：流入河川は#オネガ湖参照
- オロンカ川 (ru:Олонка, en:Olonka)
  - メグレカ川 (ru:Мегрега (приток Олонки), en:Megrega, de:Megrega)
    - イネマ川 (ru:Инема (приток Мегреги), de:Inema)

  - トゥクサ川 (ru:Тукса (река), de:Tuksa)
- トゥロクサ川 (ru:Тулокса, de:Tuloksa)
  - グシュカルカ川 (ru:Гушкалка, de:Guschkalka)
  - ルムバス川 (ru:Лумбас, de:Lumbas)
- ヴィドリツァ川 (ru:Видлица (река), de:Widliza)
  - ノフゼマ川 (ru:Новзема, de:Nowsema)
  - ニャルマ川 (ru:Нялма, de:Njalma)
- エニャイオキ川 (ru:Эняйоки (река, впадает в Ладожское озеро), de:Enjajoki, Mijnalanjoki)
- トゥレマイオキ川 (ru:Тулемайоки, de:Tulemajoki)
  - ロイモラ川 (ru:Лоймоланйоки, de:Loimolanjoki)
  - ノロヴォシュ川 (ru:Наровож, de:Narowosch)
    - カヴォジャ川 (ru:Кавожа, de:Kawoscha)（別名・ソナ川(ru:Сона, de:Sona)）

  - コッラ川
    - ru:Витсаоя (de:Witsaoja)
- キルクコイオキ川 (ru:Кирккойоки, de:Kirkkojoki)
- ウクスンイオキ川 (ru:Уксунйоки, de:Uksunjoki)（ウクスニオキ川）
  - ペンサニオキ川 (ru:Пенсанйоки, de:Pensanjoki)
  - ウオマソヤ川 (ru:Уомасоя, de:Urmanjoki)
  - ru:Каартойоки (приток Уксунйоки) (de:Kaartajoki)
- ヤニスイオキ川（ロシア語版、英語版、ドイツ語版）：上流はフィンランド。
  - サルカイオキ川 (ru:Саркайоки, de:Sarkajoki)
    - ヴァヘリオキ川 (ru:Вахерйоки, de:Wacherjoki)

  - ベリヤカニオキ川 (ru:Вельяканйоки, de:Weljakanjoki)
  - ソアニオキ川 (ru:Соанйоки, de:Soanjoki)
  - キエクアニオキ川 (ru:Киекуанйоки, de:Kijekuanjoki)
- トフマイオキ川 (ru:Тохмайоки, de:Tohmajoki)（ヘリュリャニオキ川）：上流はフィンランド。
  - キテニオキ川 (ru:Китенйоки, de:Kiteenjoki)
- サヴァイニオキ川 (ru:Савайнйоки, de:Sawainjoki)
- イイオキ川 (ru:Иййоки (река, впадает в Ладожское озеро), de:Ijjoki)
- ソスクアニオキ川 (ru:Соскуанйоки, de:Soskuanjoki)
- コクコラニオキ川 (ru:Кокколанйоки, de:Hiitolanjoki)（アシラニオキ川）：上流はフィンランド。
  - エニャイオキ川 (コクコラニオキ川支流) (ru:Эняйоки (приток Кокколанйоки), de:Enjajoki)
- ヴオクサ川
  - ベグノフカ川 (ru:Бегуновка, de:Ilmenjoki)
  - ヴォルチヤ川 (ru:Волчья (приток Вуоксы), en:Volchya)

##### オネガ湖
- ヴィテグラ川（ロシア語版、英語版、ドイツ語版）：ヴォルガ・バルト水路の一部を構成する。
- アンドマ川（ロシア語版、英語版、ドイツ語版）
- ムロムカ川 (ru:Муромка (река, впадает в Онежское озеро))
  - ガクグサ川 (ru:Гакугса (река), de:Gakugsa)
- ヴォドラ川（ロシア語版、英語版、ドイツ語版）
  - シャリツァ川 (ru:Шалица, de:Schaliza)
  - ラグヌクサ川 (ru:Рагнукса (река), de:Ragnuksa)
  - ソムバ川 (ru:Сомба (приток Водлы), de:Somba)
  - スマ川 (ru:Сума, de:Suma)
  - ポルシュタ川 (ru:Поршта (приток Водлы), de:Porschta)
  - コロダ川 (ru:Колода (река), de:Koloda)
  - ピジマ川 (ru:Пизьма (приток Водлы), de:Pisma)
  - クムバサ川 (ru:Кумбаса, de:Kumbassa)
  - スハヤ・ヴォドラ川 (ru:Сухая Водла, de:Suchaja Wodla)
  - ru:Вама (приток Водлы) (de:Wama)
  - ヴォドロゼロ湖（ロシア語版、英語版、ドイツ語版）
    - イレクサ川（ロシア語版、英語版、ドイツ語版）
      - オロヴァ川 (ru:Олова (река), de:Olowa)

    - ケルカ川 (ru:Келка, de:Kelka)
    - ニージュニャヤ・オフトマ川 (ru:Нижняя Охтома (южная), de:Ochtoma)
- ピャリマ川 (ru:Пяльма (река), de:Pjalma)
- ネミナ川 (ru:Немина, de:Nemina)
  - パジャ川 (ru:Пажа (приток Немины), de:Pascha)
- クムサ川 (ru:Кумса, de:Kumsa)
  - オスチェル川 (ru:Остер (приток Кумсы), de:Oster)
- ウニツァ川 (ru:Уница (река, впадает в Онежское озеро), de:Uniza)
- リシュマ川 (ru:Лижма (река, впадает в Онежское озеро), de:Lischma)
- スナ川（ロシア語版、英語版、ドイツ語版）
  - セムチャ川 (ru:Семча, de:Semtscha)
  - メグリ川 (ru:Мегри (река, впадает в Кинаспуоли), de:Megri)
    - メグリヤルヴィ湖 (ru:Мегриярви)

  - トロソゼルカ川 (ru:Торосозерка, de:Torossoserka)
    - スクコゼルカ川 (ru:Суккозерка, de:Sukkoserka)

  - チェバ川 (de:Tscheba)
- シューヤ川（ロシア語版、英語版、ドイツ語版）
  - ヴィルガ川 (ru:Вилга (приток Шуи), de:Wilga)
  - チャルナ川 (ru:Чална (приток Шуи), de:Tschalna)
  - クチシュマウィス川 (ru:Кутижма (приток Шуи), de:Kutischma)
  - スヴャトレカ川 (ru:Святрека, de:Swjatreka)
    - シャニガ川 (ru:Шаньга, de:Sjanga)

  - ru:Няльма (de:Njalma)
  - タラシヨキ川 (ru:Тарасйоки, de:Tarasjoki)
    - イルスタ川 (ru:Ирста, de:Irsta)

  - アイットイオキ川 (ru:Айттойоки, en:Ayttoyoki, de:Aitonjoki)
    - ヴェガルスイオキ川 (ru:Вегарусйоки, en:Vegarusyoki, de:Wegarusjoki)

  - ヘイニャイオキ川 (ru:Хейняйоки (река, впадает в Салонъярви), de:Cheinjajoki)
    - チョムナヤ川 (ru:Тёмная (приток Хейняйоки), de:Tjomnaja)

  - サリヤルヴャンヨキ川 (ru:Сариярвянйоки, de:Sarijarwjanjoki)
- ロソシンカ川 (ru:Лососинка, de:Lossossinka)
  - マシェゼルカ川 (ru:Машозерка, de:Maschoserka)
- デレヴャンカ川 (ru:Деревянка (река, впадает в Онежское озеро), de:Derewjanka)
- ショクシャ川 (de:Schokscha, ru:Шокша)

## 北極海

### バレンツ海

#### コラ半島北岸
- パーツヨキ川：上流はフィンランド。下流の一部がロシア・ノルウェー国境となり、河口はノルウェー。
  - ナウツィヨキ川 (ru:Наутсийоки, en:Nautsiyoki River)
- ザーパドナヤ・リッツァ川
- トゥロマ川（ロシア語版、英語版、ドイツ語版）
- コラ川（ロシア語版、英語版、ドイツ語版）
- ロスタ川 (ru:Роста (река), en:Rosta (river))
- ヴォロニヤ川（ロシア語版、英語版、ドイツ語版）
- イオカンガ川（ロシア語版、英語版、ドイツ語版）（ヨカンガ川）

#### 白海
- ポノイ川
- ヴァルズガ川（ロシア語版、英語版、ドイツ語版）
- ウムバ川（ロシア語版、英語版、ドイツ語版）
  - カナ川 (ロシア)
- ニヴァ川
  - イマンドラ湖
    - マラヤベラヤ川 (ru:Малая Белая (река, впадает в Имандру), en:Malaya Belaya River (Imandra))
- ケミ川 (ロシア)
  - オフタ川 (ru:Охта (приток Кеми))（ニージュニャヤ・オフタ川）
  - ショムバ川 (ru:Шомба (приток Кеми), de:Schomba)
  - ケパ川 (ru:Кепа (река), de:Kepa (Kem))
  - チルコ・ケミ川 (ru:Чирко-Кемь, de:Tschirka-Kem)
  - ピスタ川 (ru:Писта, de:Pistojoki)
- ヴイグ川
  - セガジャ川 (ru:Сегежа (река, впадает в Выгозеро), de:Segescha (Fluss))
    - ヴォロマ川 (ru:Волома (река), de:Woloma)
- スマ川 (ru:Сума (река, впадает в Белое море), de:Suma (Weißes Meer))

- オネガ川

オネガ川流域図

  - コジャ川 (ru:Кожа (приток Онеги), de:Koscha)
  - コジナ川（ロシア語版、英語版、ドイツ語版）
  - イクサ川 (オネガ川支流) (ru:Икса (приток Онеги), de:Iksa)
  - モシャ川（ロシア語版、英語版、ドイツ語版）
    - レプシャ川 (ru:Лепша (приток Моши), de:Lepscha)
    - ショシュマ川 (ru:Шожма, en:Shozhma River, de:Schoschma)

  - ケナ川 (ru:Кена (приток Онеги), en:Kena River)
    - トクシャ川 (ru:Токша, de:Tokscha)

  - ヴォロシュカ川（ロシア語版、英語版、ドイツ語版）
  - スヴィジ川（ロシア語版、英語版、ドイツ語版）
    - ヴォジェガ川 (ru:Вожега (река), en:Vozhega (river), de:Woschega)
    - モドロナ川 (ru:Модлона, de:Modlona)
      - ソヴサ川 (ru:Совза, de:Sowsa)

北ドヴィナ川流域図

- 北ドヴィナ川
  - ピネガ川（ロシア語版、英語版、ドイツ語版）
    - ユラ川（ロシア語版、英語版、ドイツ語版）
    - イレシャ川（ロシア語版、英語版、ドイツ語版）

  - エムツァ川（ロシア語版、英語版、ドイツ語版）
  - ヴァガ川（ロシア語版、英語版、ドイツ語版）
    - ウスチヤ川（ロシア語版、英語版、ドイツ語版）
      - コクシェニガ川（ロシア語版、英語版、ドイツ語版）
        - ウフチュガ川 (コクシェニガ川支流) (ru:Уфтюга (приток Кокшеньги), de:Uftjuga (Kokschenga))

    - クロイ川（ロシア語版、英語版、ドイツ語版）

  - ウフチュガ川 (北ドヴィナ川支流)（ロシア語版、英語版、ドイツ語版）
  - ヴィチェグダ川
    - ヴィレチ川（ロシア語版、英語版、ドイツ語版）
    - ヤレンガ川（ロシア語版、英語版、ドイツ語版）
    - ヴィミ川（ロシア語版、英語版、ドイツ語版）
    - シソラ川（ロシア語版、英語版、ドイツ語版）
      - ボリシャヤ・ヴィジンガ川 (ru:Большая Визинга, de:Bolschaja Wisinga)

    - ロクチム川 (ru:Локчим, de:Loktschim)
    - ヴェシェラ川 (北ドヴィナ川水系)（ロシア語版、英語版、ドイツ語版）
    - セヴェルナヤ・ケリトマ川（ロシア語版、英語版、ドイツ語版）
    - ネム川 (ru:Нем, de:Nem)
    - ヴォリ川 (ru:Воль (приток Вычегды), de:Wol (Wytschegda))

  - ユグ川（ロシア語版、英語版、ドイツ語版）
    - ルザ川（ロシア語版、英語版、ドイツ語版）
    - キチメニガ川（ロシア語版、英語版、ドイツ語版）
    - シャルジェニガ川（ロシア語版、英語版、ドイツ語版）

  - スホナ川
    - ルジェニガ川 (ru:Луженьга (река), de:Luschenga)
    - ウフチュガ川 (スホナ川支流)（ロシア語版、英語版、ドイツ語版）
    - トルシュマ川（ロシア語版、英語版、ドイツ語版）
    - ドヴィニツァ川（ロシア語版、英語版、ドイツ語版）
    - レジャ川（ロシア語版、英語版、ドイツ語版）
    - ヴォログダ川（ロシア語版、英語版、ドイツ語版）
    - クベナ川（ロシア語版、英語版、ドイツ語版）
    - ウフチュガ川 (クベナ湖) (ru:Уфтюга (река, впадает в Кубенское озеро), de:Uftjuga (Kubenasee))

メゼニ川流域図

- メゼニ川
  - ヴァシュカ川（ロシア語版、英語版、ドイツ語版）
  - メゼンスカヤ・ピジュマ川（ロシア語版、英語版、ドイツ語版）
  - ピッサ川 (ru:Пысса, de:Pyssa)
  - ボリシャヤ・ラプチュガ川 (ru:Большая Лоптюга, de:Bolschaja Loptjuga)
  - イルヴァ川 (ru:Йирва, de:Irwa)

#### カニン半島以東
- ヴィジャス川 (ru:Вижас (река), de:Wischas)
- オマ川 (ru:Ома (река), de:Oma (Fluss))
- ペシャ川 (ru:Пёша, de:Pjoscha)
- インディガ川（ロシア語版、英語版、ドイツ語版）（インジガ川）

- ペチョラ川

ペチョラ川流域図

  - スラ川 (ペチョラ川支流)（ロシア語版、英語版、ドイツ語版）
    - ソイマ川 (ru:Сойма (приток Сулы), en:Soyma River, de:Soima)

  - シャプキナ川 (ru:Шапкина (река), de:Schapkina)
  - エルサ川 (ru:Ёрса, de:Jorsa)
  - ツィリマ川（ロシア語版、英語版、ドイツ語版）
    - トビシュ川 (ru:Тобыш, de:Tobysch)
    - ミラ川 (ru:Мыла (приток Цильмы), de:Myla (Zilma))
    - コスマ川 (ru:Косма (река), de:Kosma (Zilma))

  - ピジュマ川 (ペチョラ川支流)（ロシア語版、英語版、ドイツ語版）
  - イジュマ川（ロシア語版、英語版、ドイツ語版）
    - ウフタ川（ロシア語版、英語版、ドイツ語版）
    - アイユヴァ川 (ru:Айюва, de:Aijuwa)

  - ラヤ川 (ru:Лая (приток Печоры), de:Laja (Petschora))
  - ウサ川（ロシア語版、英語版、ドイツ語版）
    - コルヴァ川（ロシア語版、英語版、ドイツ語版）
    - アドジヴァ川（ロシア語版、英語版、ドイツ語版）
    - コシュ川 (ru:Косью, de:Kossju)
      - コジム川（ロシア語版、英語版、ドイツ語版）

    - ボリショイ・コチメス川 (ru:Большой Кочмес, de:Bolschoi Kotschmes)
    - レムヴァ川 (ru:Лемва, de:Lemwa)
    - ヴォルクタ川（ロシア語版、英語版、ドイツ語版）

  - リジャ川 (ru:Лыжа (река), de:Lyscha)
  - コシュヴァ川 (ru:Кожва, de:Koschwa)
  - シュゲル川（ロシア語版、英語版、ドイツ語版）
  - レミユ川 (ru:Лемъю, de:Lemju)
  - ヴェリュ川 (ru:Велью (река), de:Wel (Petschora))
  - セヴェルナヤ・ミルヴァ川 (ru:Северная Мылва, de:Sewernaja Mylwa)
    - ソイヴァ川 (ru:Сойва, de:Soiwa)

  - イリチ川（ロシア語版、英語版、ドイツ語版）
    - コゲリ川 (ru:Когель (река), de:Kogel (Ilytsch))

  - ウニヤ川 (ru:Унья (приток Печоры), de:Unja)
- チェルナヤ川 (ネネツ自治管区) (ru:Чёрная, en:Chornaya River, de:Tschornaja)
- モーレ・ユ川 (ru:Море-Ю, de:More-Ju)
- コロタイハ川 (ru:Коротаиха, de:Korotaicha)

### カラ海
- ボリショイ・オユ川 (ru:Большая Ою, de:Bolschoi Oju)
- カラ川 (カラ海)（ロシア語版、英語版、ドイツ語版）
- ユリベイ川 (ヤマル半島) (ru:Юрибей (река, впадает в Байдарацкую губу), de:Juribei (Jamal))
  - ru:Левый Юрибей (de:Linker Juribei(Lewy Juribei))
  - ru:Правый Юрибей (de:Rechter Juribei(Prawy Juribei))

- オビ川
  - ポルイ川（ロシア語版、英語版、ドイツ語版）

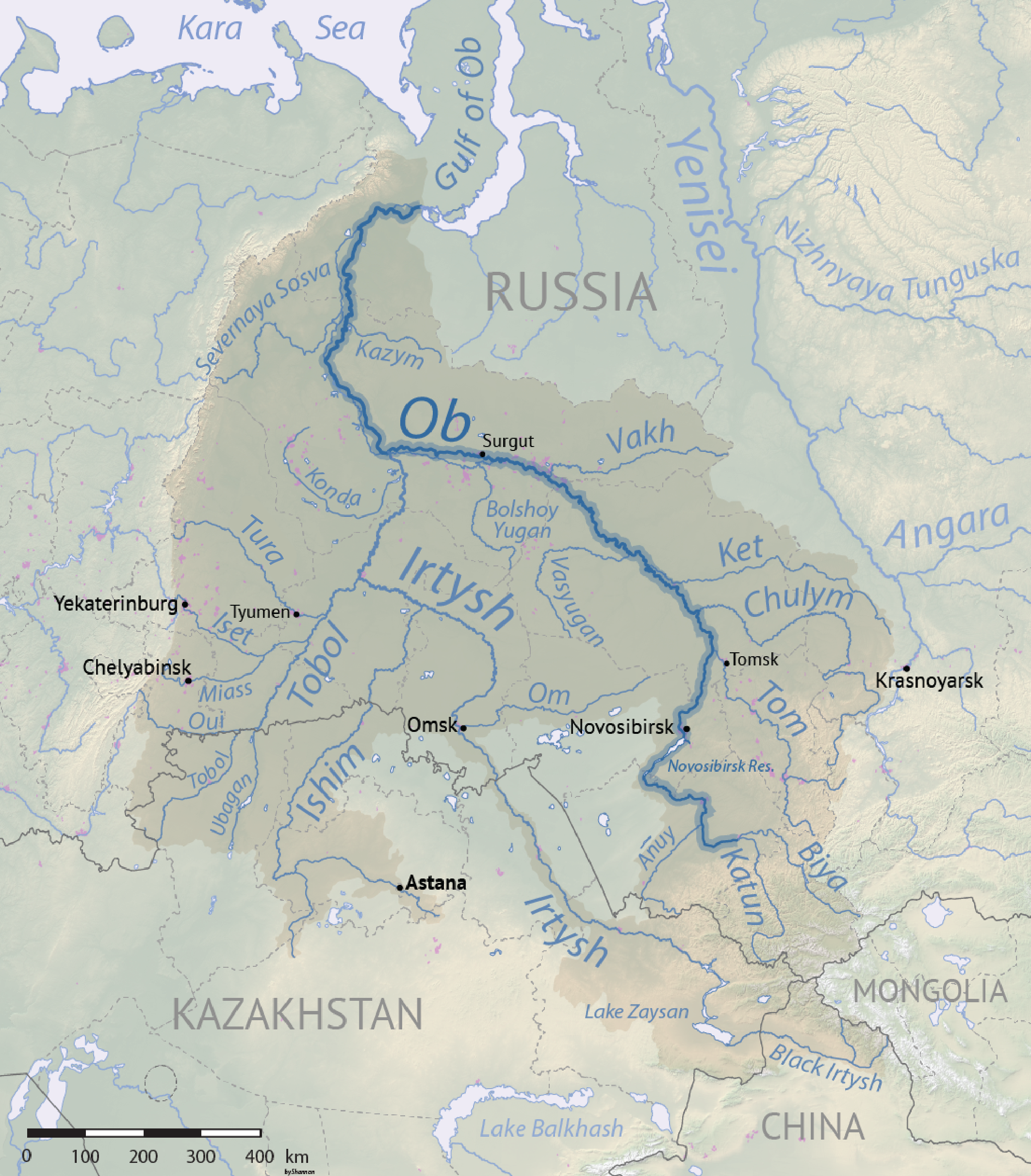
オビ川流域図

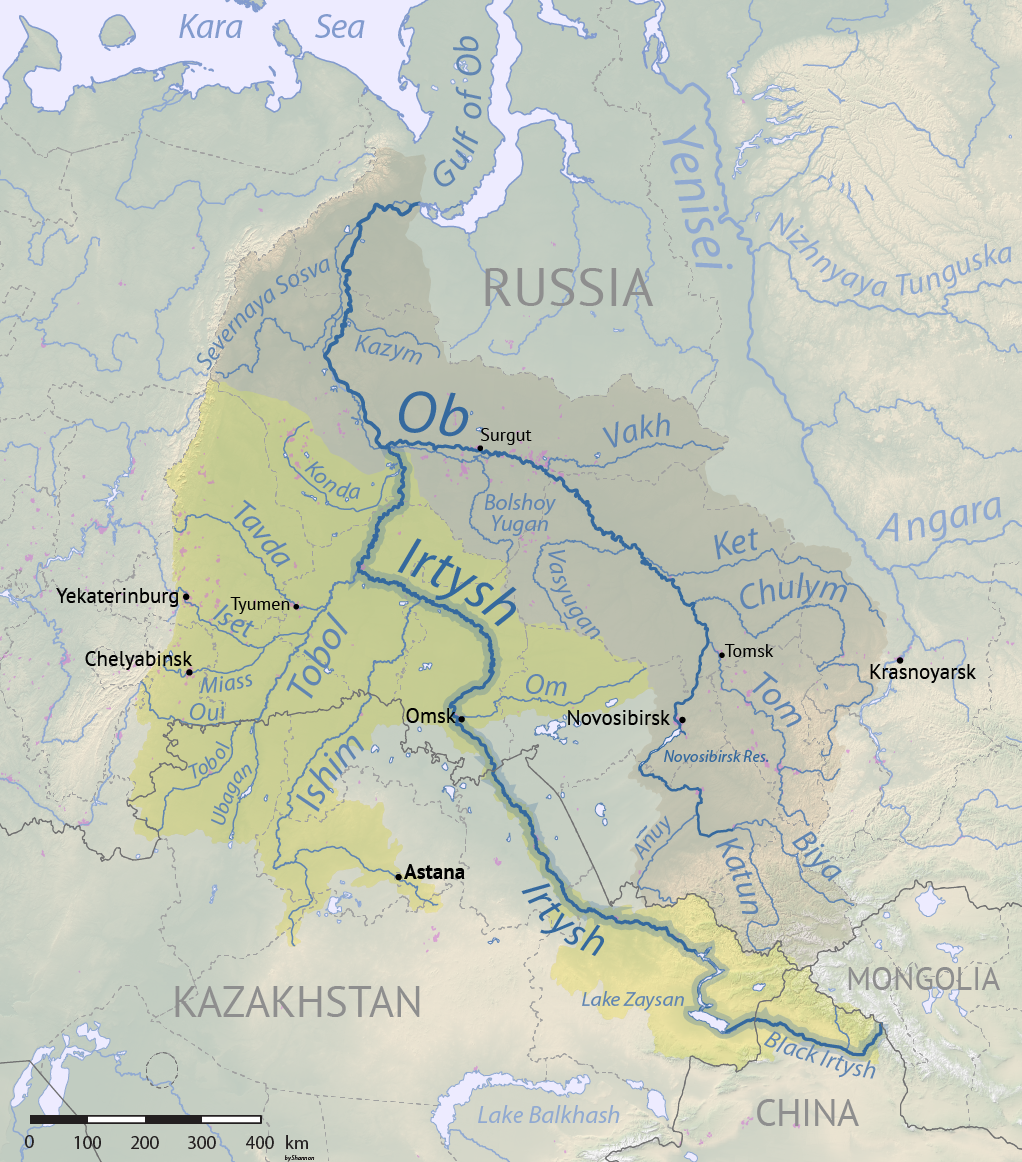
エルティシ川流域図

  - マラヤ・オビ川 (ru:Малая Обь, de:Malaja Ob)
    - シニャ川 (ru:Сыня, de:Synja)

  - セヴェルナヤ・ソシヴァ川（ロシア語版、英語版、ドイツ語版）
    - リャピン川（ロシア語版、英語版、ドイツ語版）

  - カジム川（ロシア語版、英語版、ドイツ語版）
  - エルティシ川：上流はカザフスタン。
    - コンダ川（ロシア語版、英語版、ドイツ語版）
    - デミヤンカ川（ロシア語版、英語版、ドイツ語版）
      - ケウム川 (ru:Кеум (река), de:Keum)
      - ボリショイ・クニヤク川 (ru:Большой Куньяк, de:Bolschoi Kunjak)
      - イムギト川 (ru:Имгыт, de:Imgyt)
      - ウルナ川 (ru:Урна (река), de:Urna)
      - テグス川 (ru:Тегус, de:Tegus)

    - チュマ川 (ru:Тюма, de:Tjuma)
    - トゥルタス川 (ru:Туртас (река), de:Turtas)
      - ボリショイ・トゥルタス川 (ru:Большой Туртас, de:Bolschoi Turtas)
      - マーリ・トゥルタス川 (ru:Малый Туртас, de:Maly Turtas)

    - ノスカ川（ロシア語版、英語版、ドイツ語版）
      - ライマ川 (ru:Лайма (река), de:Laima)

    - トボル川：上流はカザフスタン。源流はロシア・カザフスタン国境。
      - タヴダ川
        - カラバシュカ川 (ru:Карабашка (приток Тавды), de:Karabaschka)
        - チェルナヤ川 (タヴダ川支流) (ru:Чёрная (приток Тавды), de:Tschornaja)
        - ペリム川（ロシア語版、英語版、ドイツ語版）
        - ヴァギリ川 (ru:Вагиль, de:Bagil)
        - ロジヴァ川（ロシア語版、英語版、ドイツ語版）
        - ソジヴァ川（ロシア語版、英語版、ドイツ語版）
          - リャリャ川 (ru:Ляля (река), de:Ljalja)
            - リュブヴァ川 (ru:Лобва (река), de:Lobwa)

          - カクヴァ川 (ru:Каква (река), en:Kakva, de:Kakwa)
          - トゥリャ川 (ru:Турья (приток Сосьвы), en:Turya, de:Turja)
            - ロブ川 (ru:Лоб (приток Турьи), de:Lob)
            - ウステヤ川 (ru:Устея, de:Usteja)
            - アンチピンスキー・イストク川 (ru:Княспинский Исток, de:Antipinski Istok)

      - イスカ川 (ru:Иска (приток Тобола), de:Iska)
      - トゥラ川
        - ピシュマ川（ロシア語版、英語版、ドイツ語版）
          - ベリャコフカ川 (ru:Беляковка (приток Пышмы), de:Beljakowka)

        - ニツァ川（ロシア語版、英語版、ドイツ語版）
          - イルビト川 (ru:Ирбит (река), en:Irbit River)
          - レジュ川 (ru:Реж (река), en:Rezh River)
          - ネイヴァ川（ロシア語版、英語版、ドイツ語版）

        - タギル川（ロシア語版、英語版、ドイツ語版）
        - サルダ川 (ru:Салда (приток Туры), de:Salda (Tura))

      - タル川 (ru:Тап (приток Тобола), de:Tal)（タプ川）
      - イセチ川
        - ミアス川
        - テカ川（ロシア語版、英語版、ドイツ語版）(de:Tetscha)（チェチャ川）
        - シナラ川 (ru:Синара (река), de:Sinara)

      - スエリ川 (ru:Суерь, de:Sujer)
      - ユルガミシュ川 (ru:Юргамыш (приток Тобола), de:Jurgamysch)
      - ウバガン川（ロシア語版、英語版、ドイツ語版）：上流はカザフスタン。
      - ウイ川：下流はロシア・カザフスタン国境。
        - トギザク川 (ru:Тогузак, de:Togusak)：流路の一部はカザフスタン。
        - ウヴェリカ川 (ru:Увелька, de:Uwelka)

      - アヤト川 (ru:Аят (приток Тобола), en:Ayat (river))：下流はカザフスタン。
        - カラタリ・アヤト川 (ru:Караталыаят, de:Kartaly-Ajat)
        - アルチャグリ・アヤト川 (ru:Арчаглы-Аят (река), de:Artschagly-Ajat)：流路の一部と合流点はロシア・カザフスタン国境。
          - カミスティ・アヤト川 (ru:Камыстыаят, de:Kamysty-Ajat)（カミシュリアヤト川）：下流の一部はカザフスタン。

    - ヴァガイ川 (ru:Вагай, de:Wagai (Fluss))
      - アシュリク川 (ru:Ашлык, de:Aschlyk)
      - アギトカ川 (ru:Агитка, de:Agitka)
      - バラフレイ川 (ru:Балахлей, de:Balachlei)
      - エメツ川 (ru:Емец (река), de:Jemez)

    - エシム川：上流はカザフスタン。
    - トゥイ川 (エルティシ川支流) (ru:Туй (река), de:Tui (Fluss))
    - シシュ川（ロシア語版、英語版、ドイツ語版）
    - オシャ川（ロシア語版、英語版、ドイツ語版）
      - ボリショイ・アエフ川 (ru:Большой Аёв, de:Bolschoi Ajew)

    - ウイ川 (エルティシ川支流)（ロシア語版、英語版、ドイツ語版）
    - タラ川 (ロシア)（ロシア語版、英語版、ドイツ語版）
      - チェカ川 (ru:Чёка, de:Tscheka)

    - オミ川
      - タルタス川（ロシア語版、英語版、ドイツ語版）
      - カマ川 (オミ川支流) (ru:Кама (приток Оми), de:Kama)
      - イチャ川 (オミ川支流・東経77度合流) (ru:Ича (нижний приток Оми), en:Icha River (lower tributary of Om River), de:Itscha (Mittellauf der Om))
      - イチャ川 (オミ川支流・東経80度合流) (ru:Ича (верхний приток Оми), de:Itscha (Oberlauf der Om))

  - リャミン川（ロシア語版、英語版、ドイツ語版）
  - ピム川（ロシア語版、英語版、ドイツ語版）
  - ボリショイ・ユガン川（ロシア語版、英語版、ドイツ語版）
    - マーリ・ユガン川 (ru:Малый Юган, de:Kleiner Jugan)

  - トロミエガン川（ロシア語版、英語版、ドイツ語版）
  - アガン川（ロシア語版、英語版、ドイツ語版）
  - ヴァフ川
    - コレキエガン川（ロシア語版、英語版、ドイツ語版）
    - サブン川 (ru:Сабун, en:Sabun River)
    - クリニゴル川 (ru:Кулынигол, de:Kolikjegan)

  - ラリエガン川 (ru:Ларьёган (приток Оби), de:Larjegan)
  - バンコフスキー・パシル川 (ru:Панковский Пасил)
    - イリヤク川 (ru:Ильяк, de:Iljak)

  - キエフスキー・エガン川 (ru:Киевский Ёган, de:Kijewski Jegan)
  - ティム川
    - サンギリ川 (ru:Сангилька, de:Sangilka)
    - コセス川 (ru:Косец, de:Kossez)

  - ヴァシュガン川
    - チジャプカ川 (ru:Чижапка, de:Tschischapka)（チジャルカ川）
    - ニュロリカ川 (ru:Нюролька, en:Nyurolka River, de:Njurolka)（ニューロルカ川）
    - ヤギリャハ川 (ru:Ягылъях, de:Jagyljacha)
    - チェルタラ川 (ru:Чертала, de:Tschertala)

  - パラベリ川（ロシア語版、英語版、ドイツ語版）
    - ケンガ川 (ru:Кёнга (река), de:Kjonga)
    - チュジク川 (ru:Чузик, de:Tschusik)

  - ケチ川
    - コピロフスカヤ・ケチ川 (ru:Копыловская Кеть)
      - パイドゥキナ川 (ru:Пайдугина, de:Paidugina)

    - エルティレバ川 (ru:Ёлтырева, de:Jeltyrewa)
    - リシツァ川（ロシア語版、英語版、ドイツ語版）
    - オルロフカ川（ロシア語版、英語版、ドイツ語版）
      - ラッソマハ川 (ru:Росомаха (приток Орловки), de:Rassomacha)（ロソマハ川）

  - チャヤ川 (オビ川水系)（ロシア語版、英語版、ドイツ語版）
    - パルビク川 (ru:Парбиг, de:Parbig)
      - アンダルマ川 (ru:Андарма, de:Andarma)

  - チュリム川
    - ウルユル川 (ru:Улуюл, de:Ulujul)
    - チチカユル川 (ru:Чичкаюл, de:Tschitschkajul)
    - キヤ川（ロシア語版、英語版、ドイツ語版）
      - チェチ川 (ru:Четь (река), de:Tschet (Fluss))

  - シェガルカ川（ロシア語版、英語版、ドイツ語版）
  - トミ川
    - サムシカ川 (ru:Самуська, de:Samuska)
    - ポロス川 (ru:Порос (приток Томи), de:Poros)
    - キスロフカ川 (ru:Кисловка (река), de:Kislowka)
    - ウシャイカ川 (ru:Ушайка, en:Ushayka River)
    - バサンダイカ川 (ru:Басандайка (река), de:Bassandaika)
    - トゥゴヤコフカ川 (ru:Тугояковка, de:Tugojakowka)
    - ソスノフカ川 (ru:Сосновка (приток Томи), de:Sosnowka)
    - アバ川 (ru:Аба (приток Томи), en:Aba River (Russia))
    - コンドマ川（ロシア語版、英語版、ドイツ語版）
    - トゥトゥヤス川 (ru:Тутуяс, de:Tutujas)
    - ムラッス川（ロシア語版、英語版、ドイツ語版）
    - ウサ川 (ru:Уса (приток Томи), de:Ussa (Tom))
    - キーザク川 (ru:Кумзас (приток Томи), de:Kijsak)
    - ベリス川 (ru:Бельсу, de:Bel-Su)

  - ウエニ川 (ru:Уень (верхний приток Оби), de:Wjuna)
  - イニャ川 (オビ川支流)（ロシア語版、英語版、ドイツ語版）
    - ru:Забобуриха (de:Saboburycha)
    - イスドレヴァヤ川 (ru:Издревая (река), en:Izdrevaya River)
    - オラ川 (イニャ川支流) (ru:Ора (приток Ини), de:Ora)
    - ブゴタク川 (ru:Буготак (приток Ини), en:Bugotak, de:Bugotak)
    - イジリ川 (ru:Изылы, de:Isyly)
    - キイク川 (ru:Киик (река), de:Kiik)
    - カシマ川 (ru:Касьма, de:Kasma)
    - ウル川 (ru:Ур (река), de:Ur)
    - バチャト川 (ru:Бачат, de:Batschat)
    - タルダ川 (ru:Талда, de:Talda)
    - エロフカ川 (ru:Еловка, de:Jelowka)
    - カラルダ川 (ru:Каралда (река), de:Karalda)

  - ベルジ川（ロシア語版、英語版、ドイツ語版）
  - ニージュニー・スズン川 (ru:Сузун (река), de:Nischni Susun)
  - ヴェルフニー・スズン川 (ru:Верхний Сузун)
  - イニャ川 (オビ川支流・北緯53度合流) (ru:Иня (верхний приток Оби), de:Inja (oberer Ob))
  - チュミシュ川（ロシア語版、英語版、ドイツ語版）
    - ウクスナイ川 (ru:Уксунай, de:Uksunai)
      - トグル川 (ru:Тогул (река), de:Togul)

  - バルナウルカ川 (ru:Барнаулка, de:Barnaulka)
  - アレイ川
  - ボリシャヤ・レチカ川 (ru:Большая Речка (приток Оби), de:Bolschaja retschka)
  - チャリシュ川（ロシア語版、英語版、ドイツ語版）
    - イニャ川 (チャリシュ川支流) (ru:Иня (приток Чарыша), de:Inja (Tscharysch))

  - アヌイ川（ロシア語版、英語版、ドイツ語版）（アンイ川）
  - ペスチャナヤ川（ロシア語版、英語版、ドイツ語版）
  - ビヤ川
    - ネニャ川 (ru:Неня, de:Nenja)
    - レベジ川（ロシア語版、英語版、ドイツ語版）
    - サラコクシャ川 (ru:Саракокша, de:Sarykokscha)
      - ウイメニ川 (ru:Уймень (река), de:Uimen)

    - チュリシュマン川（ロシア語版、英語版、ドイツ語版）
      - バシュカウス川（ロシア語版、英語版、ドイツ語版）
        - チェブダル川 (ru:Чебдар, en:Chebdar River)

  - カトゥニ川
    - カメンカ川 (カトゥニ川支流) (ru:Каменка (приток Катуни), de:Kamenka (Katun))
    - イシャ川 (ru:Иша (река), de:Ischa)
    - ウルスル川（ロシア語版、英語版、ドイツ語版）
    - チュヤ川（ロシア語版、英語版、ドイツ語版）
    - アルグト川（ロシア語版、英語版、ドイツ語版）
    - コクサ川 (ru:Кокса (приток Катуни), de:Koksa)
- ナディム川（ロシア語版、英語版、ドイツ語版）
  - ヘイリヤハ川 (ru:Хейгияха, de:Cheigijacha)
  - プラヴァヤ・ヘッタ川 (ru:Правая Хетта, de:Prawaja Chetta)
  - レヴァヤ・ヘッタ川 (ru:Левая Хетта, en:Levaya Khetta River, de:Lewaja Chetta)
- ニダ川 (ru:Ныда (река), de:Nyda)
- ポエラヴァヤハ川 (ru:Поёлаваяха, de:Pojolawajacha)

- プル川

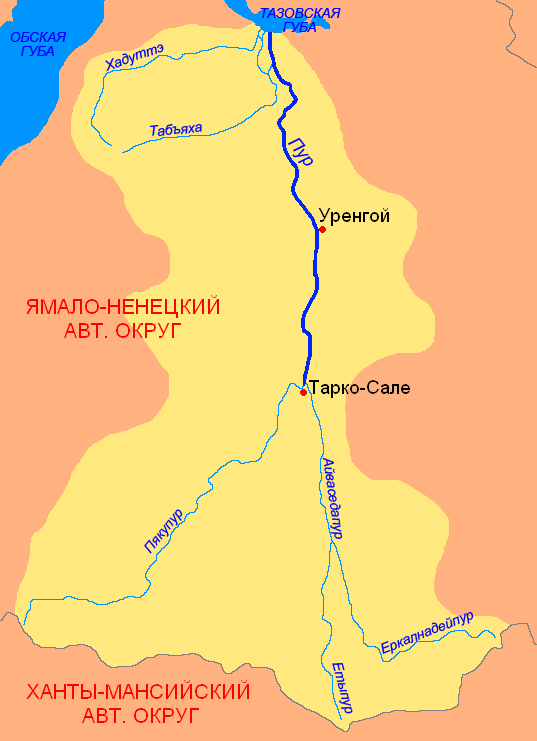
プル川流域図

  - ハドゥッチェ川 (ru:Хадуттэ, de:Chadutte)
  - タビヤハ川 (ru:Табъяха, de:Tabjacha)
  - アイヴァセダプル川 (ru:Айваседапур, de:Aiwassedapur)
    - エチェイプル川 (ru:Етыпур, de:Jetypur)
    - エルカルナデイプル川 (ru:Еркалнадейпур, de:Jerkalnadeipur)

  - ピャクプル川（ロシア語版、英語版、ドイツ語版）
    - プルペ川 (ru:Пурпе (река), en:Purpe River, de:Purpe)
    - ヴェンガプル川 (ru:Вынгапур, en:Vyngapur River, de:Wyngapur)

- タズ川

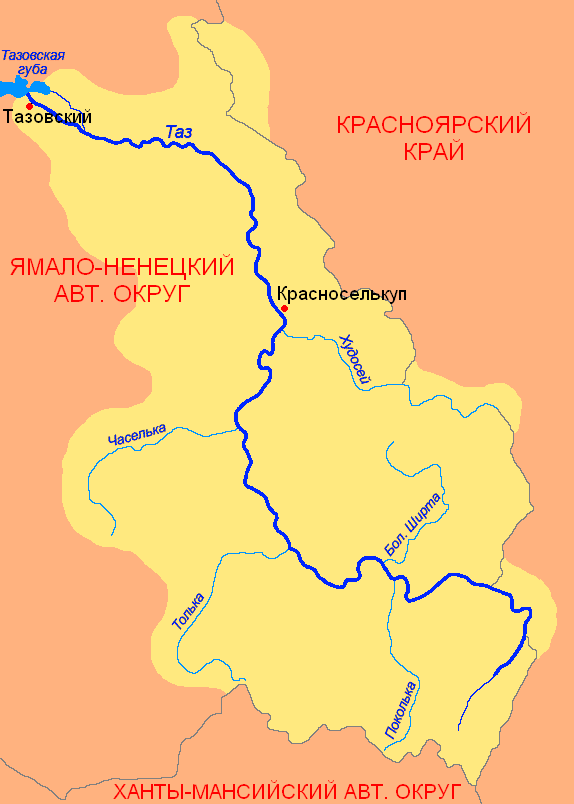
タズ川流域図

  - ボルシャヤ・シルタ川 (ru:Большая Ширта, de:Bolschaja Schirta)
- メソヤハ川（ロシア語版、英語版、ドイツ語版）（メッソヤハ川）
- ユリベイ川 (ギダン半島) (ru:Юрибей (река, впадает в Гыданскую губу), de:Juribei (Gydan))

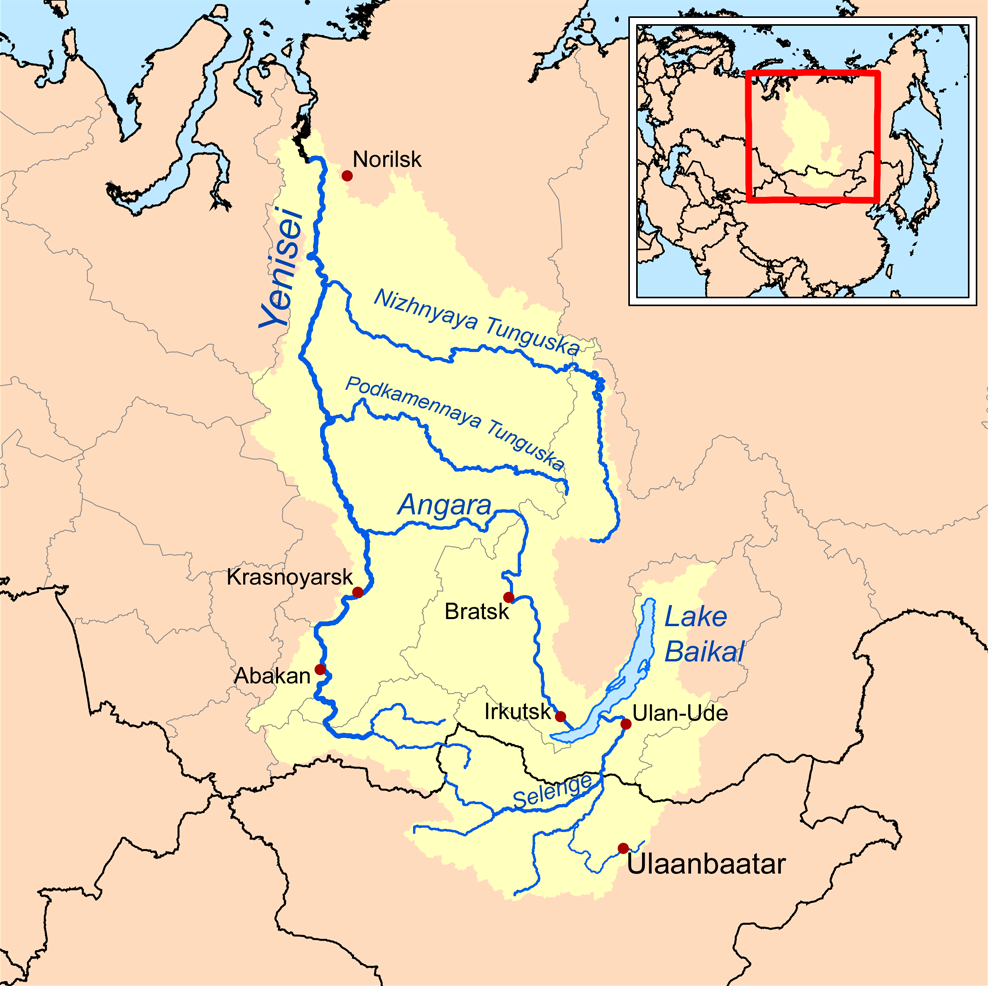
エニセイ川流域図

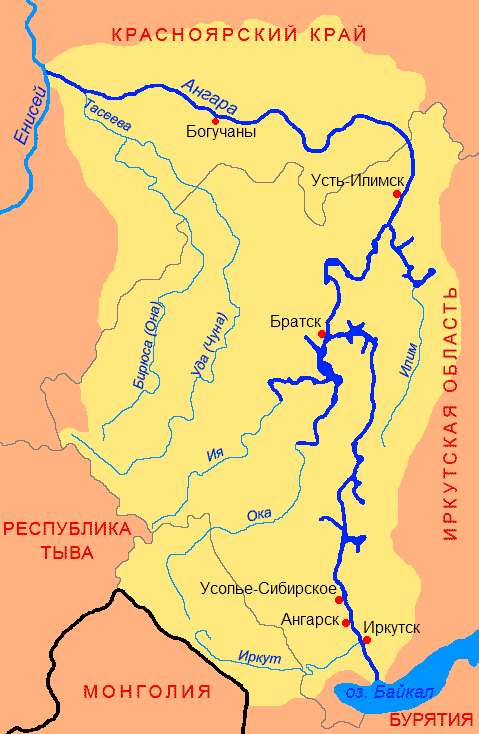
アンガラ川流域図

- エニセイ川
  - タナマ川
  - ボリシャヤ・ヘタ川（ロシア語版、英語版、ドイツ語版）
  - マラヤ・ヘタ川 (ru:Малая Хета, de:Malaja Cheta)
  - ハンタイカ川（ロシア語版、英語版、ドイツ語版）
  - クレイカ川（ロシア語版、英語版、ドイツ語版）
  - トゥルハン川（ロシア語版、英語版、ドイツ語版）
  - ニジニャヤ・ツングースカ川
    - セヴェルナヤ川 (ru:Северная (приток Нижней Тунгуски), de:Sewernaja (Untere Tunguska))
    - トゥトンチャナ川 (ru:Тутончана (река), de:Tutontschana)
    - ウチャミ川 (ru:Учами (река), de:Utschami (Fluss))
    - タイムラ川（ロシア語版、英語版、ドイツ語版）
    - ヴィヴィ川（ロシア語版、英語版、ドイツ語版）
    - ヤムブカン川 (ru:Ямбукан, de:Jambukan)
    - ニディム川 (ru:Нидым (река), de:Nidym)
    - コチェチュム川（ロシア語版、英語版、ドイツ語版）（コチェヌム川）
      - チェムベンチ川（ロシア語版、英語版、ドイツ語版）
      - トゥル川 (ru:Туру, de:Turu)
      - エムベンチメ川 (de:Embentschime, ru:Эмбенчиме)

    - エイカ川 (ru:Ейка (река), de:Jeika)
    - イリムペヤ川（ロシア語版、英語版、ドイツ語版）
    - チェチェヤ川 (ru:Тетея, de:Teteja)
    - ボリシャヤ・エレマ川 (ru:Большая Ерёма, de:Bolschaja Jerjoma)
    - ネパ川（ロシア語版、英語版、ドイツ語版）

  - スハヤ・ツングースカ川 (ru:Сухая Тунгуска, de:Trockene Tunguska)
  - エログイ川（ロシア語版、英語版、ドイツ語版）
  - バフタ川（ロシア語版、英語版、ドイツ語版）
  - ポドカメンナヤ・ツングースカ川-カタンガ川：チェチェレ川合流点で改称。
    - ヴェリモ川 (ru:Вельмо (река), de:Welmo)
    - チュニャ川 (ru:Чуня, de:Tschunja)
      - チェイチャン川 (ru:Тычаны, de:Tytschany)
      - ヴェルフナヤ・チュンク川 (ru:Верхняя Чунку, de:Werchnjaja Tschunku)
      - セヴェルナヤ・チュニャ川 (ru:Сев. Чуня, de:Sewernaja Tschunja)
      - ユジュニャヤ・チュニャ川 (ru:Южная Чуня, de:Juschnaja Tschunja)

    - カモ川 (ru:Камо (река), de:Kamo (Steinige Tunguska))
    - チェチェレ川 (ru:Тэтэрэ, de:Tetere)

  - ドゥブチェク川 (ru:Дубчес, de:Dubtsches)（ドゥプチェク川、ボリショイ・ドゥプチャク川）
  - シム川（ロシア語版、英語版、ドイツ語版）
  - カス川 (ru:Кас, de:Kas (Fluss))
  - ボリショイ・ピト川（ロシア語版、英語版、ドイツ語版）（大ピト川）
  - ケミ川 (エニセイ川支流)（ロシア語版、英語版、ドイツ語版）
  - アンガラ川
    - タセエヴァ川（ロシア語版、英語版、ドイツ語版）
      - ウソルカ川 (ru:Усолка (приток Тасеевой), de:Ussolka)
      - ビリュサ川（ロシア語版、英語版、ドイツ語版）
        - ポイマ川 (ru:Пойма (приток Бирюсы), de:Poima)
        - トゥマンジェト川 (ru:Туманшет (река), de:Tumanschet)
        - タグル川 (ru:Тагул, de:Tagul)
        - マラヤ・ビリュサ川 (ru:Малая Бирюса, de:Malaja Birjussa)
        - ボリシャヤ・ビリュサ川 (ru:Большая Бирюса, de:Bolschaja Birjussa)

      - チュナ川（ロシア語版、英語版、ドイツ語版）（チューナ川、ウダ川）
        - コソフカ川 (ru:Косовка (приток Чуны), en:Kosovka River)

    - イルキネエヴァ川 (ru:Иркинеева, de:Irkinejewa)
    - ムラ川 (アンガラ川支流)（ロシア語版、英語版、ドイツ語版）
    - チャドベツ川 (ru:Чадобец, de:Tschadobez)
    - コヴァ川 (ru:Кова (приток Ангары), de:Kowa (Fluss))
    - トゥシャマ川 (ru:Тушама, de:Tuschama)
    - イリム川（ロシア語版、英語版、ドイツ語版）
    - オカ川 (シベリア)
      - イヤ川（ロシア語版、英語版、ドイツ語版）

    - ベラヤ川 (アンガラ川支流)（ロシア語版、英語版、ドイツ語版）（ボリシャヤ・ベラヤ川）
      - ウリク川（ロシア語版、英語版、ドイツ語版）

    - キトイ川（ロシア語版、英語版、ドイツ語版）
    - イルクート川
    - バイカル湖：流入河川は#バイカル湖参照。

  - カン川
  - カチャ川 (ru:Кача (приток Енисея), en:Kacha River)
  - バザイハ川 (ru:Базаиха (река), en:Bazaikha River)
  - マナ川（ロシア語版、英語版、ドイツ語版）
  - シシム川 (ru:Сисим, de:Sissim)
  - シダ川 (ru:Сыда (река), de:Syda)
  - トゥバ川（ロシア語版、英語版、ドイツ語版）
    - アミル川 (ru:Амыл, de:Amyl (Fluss))
    - カジル川（ロシア語版、英語版、ドイツ語版）
      - キジル川（ロシア語版、英語版、ドイツ語版）

  - アバカン川
  - オヤ川 (ru:Оя (река), de:Oja (Jenissei))
    - ケベシュ川 (ru:Кебеж, de:Kebesch)

  - カンチェギル川（ロシア語版、英語版、ドイツ語版）
  - ウス川 (ru:Ус (приток Енисея), de:Us (Jenissei))
  - ヘムチク川（ロシア語版、英語版、ドイツ語版）
  - 小エニセイ川（ロシア語版、英語版、ドイツ語版）（マールイ・エニセイ川）
    - バリクチェイグ＝ヘム川 (ru:Балыктыг-Хем, de:Balyktyg-Chem)

  - 大エニセイ川（ロシア語版、英語版、ドイツ語版）（ボルショイ・エニセイ川）
    - ハム＝シラ川 (ru:Хамсара, de:Chamsara)
    - アザス川 (ru:Азас, de:Asas)

- ピャシナ川

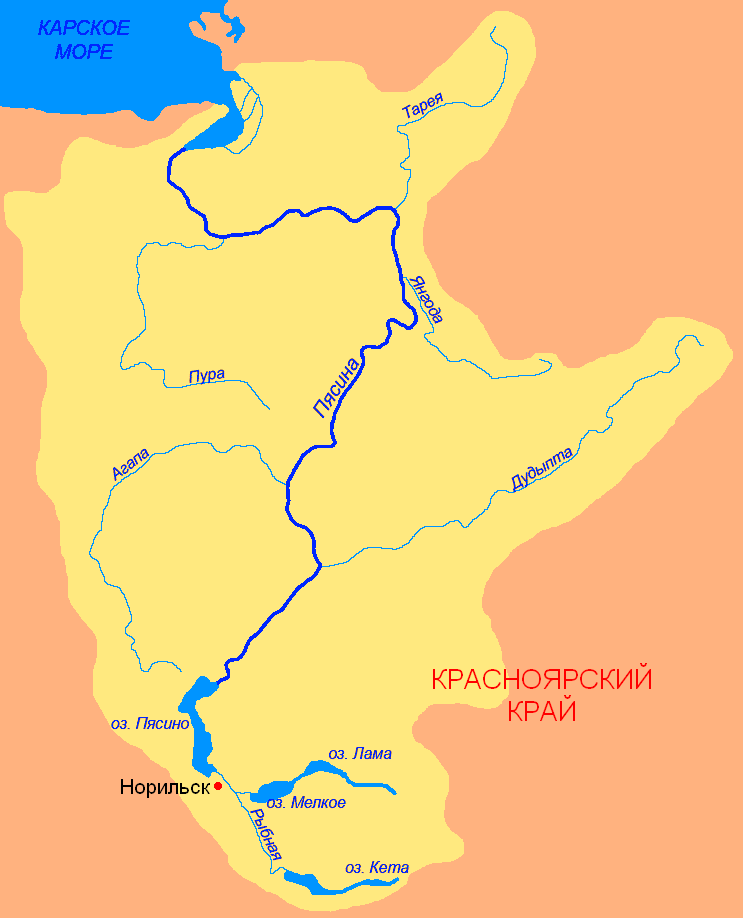
ピャシナ川流域図

  - プラ川 (ru:Пура (река), de:Pura)
  - タレヤ川 (ru:Тарея, de:Tareja)
  - ヤンゴダ川 (ru:Янгода, de:Jangoda)
  - アガパ川 (ru:Агапа (река), de:Agapa)
  - ドゥディプタ川（ロシア語版、英語版、ドイツ語版）
- フトゥダビガ川 (ru:Хутудабигай, en:Khutudabiga River)
- レニヴァヤ川 (ru:Ленивая, de:Leniwaja)
- タイミール川（ロシア語版、英語版、ドイツ語版）（タイミル川、ニージュニャヤ・タイミラ川）
  - シュレンク川 (en:en:Shrenk River, de:Schrenk (Fluss), ru:Шренк)
  - ロガタ川 (ru:Логата, de:Logata)
- レニングラツカヤ川 (ru:Ленинградская, de:Leningradskaja)

#### バイカル湖
- スネージナヤ川
- セレンガ川：上流はモンゴル。
  - ウダ川 (セレンガ川支流)（ロシア語版、英語版、ドイツ語版）
    - クルバ川 (ru:Курба (приток Уды), de:Kurba)

  - ヒロク川（ロシア語版、英語版、ドイツ語版）
  - チコイ川（ロシア語版、英語版、ドイツ語版）：中流の一部がロシア・モンゴル国境。
    - メンザ川（ロシア語版、英語版、ドイツ語版）

  - チェムニク川 (ru:Темник (река), de:Temnik)
  - ジダ川（ロシア語版、英語版、ドイツ語版）
- トゥルカ川（ロシア語版、英語版、ドイツ語版）
- バルグジン川
- 上アンガラ川
  - コチェラ川 (ru:Котера, de:Katera)

### ラプテフ海
- ヴェズデホドナヤ川 (ru:Вездеходная, de:Wesdechodnaja)
- プロンチシェヴァ川 (ru:Прончищева, de:Prontschischtschewa)
- ポドカメンナヤ川 (ru:Подкаменная, de:Podkamennaja)
- ボリシャヤ・バラフニャ川 (ru:Большая Балахня, de:Große Balachnja)

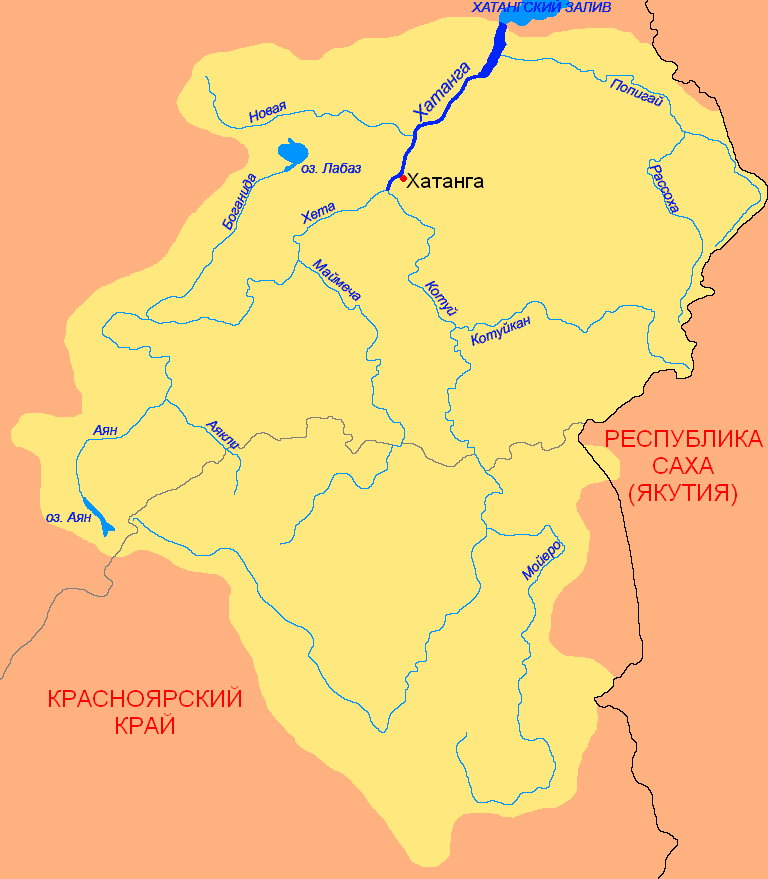
ハタンガ川流域図

- ハタンガ川
  - ヘタ川
    - マイメチャ川（ロシア語版、英語版、ドイツ語版）
    - ボガニダ川（ロシア語版、英語版、ドイツ語版）
    - アヤクリ川 (ru:Аякли, de:Ajakli (Cheta))
    - アヤン川 (ru:Аян (приток Хеты), de:Ajan (Cheta))

  - コトゥイ川
    - コトゥイカン川（ロシア語版、英語版、ドイツ語版）
    - トゥカラン川 (ru:Тукалан, de:Tukalan)
    - モイエロ川 (ru:Мойеро, de:Moijero)（モイェロ川）
    - チャンガダ川 (ru:Чангада, de:Tschangada)
- ポピガイ川（ロシア語版、英語版、ドイツ語版）
  - フォミチ川 (de:Fomitsch, ru:Фомич)
  - ラスソハ川 (ru:Рассоха (приток Попигая), de:Rassocha (Popigai))

- アナバル川

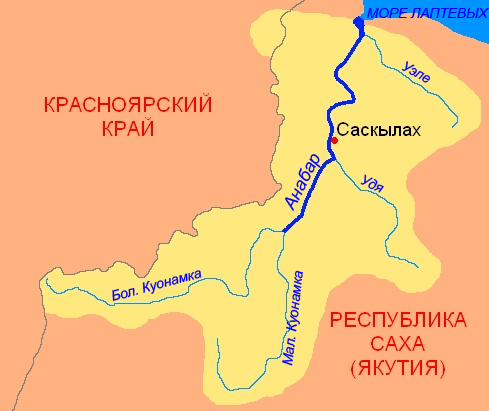
アナバル川流域図

  - ウジャ川 (ru:Удя, de:Udja)
  - マラヤ・クオナムカ川 (ru:Малая Куонамка, de:Kleine Kuonamka)
  - ボリシャヤ・クオナムカ川 (ru:Большая Куонамка, de:Bolschaja Kuonamaka)

- オレニョーク川

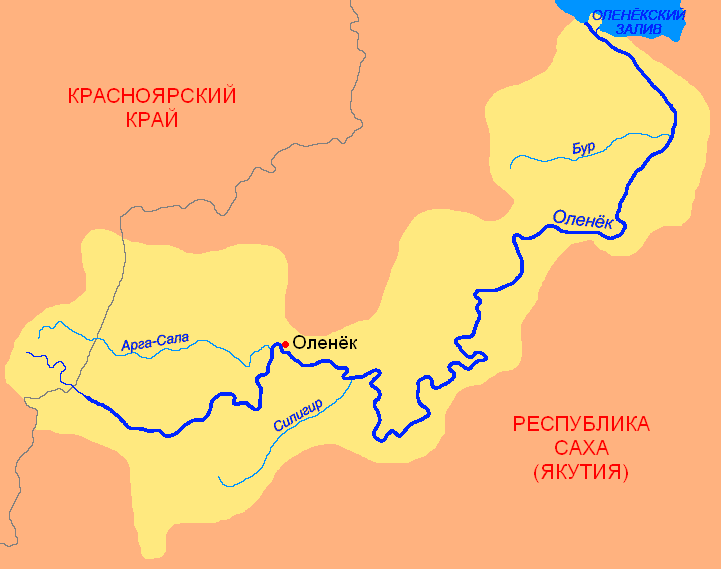
オレニョーク川流域図

  - ブル川 (ru:Бур (река), de:Bur (Olenjok))
  - シリギル川 (ru:Силигир, de:Siligir)
  - アルガ＝サラ川 (ru:Арга-Сала, de:Arga-Sala)

レナ川流域図

- レナ川
  - モロド川（ロシア語版、英語版、ドイツ語版）
  - ジャルジャン川 (ru:Джарджан (река), de:Dschardschan)
  - モトルチュナ川 (ru:Моторчуна, de:Motortschuna)
  - ムナ川
  - ウンジュリュング川 (ru:Ундюлюнг, de:Undjuljung)
  - リンデ川（ロシア語版、英語版、ドイツ語版）
  - ヴィリュイ川
    - バパガイ川（ロシア語版、英語版、ドイツ語版）
    - チュング川
    - チュキャン川（ロシア語版、英語版、ドイツ語版）
    - マルハ川 (ヴィリュイ川支流)（ロシア語版、英語版、ドイツ語版）
      - モルコカ川（ロシア語版、英語版、ドイツ語版）

    - ウィギアッタ川（ロシア語版、英語版、ドイツ語版）
    - オッチュギュイ＝ボトゥブヤ川 (ru:Оччугуй-Ботуобуя, en:Ochchuguy Botuobuya)
    - チョナ川（ロシア語版、英語版、ドイツ語版）

  - アルダン川
    - トゥマラ川 (ru:Тумара, de:Tumara)
    - トモポ川 (ru:Томпо, de:Tompo)
    - アムガ川
    - アラフ＝ユニ川（ロシア語版、英語版、ドイツ語版）
    - マヤ川
      - ユドマ川（ロシア語版、英語版、ドイツ語版）
      - アイム川 (de:Aim (Fluss), ru:Аи́м)
      - マイマカン川 (ru:Маймакан, de:Maimakan)
      - バトムガ川 (ru:Батомга, de:Batomga)

    - ウチュル川
      - ゴナム川（ロシア語版、英語版、ドイツ語版）
        - アルガマ川（ロシア語版、英語版、ドイツ語版）
          - イジュム川 (ru:Идюм, de:Idjum)

    - チムプトン川 (ru:Тимптон, de:Timpton)

  - スオラ川 (ru:Суола (река), en:Suola River)
  - リュチェンゲ川 (ru:Лютенге, en:Lyutenge River)
  - ブオタマ川（ロシア語版、英語版、ドイツ語版）
  - シーニャヤ川 (レナ川支流)（ロシア語版、英語版、ドイツ語版）
    - マッタ川 (ru:Матта (река), en:Matta River)

  - トゥオルバ川 (ru:Туолба, en:Tuolba River)
  - マルハ川 (レナ川支流)（ロシア語版、英語版、ドイツ語版）
  - ナマナ川 (ru:Намана, de:Namana)
  - オリョークマ川
    - チャラ川（ロシア語版、英語版、ドイツ語版）
    - ニュクジャ川 (ru:Нюкжа (река), de:Njukscha (Fluss))
    - トゥンギル川 (ru:Тунгир, de:Tungir)

  - ボリショイ・パトム川 (ru:Большой Патом, de:Bolschoi Patom)
  - デルバ川 (ru:Дерба, de:Dscherba)
  - ニュヤ川
  - ペレドゥイ川 (ru:Пеледуй (река), de:Peledui)
  - ヴィティム川
    - ママ川（ロシア語版、英語版、ドイツ語版）
    - ムヤ川（ロシア語版、英語版、ドイツ語版）
    - ツィパ川（ロシア語版、英語版、ドイツ語版）
      - アマラト川 (ru:Амалат, de:Amalat)
      - バウント湖 (ru:Баунт (озеро), de:Baunt)
        - ヴェルフナヤ・ツィパ川 (ru:Верхняя Ципа, de:Werchnjaja Zipa)

    - カラル川 (ru:Калар, de:Kalar)
    - カラカン川 (ru:Калакан, de:Kalakan)
    - カレンガ川 (ru:Каренга, de:Karenga)
    - コンダ川 (ru:Конда, de:Konda)

  - チュヤ川 (レナ川支流) (ru:Чуя (приток Лены), de:Tschuja (Lena))
    - マラヤ・チュヤ川 (ru:Малая Чуя, de:Malaja Tschuja)
    - ボリシャヤ・チュヤ川 (ru:Большая Чуя, de:Bolschaja Tschuja)

  - チャヤ川 (レナ川水系)
  - キレンガ川
  - イルガ川 (ru:Илга, de:Ilga (Lena))
- オモロイ川（ロシア語版、英語版、ドイツ語版）

- ヤナ川

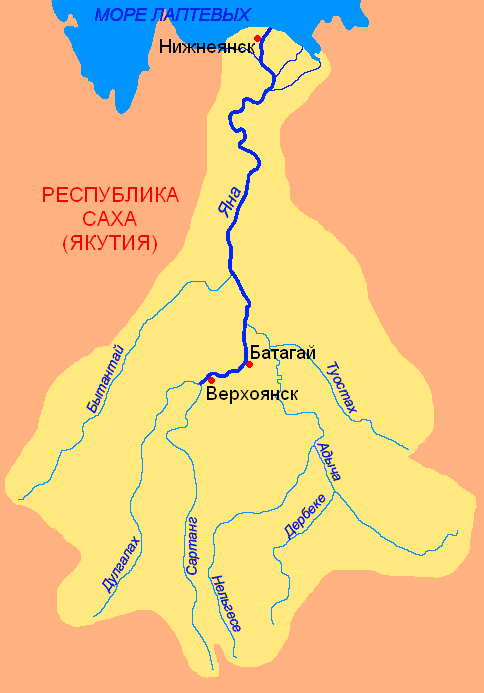
ヤナ川流域図

  - アビラビト川 (ru:Абырабыт, en:Abyrabyt)
  - ビタンタイ川（ロシア語版、英語版、ドイツ語版）
  - オリデ川 (ru:Ольдё, de:Oldscho, en:Oldzho)
  - アディチャ川（ロシア語版、英語版、ドイツ語版）（アデチャ川）
    - トゥオスタフ川 (ru:Туостах, de:Tuostach, en:Tuostakh)
    - ボルラフ川（ロシア語版、英語版、ドイツ語版）
    - チャルキ川 (en:Charky, ru:Чаркы)
    - ネリゲゼ川（ロシア語版、英語版、ドイツ語版）
    - デルベケ川（ロシア語版、英語版、ドイツ語版）

  - ドゥルガラフ川（ロシア語版、英語版、ドイツ語版）（ドゥルガラク川）
  - サルタン川（ロシア語版、英語版、ドイツ語版）（サルタング川）

### 東シベリア海
- フロマ川（ロシア語版、英語版、ドイツ語版）

- インディギルカ川

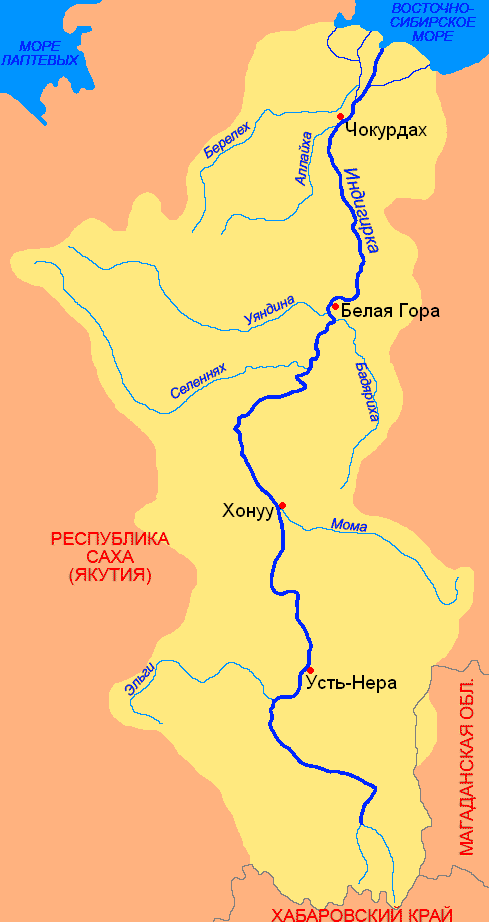
インディギルカ川流域図

  - シャンドリン川 (ru:Шандрин, de:Schandrin, en:Shandrin)
  - ベレレフ川（ロシア語版、英語版、ドイツ語版）（ベレレ川）
  - アライハ川（ロシア語版、英語版、ドイツ語版）
  - ウヤンディナ川（ロシア語版、英語版、ドイツ語版）（ウヤンジナ川）
  - バジャリハ川（ロシア語版、英語版、ドイツ語版）（バジャリカ川）
  - ドゥルジナ川 (en:Druzhina River, ru:Дружина)
  - セレニヤフ川（ロシア語版、英語版、ドイツ語版）（セレンニャフ川）
  - モマ川（ロシア語版、英語版、ドイツ語版）
  - チバガラフ川 (ru:Чибагалах, de:Tschibagalach)
  - ネラ川
  - エリギ川（ロシア語版、英語版、ドイツ語版）
  - キュエンチェ川 (ru:Кюенте, en:Kyuente)
  - クイドゥスン川 (ru:Куйдусун, en:Kuydusun)
- アラゼヤ川
  - ロソーハ川（ロシア語版、英語版、ドイツ語版）（ラスソハ川）
- ボリシャヤ・チュコチヤ川（ロシア語版、英語版、ドイツ語版）

- コリマ川

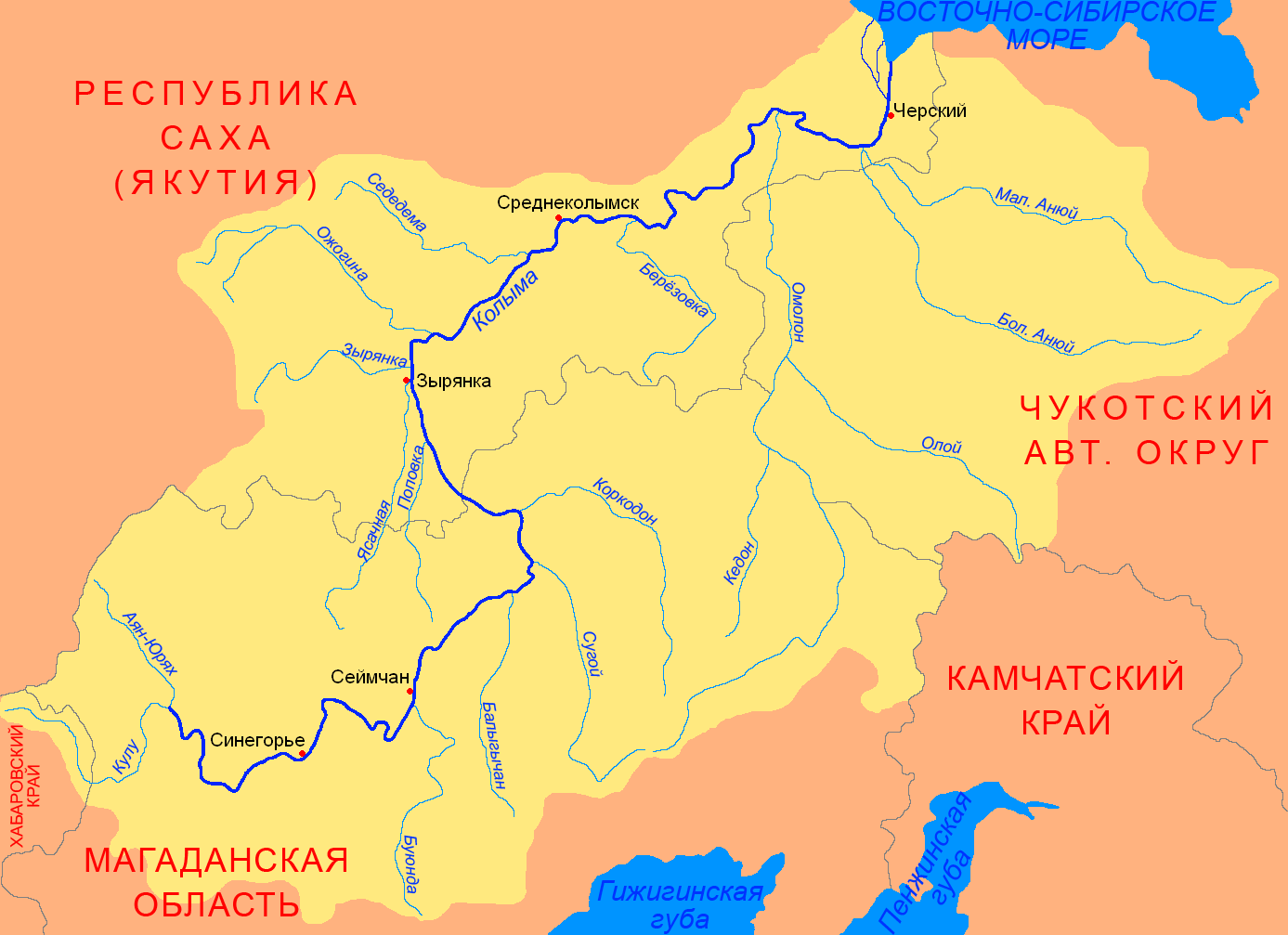
コリマ川流域図

  - アニュイ川 (コリマ川水系)（ロシア語版、英語版、ドイツ語版）
    - ボリショイ・アニュイ川（ロシア語版、英語版、ドイツ語版）
    - マーリ・アニュイ川（ロシア語版、英語版、ドイツ語版）

  - オモロン川
    - オロイ川（ロシア語版、英語版、ドイツ語版）
    - ケドン川 (ru:Кедон, de:Kedon)

  - ベレゾフカ川（ロシア語版、英語版、ドイツ語版）
  - セデデマ川（ロシア語版、英語版、ドイツ語版）
  - オジョギナ川（ロシア語版、英語版、ドイツ語版）
  - ジリャンカ川（ロシア語版、英語版、ドイツ語版）
  - ヤサチナヤ川（ロシア語版、英語版、ドイツ語版）
  - ポポフカ川（ロシア語版、英語版、ドイツ語版）
  - コルコドン川 (ru:Коркодон, de:Korkodon)
  - スゴイ川（ロシア語版、英語版、ドイツ語版）
  - バリギチャン川（ロシア語版、英語版、ドイツ語版）
  - ブユンダ川 (ru:Буюнда, de:Bujunda)
  - バハプチャ川
  - アヤン＝ユリャフ川 (ru:Аян-Юрях, de:Ajan-Jurjach)
  - クル川 (コリマ川水系) (ru:Кулу (река), de:Kulu)
- ラウチュア川（ロシア語版、英語版、ドイツ語版）
- チャウン川（ロシア語版、英語版、ドイツ語版）
- パリャヴァアム川（ロシア語版、英語版、ドイツ語版）
- ペグティメリ川（ロシア語版、英語版、ドイツ語版）

### チュクチ海
- アムグエマ川（ロシア語版、英語版、ドイツ語版）
- ヴァンカレム川 (ru:Ванкарем (река), de:Wankarem)
- イオニヴェエム川 (ru:Ёонайвеем, en:Ioniveyem River)
- チェギトゥン川 (ru:Чегитун, en:Chegitun River)

## 太平洋

### ベーリング海

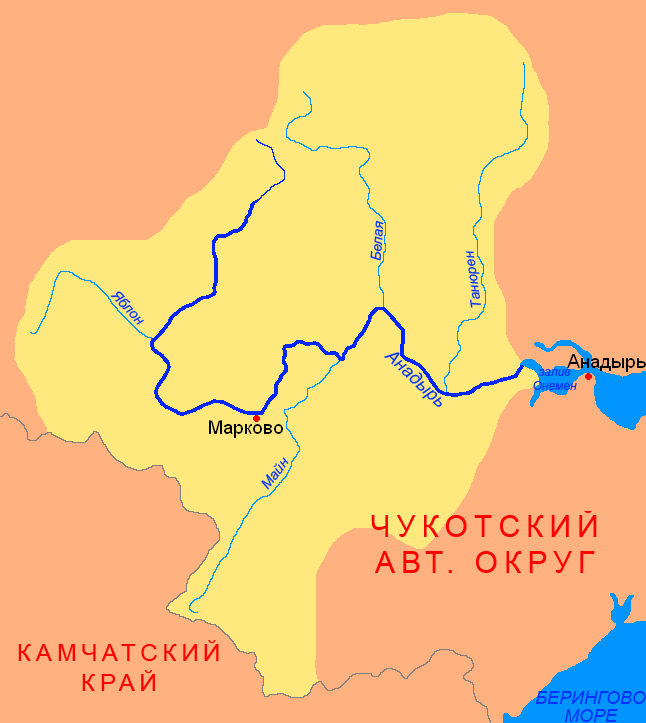
アナディリ川流域図

- カンチャラン川（ロシア語版、英語版、ドイツ語版）

- アナディリ川
  - タニュレル川（ロシア語版、英語版、ドイツ語版）
  - ベラヤ川 (アナディリ川支流)（ロシア語版、英語版、ドイツ語版）
    - エンミバーム川（ロシア語版、英語版、ドイツ語版）
    - ボリシャヤ・オシノヴァヤ川 (ru:Бол. Осиновая, de:Bolschaja Ossinowaja)

  - マイン川 (アナディリ川支流)（ロシア語版、英語版、ドイツ語版）
    - ヴァエギ川 (ru:Ваеги, de:Wajegi)

  - ヤブロン川 (ru:Яблон, de:Jablon)
- ビリカヤ川（ロシア語版、英語版、ドイツ語版）
- トゥマンスカヤ川（ロシア語版、英語版、ドイツ語版）
- ハチェイルカ川 (ru:Хатырка (река), de:Chatyrka (Fluss))
- ウケラヤト川 (ru:Укэлаят, de:Ukelajat)
- アプカ川 (ru:Апука (река), de:Apuka)
- パハチャ川 (ru:Пахача, de:Pachatscha)
- ヴィヴェンカ川 (ru:Вывенка (река), de:Wywenka)
- カラガ川 (ru:Карага, de:Karaga)
- ナチキ川 (ru:Начики (река), de:Natschiki)
- ウカ川 (ru:Ука (река), de:Uka (Fluss))
- オジョルナヤ川 (ru:Озёрная (река, впадает в Берингово море), de:Osjornaja (Beringmeer))

### 太平洋（カムチャツカ半島東岸）
- カムチャツカ川

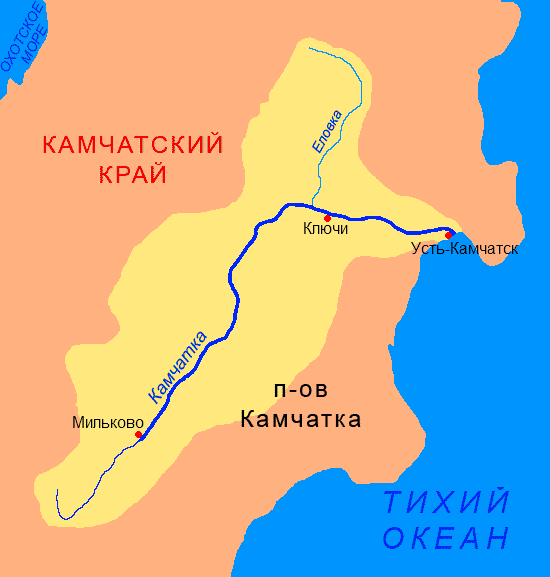
カムチャツカ川流域図

  - エロフカ川 (ru:Еловка (приток Камчатки), de:Jelowka (Kamtschatka))
  - コジレフカ川 (ru:Козыревка (река), de:Kosyrewka)
    - ビストラヤ川 (ru:Быстрая (приток Козыревки), de:Bystraja (Kosyrewka))

  - ウルツ川 (ru:Урц, de:Urz)
  - キチリギナ川 (ru:Китильгина, de:Kitilgina)
  - マラヤ・ヴァフミナ川 (ru:Малая Вахмина, de:Wachwina Lewaja)
  - ジュパンカ川 (ru:Жупанка, de:Schupanka)
  - アンドリアノフカ川 (ru:Андриановка (река), de:Andrianowka)
  - ケンソル川 (ru:Кенсол, de:Kensol)
- ジュパノヴァ川 (ru:Жупанова, de:Schupanowa)
- アヴァチャ川（ロシア語版、英語版、ドイツ語版）

### オホーツク海
- ボリシャヤ川（ロシア語版、英語版、ドイツ語版）（ビストラヤ川）
- キフチク川 (ru:Кихчик (река), en:Kikhchik River)
- コラコヴァ川 (ru:Колпакова (река), de:Kolpakowa)
- オブルコヴィナ川 (ru:Облуковина, de:Oblukowina)
- イチャ川 (ru:Ича (река, впадает в Охотское море), de:Itscha)
- ベロゴロヴァヤ川 (ru:Белоголовая, de:Belogolowaja)
- ハイリュゾヴァ川 (ru:Хайрюзова, de:Chairjusowa)
- チギリ川（ロシア語版、英語版、ドイツ語版）
- ヴォヤムポルカ川 (ru:Воямполка (река), de:Wojampolka)
- カフタナ川 (ru:Кахтана (река), de:Kachtana)
- プスタヤ川 (ru:Пустая (река, впадает в Охотское море), de:Pustaja)
- タロフカ川 (ru:Таловка (река, впадает в Охотское море), de:Talowka (Ochotskisches Meer))
- ペンジナ川（ロシア語版、英語版、ドイツ語版）
  - ベラヤ川 (ペンジナ川支流) (ru:Белая (приток Пенжины), de:Belaja)
  - オクラン川 (ru:Оклан, de:Oklan)
- ru:Тылхой (de:Tylchoi)
- パレニ川（ロシア語版、英語版、ドイツ語版）
- ギジガ川 (ru:Гижига (река), de:Gischiga (Fluss))
- ナヤハン川 (ru:Наяхан, de:Najachan)
- ヴィリガ川 (ru:Вилига, de:Wiliga)
- カナンガ川 (ru:Кананыга, de:Kananyga)
- ウグラン川 (ru:Угулан, de:Ugulan)
- タフトヤマ川 (ru:Тахтояма, de:Tachtojama)
- マルカチャン川 (ru:Малкачан, de:Malkatschan)
- ヤマ川 (ru:Яма (река, впадает в Охотское море), de:Jama (Ochotskisches Meer))
- オラ川 (オホーツク海)（ロシア語版、英語版、ドイツ語版）
- アルマニ川 (ru:Армань (река), de:Arman (Ochotskisches Meer))
- ヤナ川 (オホーツク海) (ru:Яна (река, впадает в Охотское море), de:Jana (Ochotskisches Meer))
- タウイ川 (ru:Тауй (река), de:Taui (Ochotskisches Meer))
- イニャ川 (オホーツク海) (ru:Иня (река, впадает в Охотское море), de:Inja (Ochotskisches Meer))
  - ru:Нилгысы (de:Nilgyssy)
- ウリベヤ川 (ru:Ульбея (река), de:Ulbeja)
- クフトゥイ川 (ru:Кухтуй, de:Kuchtui)
- オホータ川
- ウラク川 (ru:Урак (река, впадает в Охотское море), de:Urak)
- ウリヤ川
- アルドマ川 (ru:Алдома (река), de:Aldoma)

- ウダ川

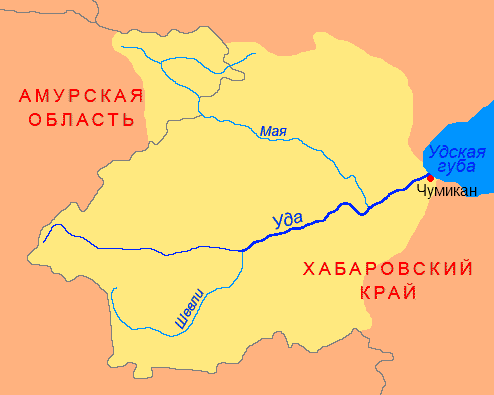
ウダ川流域図

  - マヤ川 (ウダ川支流) (ru:Мая (приток Уды), de:Maja)
  - シェヴリ川 (ru:Шевли, de:Schewli)
- トロム川 (ru:Тором (река), de:Torom)
- トゥグル川
- ウサルギン川 (de:Ussalgin, ru:Усалгин)

#### サハリン島
- チェイミ川（ロシア語版、英語版、ドイツ語版）
- チャムグ川
- 幌内川 (樺太)
- 鈴谷川

### 間宮海峡

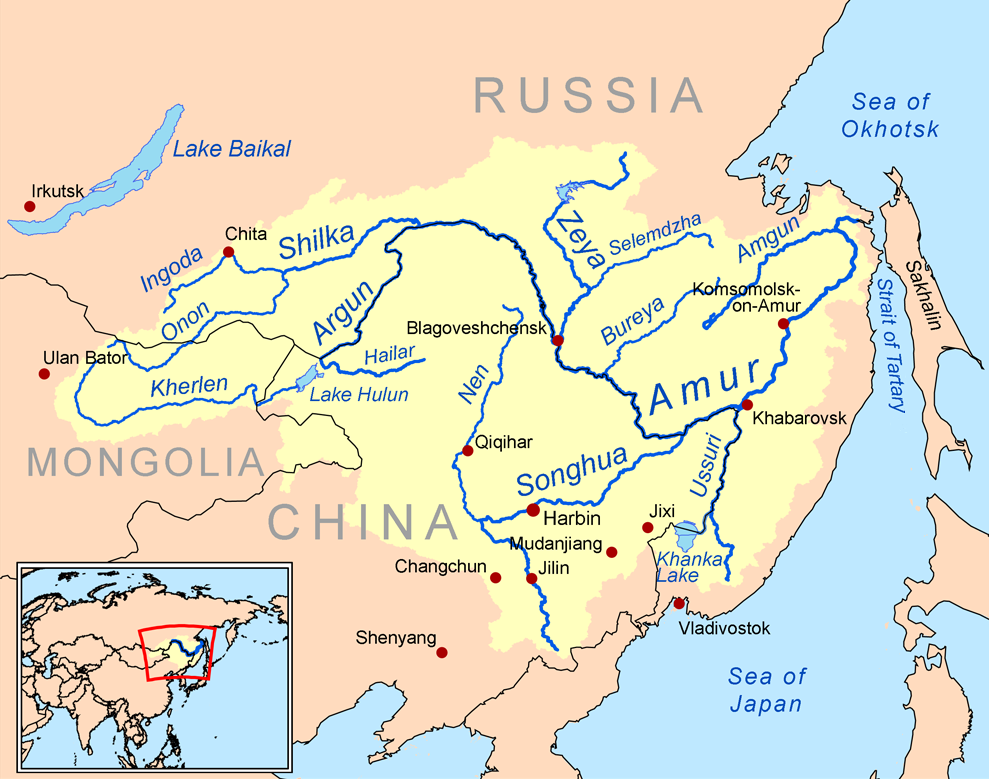
アムール川流域図

- アムール川：源流から中流はロシア・中国国境。
  - アムグン川
    - ニメレン川

  - ゴリン川
  - アニュイ川
  - ツングースカ川
    - クル川 (ハバロフスク地方)
    - ウルミ川

  - ウスリー川：下流はロシア・中国国境。
    - キヤ川 (ru:Кия (приток Уссури), de:Kija)
    - ホール川
    - ビキン川
      - コントロヴォド川 (ru:Контровод, en:Kontrovod)

    - ボリシャヤ・ウスルカ川
      - マリノフカ川 (ru:Малиновка (приток Большой Уссурки), en:Malinovka River (Primorsky Krai), de:Malinowka)
      - マレフカ川 (ru:Маревка, de:Marewka)
      - ナウモフカ川 (ru:Наумовка (река), de:Naumowka)
      - ダリニャヤ川 (ru:Дальняя (приток Большой Уссурки), de:Dalnjaja)

    - ソンガチャ川：流路はロシア・中国国境。
      - ベラヤ川 (ソンガチャ川支流) (ru:Белая (приток Сунгачи), de:Belaja)
        - シュマコフカ川 (ru:Шмаковка (приток Белой), de:Schmakowka)

      - ハンカ湖：流入河川は#ハンカ湖参照。

    - アルセニエフカ川（ロシア語版、英語版、ドイツ語版）
      - ムラヴェイカ川 (ru:Муравейка (река), de:Muraweika)

    - ジュラヴレフカ川 (ru:Журавлёвка (река), de:Schurawljowka)
    - パヴロフカ川 (ru:Павловка (приток Уссури), de:Pawlowka)
    - カメンカ川 (ウスリー川支流) (ru:Каменка (приток Уссури), de:Kamenka)
    - イズヴィリンカ川 (ru:Извилинка (река), de:Iswilinka)

  - ビラ川
  - ビジャン川
  - ブレヤ川
    - ティルマ川
    - ニマン川

  - ゼヤ川
    - トミ川 (ゼヤ川支流)（ロシア語版、英語版、ドイツ語版）
    - セレムジャ川
      - ノラ川 (ru:Нора (приток Селемджи), de:Nora (Selemdscha))

    - デプ川
    - ギリウイ川
      - ティンダ川

    - アルギ川 (ru:Арги, de:Argi)

  - ウルシャ川
  - アマザル川
  - シルカ川
    - ネルチャ川（ロシア語版、英語版、ドイツ語版）
    - インゴダ川
    - オノン川：上流はモンゴル。
      - ボルジャ川（ロシア語版、英語版、ドイツ語版）

  - アルグン川：流路がロシア・中国国境。
    - ガジムル川（ロシア語版、英語版、ドイツ語版）

#### ハンカ湖
- コミサロフカ川 (ru:Комиссаровка (река), de:Komissarowka)
- メリグノフカ川 (ru:Мельгуновка (река), de:Melgunowka)
  - ストゥデナヤ川 (ru:Студёная (приток Мельгуновки), de:Studjonaja)
  - ネスチェロフカ川 (ru:Нестеровка (приток Мельгуновки), de:Nesterowka)
- イリスタヤ川 (ru:Илистая (река, впадает в Ханку), de:Ilistaja)
  - アブラモフカ川 (ru:Абрамовка (река), de:Abramowka)
    - オシノフカ川 (ru:Осиновка (приток Абрамовки), de:Ossinowka)
- スパソフカ川 (ru:Спасовка (река), de:Spassowka)
  - オダルカ川 (ru:Одарка (река), de:Odarka)
  - クレショフカ川 (ru:Кулешовка (приток Спасовки), de:Kuleschowka)

### 日本海
- トゥムニン川 (ru:Тумнин, de:Tumnin)
- ボリシャヤ・ハジャ川 (ru:Большая Хадя, de:Bolschaja Chadja)
- コッピ川 (ru:Коппи (река), de:Koppi)（コピ川）
- ボトチ川 (ru:Ботчи, de:Bottschi)
- サマルガ川 (ru:Самарга (река), en:Samarga River, de:Samarga)
- マクシモフカ川 (ru:Максимовка (река, впадает в Японское море), de:Maximowka)
- ケマ川 (ru:Кема (река, впадает в Японское море), de:Kema)
- セレブリャンカ川 (ru:Серебрянка (река, впадает в Японское море), de:Serebrjanka)
- ルドナヤ川 (ru:Рудная (река), de:Rudnaja)
- アヴヴァクモフカ川 (ru:Аввакумовка, de:Awwakumowka)
- ミログラドフカ川 (ru:Милоградовка (река), de:Milogradowka)
- キエフカ川 (ru:Киевка (река, впадает в Японское море), en:Kiyevka River, de:Kijewka)
  - ラゾフカ川 (ru:Лазовка (приток Киевки), de:Lasowka)
    - パセチナヤ川 (ru:Пасечная (река), de:Passetschnaja)
- パルチザンスカヤ川 (ru:Партизанская (река), en:Partizanskaya River, de:Partisanskaja)
  - ヴォドパドナヤ川 (ru:Водопадная (приток Партизанской), en:Vodopadnaya River, de:Wodopadnaja)
  - チグロヴァヤ川 (ru:Тигровая (река), en:Tigrovaya River, de:Tigrowaja)
- スホドル川 (ru:Суходол, de:Suchodol)（ガマユノヴァ川(ru:Гамаюнова)）
- シュトコフカ川 (ru:Шкотовка, en:Shkotovka River, de:Schkotowka)
- アルチェモフカ川 (ru:Артёмовка (река), de:Artjomowka)
- 綏芬河（ラズドリナヤ川）：上流は中国。
- アムバ川 (ru:Амба (река, впадает в Амурский залив), en:Amba River, de:Amba)
- バラバシェフカ川 (ru:Барабашевка, de:Barabaschewka)
- ポイマ川 (ru:Пойма (река), en:Poyma River, de:Poima)
- 豆満江：流路がロシア・北朝鮮国境。上流は中国・北朝鮮国境。

## 内陸流域

### カスピ海
- ウラル川：下流はカザフスタン。

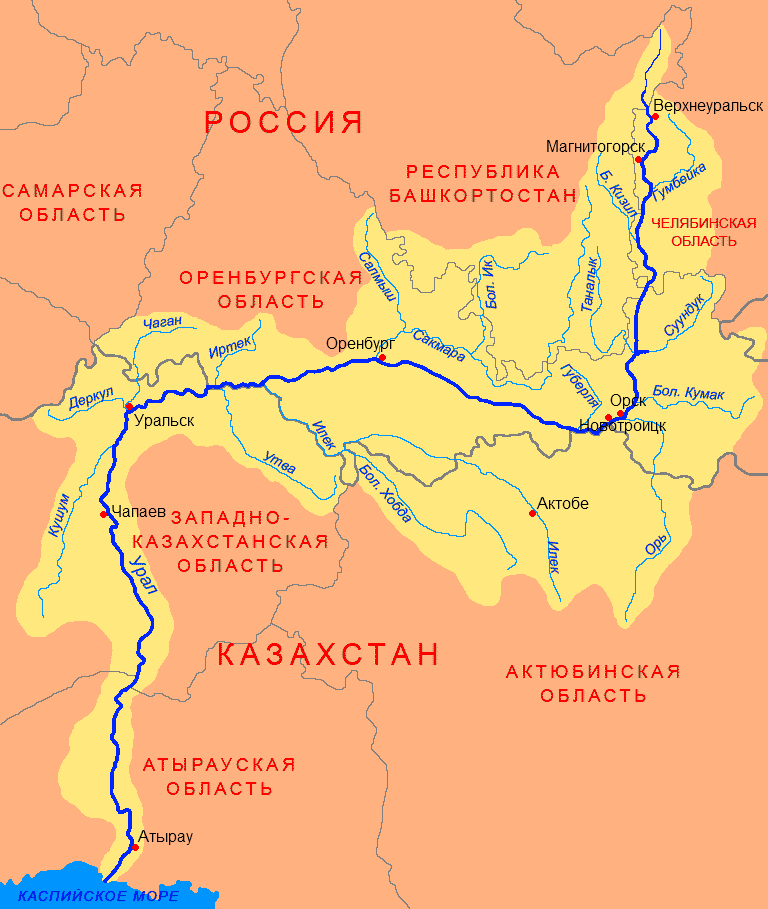
ウラル川流域図

  - イルテク川 (ru:Иртек (приток Урала), de:Irtek)（イルチェク川）
  - キンデリャ川 (ru:Кинделя (река), de:Kindelja)
  - イレク川（ロシア語版、英語版、ドイツ語版）：下流の一部から合流点までロシア・カザフスタン国境。上流はカザフスタン。
  - サクマラ川（ロシア語版、英語版、ドイツ語版）
    - サルミシュ川 (ru:Салмыш, de:Salmysch)
    - ボリショイ・イク川（ロシア語版、英語版、ドイツ語版）
    - カスマルカ川 (ru:Касмарка, de:Kasmarka)

  - グベルリャ川 (ru:Губерля (река), de:Guberlja)
  - オリ川（ロシア語版、英語版、ドイツ語版）：上流はカザフスタン。
  - ボリショイ・クマク川 (ru:Большой Кумак, de:Bolschoi Kumak)
    - ジャルリ川 (ru:Джарлы, de:Scharly)
    - クマク川 (ru:Кумак, de:Bolschoi Kumak)

  - スウンドゥク川 (ru:Суундук, de:Suunduk)
  - タナリク川（ロシア語版、英語版、ドイツ語版）
    - ブザヴリク川 (ru:Бузавлык (река), de:Busawlyk)

  - ボリショイ・キジル川 (ru:Большой Кизил, de:Bolschoi Kisil)
  - ジンゲイカ川 (ru:Зингейка, de:Singeika)
  - グムベイカ川 (ru:Гумбейка, de:Gumbeika)

- ヴォルガ川

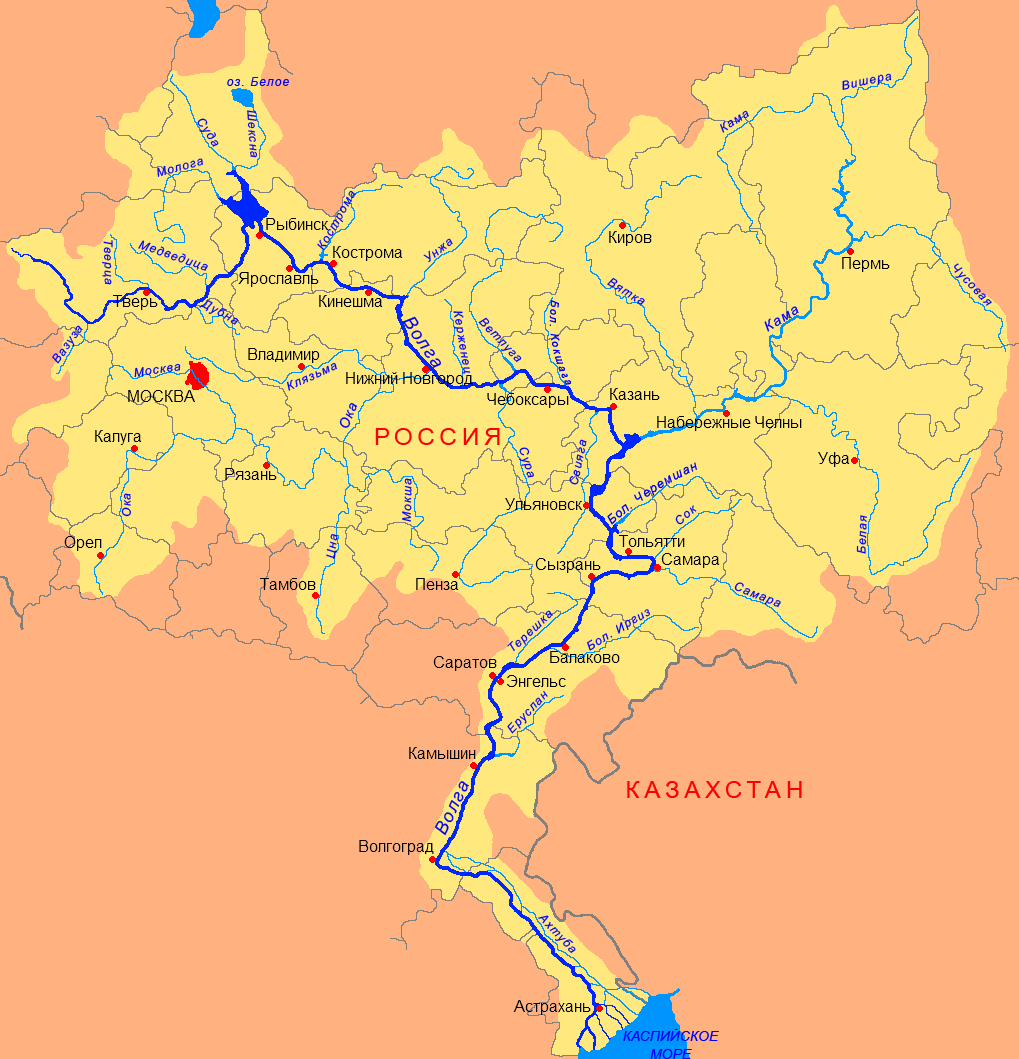
ヴォルガ川流域図

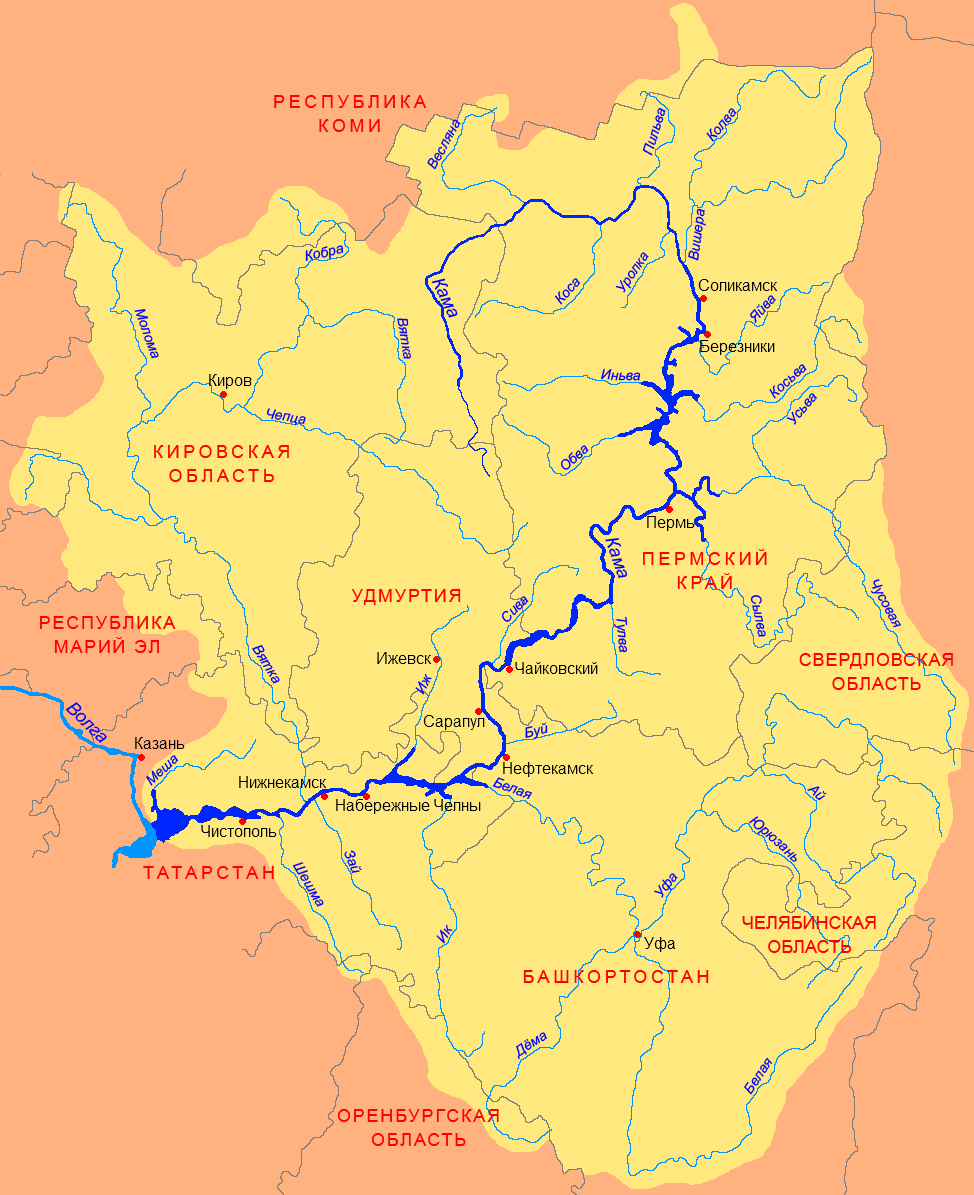
カマ川流域図

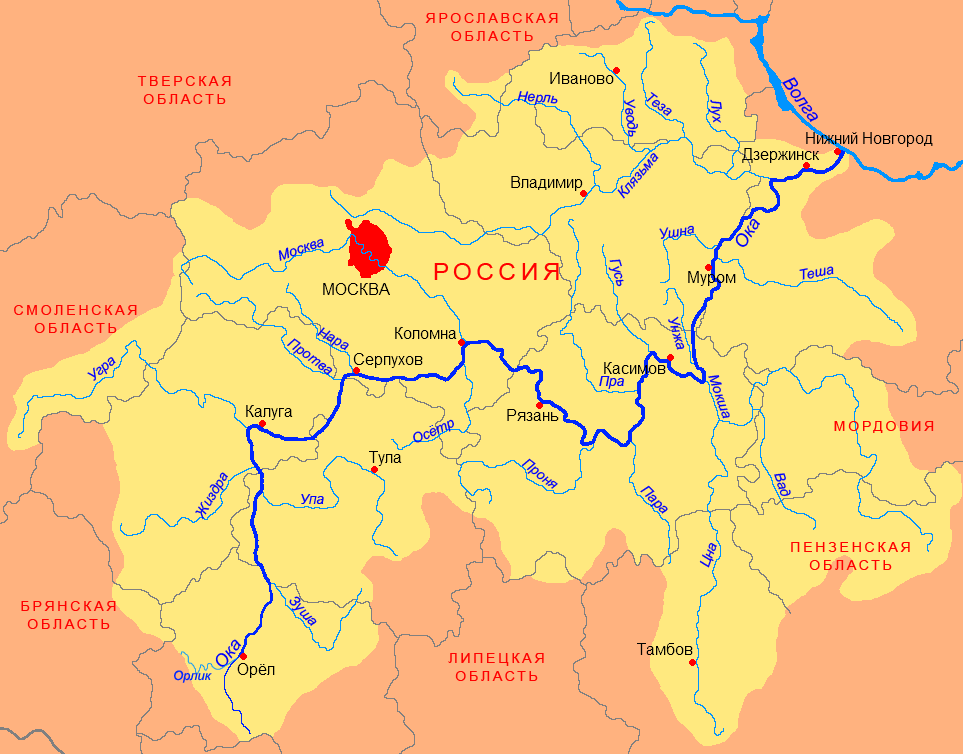
オカ川流域図

  - ピオネルカ川 (ru:Пионерка (приток Волги), de:zariza)（ツァリツァ川）
  - アフトゥバ川
  - トルグン川 (ru:Торгун, de:Torgun)
  - エルスラン川（ロシア語版、英語版、ドイツ語版）
  - チェレシュカ川（ロシア語版、英語版、ドイツ語版）（テレシカ川）
    - アライ川 (ru:Алай (приток Терешки), de:Alai)

  - ボリショイ・イルギズ川（ロシア語版、英語版、ドイツ語版）
    - カメリク川 (ru:Камелик, de:Kamelik)

  - マーリ・イルギズ川（ロシア語版、英語版、ドイツ語版）
  - チャグラ川 (ru:Чагра, de:Tschagra)
  - シズランカ川 (ru:Сызранка, de:Sysranka)
  - チャパエフカ川（ロシア語版、英語版、ドイツ語版）
  - サマーラ川
    - ボリショイ・キネリ川（ロシア語版、英語版、ドイツ語版）
      - サルバイ川 (ru:Сарбай (приток Большого Кинеля), de:Sarbai)
      - クトゥルク川 (ru:Кутулук, de:Kutuluk)
      - マーリ・キネリ川 (ru:Малый Кинель, de:Kleiner Kinel)

    - ボロフカ川 (サマーラ川支流) (ru:Боровка (приток Самары), de:Borowka (Samara))
    - ブズルク川 (ru:Бузулук (приток Самары), de:Busuluk (Samara))
    - トク川 (ru:Ток (приток Самары), de:Tok (Samara))
    - マーリ・ウラン川 (ru:Малый Уран, de:Kleiner Uran)
    - ボリショイ・ウラン川 (ru:Большой Уран, de:Großer Uran)

  - ソク川
    - コンドゥルチャ川
    - スルグト川 (ru:Сургут (река), de:Surgut)
      - シュングト川 (ru:Шунгут, de:Schungut)

    - ボロフカ川 (ソク川支流) (ru:Боровка (приток Сока), de:Borowka)

  - ウサ川 (ru:Уса (приток Волги), de:Ussa (Wolga))
  - ボリショイ・チェレムシャン川（ロシア語版、英語版、ドイツ語版）
  - マイナ川 (ru:Майна (река, впадает в Куйбышевское водохранилище), de:Maina)
  - カマ川
    - ヴャトカ川
      - ショシュマ川 (ru:Шошма, en:Shoshma River, de:Schoschma)
      - キリメジ川（ロシア語版、英語版、ドイツ語版）（キルメズ川）
        - ロバニ川 (ru:Лобань, de:Loban (Fluss))
        - ヴァラ川 (ru:Вала (река), de:Wala)
          - ウヴァ川 (ru:Ува (река), de:Uwa)
          - ニルガ川 (ru:Нылга (река), de:Nylga)

        - ルムプン川 (ru:Лумпун (река), de:Lumpun)
        - ウチ川 (ru:Уть (приток Кильмези), de:Ut)

      - ネムダ川 (ヴャトカ川支流) (ru:Немда (приток Вятки), de:Nemda)
      - ウルジュムカ川 (ru:Уржумка (река), en:Urzhumka River, de:Urschumka)
      - ヴォヤ川 (ru:Воя (приток Вятки), de:Woja)
      - ルジャナ川 (ru:Лудяна (река), de:Ludjana)
      - ピズマ川（ロシア語版、英語版、ドイツ語版）（ピジュマ川）
        - ネムダ川 (ピズマ川支流)（ロシア語版、英語版、ドイツ語版）
        - イシュ川 (ru:Иж (приток Пижмы), de:Isch)
        - ヤラニ川 (ru:Ярань, de:Jaran)
        - ボコヴァヤ川 (ru:Боковая (река), de:Bokowaja)
        - シュジュム川 (ru:Сюзюм (река), de:Sjusjum)

      - モロマ川（ロシア語版、英語版、ドイツ語版）
        - クジュグ川 (ru:Кузюг (приток Моломы), de:Kusjug)
        - ヴォルマンガ川 (ru:Волманга, de:Wolmanga)

      - ビストリツァ川 (ru:Быстрица (приток Вятки), de:Bystriza)（ビストリチャ川）
      - チェプツァ川（チェプチャ川）
        - コサ川 (ru:Коса (приток Чепцы), de:Kossa)
        - スヴャチツァ川 (ru:Святица (приток Чепцы), de:Swjatiza)
        - レクマ川 (ru:Лекма (приток Чепцы), de:Lekma)
        - ウビチ川 (ru:Убыть, de:Ubyt)
        - ロザ川 (ru:Лоза (река), de:Losa)
          - イタ川 (ru:Ита (река), de:Ita)

      - ベラヤ・ホルニツァ川（ロシア語版、英語版、ドイツ語版）
      - レトカ川（ロシア語版、英語版、ドイツ語版）
      - コブラ川 (ru:Кобра (река), de:Kobra (Wjatka))
        - フェドロフカ川 (ru:Фёдоровка (приток Кобры), de:Fjodorowka (Kobra))
          - ミテツ川 (ru:Мытец, de:Mytez)

      - チェルナヤ・ホルニツァ川 (ru:Чёрная Холуница (река), de:Belaja Choluniza)
      - ベラヤ川 (ヴャトカ川支流) (ru:Белая (приток Вятки), de:Belaja)

    - ザイ川
    - イク川
    - イジ川
    - ベラヤ川 (ヴォルガ川水系)
      - シュニ川（ロシア語版、英語版、ドイツ語版）
      - タニプ川（ロシア語版、英語版、ドイツ語版）（ビストリ・タンプ川）
      - チェルマサン川 (ru:Чермасан (река), de:Tschermassan)
      - デマ川（ロシア語版、英語版、ドイツ語版）
      - ウファ川
        - ユリュザニ川（ロシア語版、英語版、ドイツ語版）
        - チュイ川 (ウファ川支流) (ru:Тюй (река), de:Tjui)
          - サルス川 (ru:Сарс (река), de:Sars)

        - アイ川（ロシア語版、英語版、ドイツ語版）
          - イク川 (アイ川支流) (ru:Ик (приток Ая), de:Ik)
          - ボリショイ・イク川 (ru:Большой Ик (приток Ая), de:Bolschoi Ik)

      - ウルシャク川 (ru:Уршак (река), de:Urschak)
      - シム川（ロシア語版、英語版、ドイツ語版）
        - インゼル川 (ru:Инзер, de:Inser)

      - ジリム川 (ru:Зилим, en:Zilim River, de:Silim)
      - アシュカダル川 (ru:Ашкадар, de:Aschkadar)
      - ヌグシュ川（ロシア語版、英語版、ドイツ語版）（ングシュ川）

    - ブイ川（ロシア語版、英語版、ドイツ語版）
      - ピジ川 (ru:Пизь, en:Piz River, de:Pis)

    - シヴァ川（ロシア語版、英語版、ドイツ語版）
      - ヴォトカ川 (ru:Вотка, de:Wotka)
      - リプ川 (ru:Лып (приток Сивы), de:Lyp)
      - チェルナヤ川 (シヴァ川支流) (ru:Чёрная (приток Сивы), de:Tschornaja)
      - ソスノヴァ川 (ru:Соснова (приток Сивы), de:Sosnowa)

    - トゥルヴァ川（ロシア語版、英語版、ドイツ語版）
    - ムリャンカ川（ロシア語版、英語版、ドイツ語版）
      - ピシュ川 (ru:Пыж (река), en:Pyzh River)
      - マリノフカ川 (ru:Малиновка (приток Мулянки), en:Malinovka (Perm Krai), de:Malinowka)

    - エゴシハ川 (ru:Ягошиха (река), en:Yegoshikha River)
      - イヴァノフカ川 (エゴシハ川支流) (ru:Ивановка (приток Егошихи), de:Iwanowka)
      - スティクス川 (ru:Стикс (приток Ягошихи), en:Styx River (Perm), de:Stiks)

    - ガイヴァ川 (ru:Гайва, de:Gaiwa)
      - ポロムカ川 (ru:Поломка, de:Polomka)
      - モストヴァヤ川 (ru:Мостовая, de:Mostowaja)
      - アリョシハ川 (ru:Алёшиха (приток Гайвы), de:Aljoschicha)

    - カマ湖（ロシア語版、英語版、ドイツ語版）
      - チュソヴァヤ川
      - スィルヴァ川（ロシア語版、英語版、ドイツ語版）
        - バブカ川 (ru:Бабка (приток Сылвы), en:Babka River)
        - イレニ川（ロシア語版、英語版、ドイツ語版）
        - シャクヴァ川（ロシア語版、英語版、ドイツ語版）
        - バルダ川 (ru:Барда (приток Сылвы), en:Barda River, de:Barda)

    - オブヴァ川（ロシア語版、英語版、ドイツ語版）
      - シヴァ川 (ru:Сива (приток Обвы), de:Siwa)

    - コシヴァ川（ロシア語版、英語版、ドイツ語版）
    - イニヴァ川（ロシア語版、英語版、ドイツ語版）
    - ヤイヴァ川（ロシア語版、英語版、ドイツ語版）
    - ヴィシェラ川 (ペルミ地方)
      - コルヴァ川（ロシア語版、英語版、ドイツ語版）
        - ヴィシェルカ川 (ru:Вишерка, en:Visherka, de:Wischerka)
        - ベレゾヴァヤ川 (ru:Берёзовая (приток Колвы), en:Beryozovaya River, de:Berjosowaja)

      - ヤジヴァ川（ロシア語版、英語版、ドイツ語版）（ヤズヴァ川）
        - グルハヤ・ヴイリヴァ川（ロシア語版、英語版、ドイツ語版）

      - ウルス川 (ru:Улс, en:Uls River, de:Uls)

    - ウロルカ川 (ru:Уролка (река), de:Urolka)
    - ピリヴァ川 (ru:Пильва, de:Pilwa)
    - ユジュナヤ・ケリトマ川（ロシア語版、英語版、ドイツ語版）
      - チムシェル川（ロシア語版、英語版、ドイツ語版）

    - コサ川（ロシア語版、英語版、ドイツ語版）（コーサ川）
      - ロログ川 (ru:Лолог, de:Lolog)

    - ヴェスリャナ川（ロシア語版、英語版、ドイツ語版）

  - カザンカ川
  - スリツァ川 (ru:Сулица (река, впадает в Куйбышевское водохранилище), en:Sulitsa River)
  - スヴィヤガ川
    - アリャ川 (ru:Аря, de:Arja)

  - スムカ川 (ru:Сумка (нижний приток Волги), en:Sumka River, de:Sumka)
  - ベラヤ・ヴォロシュカ川 (ru:Белая Воложка, de:Belaja Woloschka)
  - アニシュ川 (ru:Аниш (приток Волги), en:Anish River, de:Anisch)
  - イレチ川（ロシア語版、英語版、ドイツ語版）
  - マラヤ・コクシャガ川（ロシア語版、英語版、ドイツ語版）
    - ヌルダ川 (ru:Нурда (приток Малой Кокшаги), de:Nurda)
    - マーリ・クンディシュ川 (ru:Малый Кундыш, en:Maly Kundysh River, de:Maly Kundysch)

  - ボリシャヤ・コクシュガ川（ロシア語版、英語版、ドイツ語版）
    - ボリシャヤ・クンディシュ川（ロシア語版、英語版、ドイツ語版）

  - ニージュニャヤ・スンディルカ川 (ru:Сундырка, de:Nowaja Sundyrka)
  - ツィヴィリ川（ロシア語版、英語版、ドイツ語版）（ボリショイ・ツィヴィリ川）
    - マーリ・ツィヴィリ川 (ru:Малый Цивиль, de:Maly Ziwil)
    - コシュラウシュカ川 (ru:Кошлаушка, de:Koschlauschka)
      - チェルノレチカ川 (ru:Черноречка, de:Tschernoretschka)

    - ウンガ川 (ru:Унга (приток Большого Цивиля), de:Unga)

  - パラト川 (ru:Парат, de:Parat)
  - アルダ川 (ヴォルガ川支流) (ru:Арда (приток Волги), de:Arda)
  - ルトカ川（ロシア語版、英語版、ドイツ語版）
  - ユンガ川 (ru:Юнга (приток Волги), de:Junga)
  - ヴェトルガ川
    - リュンダ川 (ru:Люнда (река), de:Ljunda)
      - ペルシャ川 (ru:Перша (приток Люнды), de:Perscha)
      - クガイ川 (ru:Кугай, de:Kugai)（クチャイ川）
      - ビストレツ川 (ru:Быстрец (приток Люнды), de:Bystrez)
      - フメレヴァヤ川 (ru:Хмелевая (приток Люнды), de:Chmelewaja)

    - ユロンガ川 (ru:Юронга, de:Juronga)
      - リカ川 (ru:Лыка (приток Юронги), de:Lyka)
      - クマ川 (ユロンガ川支流) (ru:Кума (приток Юронги), de:Kuma)
        - アルジャヴァシュ川 (ru:Аржеваж, de:Arschewasch)
          - ru:Пинжиялка (de:Pinschijalka)

      - クチャ川 (ru:Куга (приток Юронги), de:Kuga)（クガ川）
      - チュニガ川 (ru:Тюньга, de:Tjunga)
      - チェモダノフカ川 (ru:Чемодановка, de:Tschemodanowka)
      - シャプシャ川 (ru:Шапша (приток Юронги), de:Schapscha)
      - イレシュマ川 (ru:Илешма, de:Ileschma)
      - ピシュタニ川 (ru:Пиштань (приток Юронги), de:Pischtan)
      - ヌサ川 (ru:Нуса (приток Юронги), de:Nussa)
      - クサ川 (ru:Куса, de:Kussa)
      - ノリャ川 (ru:Ноля (приток Ветлуги), de:Nolja)

    - ペレンガ川 (ru:Перенга, de:Perenga)
    - ウスタ川（ロシア語版、英語版、ドイツ語版）
      - イジュマ川 (ru:Ижма (приток Усты), de:Ischma)
        - ルヤ川 (ru:Руя (приток Ижмы), de:Run)

      - ロソマハ川 (ウスタ川支流) (ru:Росомаха (приток Усты), de:Rossomacha)
      - チェルナヤ川 (ウスタ川支流68km合流) (ru:Чёрная (нижний приток Усты), de:Tschornaja)
      - ボロフカ川 (ru:Боровка (приток Усты), de:Borowka)
      - チェルナヤ川 (ウスタ川支流76km合流) (ru:Чёрная (верхний приток Усты), de:Tschornaja)
      - シャデルカ川 (ru:Шадерка, de:Schaderka)
      - プスタヤ川 (ru:Пустая (приток Усты), de:Pustaja)
      - チェルニシュカ川 (ru:Чернижка, de:Tschernischka)
      - ビチハ川 (ru:Бычиха (приток Усты), de:Bytschicha)
      - モルクヴァ川 (ru:Морква, de:Morkwa)
      - テムタ川 (ru:Темта, de:Tempa)
        - トゥラシュカ川 (ru:Тулажка, de:Tulaschka)
          - ウランカ川 (ru:Уланка, de:Ulanka)

      - アリヤ川 (ru:Арья (приток Усты), de:Arja)
        - バグラチェフカ川 (ru:Баграчевка, de:Bagratschewka)

      - ヴァヤ川 (ru:Вая (приток Усты), de:Waja)
        - ru:Лука (приток Ваи) (de:Luka)
        - ru:Красница (de:Krasniza)
        - シリクシャ川 (ru:Шиликша, de:Schilikscha)
        - チェルンシュカ川 (ru:Чернушка (нижний приток Ваи), de:Tschernuschka)
        - モクシュラ川 (ru:Мокшура, de:Mokschura)
          - ru:Арбас (de:Arbas)

        - ru:Яхта (приток Ваи) (de:Jachta)
        - オトロムカ川 (ru:Отломка, de:Otlomka)
        - スダ川 (ru:Суда (приток Ваи), de:Suda)
        - シニガ川 (ru:Синьга (приток Ваи), de:Singa)
        - クルドマ川 (ru:Курдома (приток Ваи), de:Kurdoma)
        - シャダ川 (ru:Шада (приток Ваи), de:Schada)

      - ベレゾフカ川 (ru:Березовка, de:Beresowka)
      - ツェルクヴァ川 (ru:Церква (приток Усты), de:Zerkwa)
      - カシュケンドゥル川 (ru:Кашкендур, de:Kaschkendur)
      - アシュヤ川 (ru:Ашуя, de:Aschuja)
      - クナシュ川 (ru:Кунаш, de:Kunasch)
      - クナシュカ川 (ru:Кунашка, de:Kunaschka)
      - レヴァングル川 (ru:Левангур, de:Lewangur)
      - シャランガ川 (ru:Шаранга (приток Усты), de:Scharanga)
        - レイチヴァシュ川 (ru:Рейчваж, de:Reitschwasch)

      - シェヤ川 (ru:Шея (приток Усты), de:Scheja)

    - シシュマ川 (ヴェトルガ川支流) (ru:Шижма (приток Ветлуги), de:Schischma)
    - クンダラ川 (ru:Кундала, de:Kundala)
      - スタラヤ・クンダラ川 (ru:Старая Кундала, de:Staraja Kundala)

    - クルドムカ川 (ru:Курдомка, de:Kurdomka)
      - カメンカ川 (クルドムカ川支流) (ru:Каменка, de:Kamenka)

    - ネリドフカ川 (ru:Нелидовка, de:Nelidowka)
    - ru:Сергеевка (de:Sergejewka)
    - ru:Осиновка (de:Ossinowka)
    - ラプシェンガ川 (ru:Лапшанга, de:Lapschanga)
      - ポドロシュナヤ川 (ru:Подорожная (приток Лапшанги), de:Podoroschnaja)
      - ナブラス川 (ru:Наврас, de:Nawras)
        - ファレンカ川 (ru:Фаленка, de:Falenka)

      - シャダ川 (ru:Шада (приток Лапшанги), de:Schada)
      - ベジミャンカ川 (ru:Безымянка (приток Лапшанги), de:Besymjanka)
      - カリヴェツ川 (ru:Каливец (река), de:Koliwez)
        - マーリ・カリヴェツ川 (ru:Малый Каливец, de:Maly Koliwez)
        - ボリショイ・カリヴェツ川 (ru:Большой Каливец, de:Bolschoi Koliwez)

      - プスタヤ川 (ラプシェンガ川支流) (ru:Пустая, de:Pustaja)
      - コロブチハ川 (ru:Колобчиха, de:Kolobicha)
      - フメレヴァヤ川 (ru:Хмелевая (приток Лапшанги), de:Chmelewaja)
      - モストフカ川 (ru:Мостовка (приток Лапшанги), de:Mostowka)
      - ポペレチナヤ・ラプシャンガ川 (ru:Поперечная Лапшанга, de:Poperetschnaja Lapschanga)

    - イヴァノフカ川 (ヴェトルガ川支流) (ru:Ивановка, de:Iwanowka)
    - ウシュグル川 (ru:Ужгур, de:Uschgur)
    - マリツェフカ川 (ru:Мальцевка (река), de:Malzewka)
    - シュダ川 (ru:Шуда (приток Ветлуги), de:Schuda)

      - ボロヴァヤ川 (ru:Боровая, de:Borowaja)
      - トゥニハ川 (ru:Туниха, de:Tunicha)
      - ストヤンカ川 (ru:Стоянка, de:Stojanka)

    - セジャ川 (ru:Сежа (приток Ветлуги), de:Sescha)
    - セプラス川 (ru:Сеплас, de:Seplas)
    - ヴォル川 (ru:Вол (река), de:Wol)
      - チェヌルハ川 (ru:Чернуха (приток Вола), de:Tschernucha)
      - ヌシュナ川 (ru:Нужна (река), de:Nuschna)
      - トゥランカ川 (ru:Туранка (приток Вола), de:Turanka)
        - ボリシャヤ・トゥランカ川 (ru:Большая Туранка, de:Bolschaja Turanka)
        - ミャテフカ川 (ru:Мятевка, de:Mjatewka)

      - ヴィヴォシュ川 (ru:Вывож, de:Wywosch)
      - トラヴャナ川 (ru:Травяна, de:Trawjana)
      - ノチノイ・ヴォル川 (ru:Ночной Вол, de:Notschnoi Wol)
      - ポルドネヴォイ・ヴォル川 (ru:Полдневой Вол, de:Poldnewoi Wol)

    - クミシェフカ川 (ru:Кумышевка, de:Kumyschewka)
      - クラスナヤ川 (ru:Красная (приток Кумышевки), de:Krasnaja)

    - クラスニツァ川 (ru:Красница (приток Ветлуги), de:Krasniza)
    - ユリエフカ川 (ru:Юрьевка (приток Ветлуги), de:Jurjewka)
    - マラヤ・カクシャ川 (ru:Малая Какша, de:Malaja Kakscha)（小カクシャ川）
      - ボリシャヤ・クリャンカ川 (ru:Большая Кулянка, de:Bolschaja Kuljanka)
      - モラナ川 (ru:Морана, de:Marschana)
      - ヴァフタン川 (マラヤ・カクシャ川支流) (ru:Вахтан (приток Малой Какши), de:Wachtan)
      - パフヌチハ川 (ru:Пахнутиха, de:Pachnuticha)
      - チェルクシャ川 (ru:Черкуша, de:Tscherkuscha)
      - スヴェチャ川 (ru:Свеча (приток Малой Какши), de:Swetscha)
      - シャラ川 (ru:Шара (приток Малой Какши), de:Schara)
      - トゥムバリハ川 (ru:Тумбалиха, de:Tumbalicha)
      - ボリシャヤ・フヴォシェフカ川 (ru:Bolschaja Chwaschtschewka, de:Bolschaja Chwaschtschewka)
      - ミャスコヴァヤ川 (ru:Мясковая, de:Mjasnowaja)

    - ボリシャヤ・カクシャ川 (ru:Большая Какша, de:Bolschaja Kakscha)（大カクシャ川）
      - チェルナヤ川 (ボリシャヤ・カクシャ川支流) (ru:Чёрная (приток Большой Какши), de:Tschornaja)
      - ヴァフタナ川 (ru:Вахтана (приток Большой Какши), de:Wachtana)
      - シュロフカ川 (ru:Шуровка, de:Schurawka)
      - ヴァフタン川 (ボリシャヤ・カクシャ川支流) (ru:Вахтан (приток Большой Какши), de:Wachtan)
        - シミネル川 (ru:Шиминер, de:Schiminer)

    - ルダンガ川 (ru:Луданга, de:Ludanga)
    - チャドラ川 (ru:Чадра (приток Ветлуги), de:Tschadra)
    - イロフカ川 (ru:Иловка, de:Ilowka)
    - ヴォフマ川 (ru:Вохма (река), de:Wochma (Fluss))

  - スラ川
    - チュグンカ川 (ru:Чугунка (приток Суры), de:Tschugunka)
      - グレミャチカ川 (ru:Гремячка (приток Чугунки), de:Gremjatschka)

    - セミヤンカ川 (ru:Семьянка, de:Semjanka)
    - ベラフカ川 (ru:Белавка (река), de:Belawka)
    - ウルガ川 (ru:Урга (приток Суры), de:Urga)
      - ウリンガ川 (ru:Урынга, de:Urynga)
        - チェルナヤ川 (ウリンガ川支流) (ru:Чёрная (приток Урынги), de:Tschornaja)
        - ミガ川 (ru:Мига, de:Miga)

    - ピヤナ川（ロシア語版、英語版、ドイツ語版）
      - パリ川 (ru:Пары, de:Pary)
      - ラウジャ川 (ru:Раужа, de:Rauscha)
      - チェルガトカ川 (ru:Чергатка, de:Tschergatka)
      - ヴァドク川 (ru:Вадок, de:Wadok)
        - ヴァチマ川 (ru:Ватьма, de:Watma)

      - ウマイカ川 (ru:Умайка, de:Umaika)
      - マラヤ・ヤンシェンカ川 (ru:Малая Якшенка, de:Malaja Jakschenka)
      - キルジェニ川 (ru:Киржень, de:Kirschen)
      - ロイカ川 (ru:Ройка, de:Roika)
      - ノヴァジェンカ川 (ru:Новаженка, de:Nowaschenka)
      - エジャチ川 (ru:Ежать, de:Jeschat)
        - ペクシャチ川 (ru:Пекшать, de:Pekschat)
        - ペリャ川 (ru:Пеля (приток Ежати), de:Pelja)
        - アラトカ川 (ru:Аратка, de:Aratka)
        - シュナラ川 (ru:Шнара, de:Schnara)
        - アリカ川 (ru:Арька, de:Arka)

      - アリザ川 (ru:Альзя, de:Alsa)
      - チェカ川 (ru:Чека (приток Пьяны), de:Tscheka)
        - アザンカ川 (ru:Азанка (приток Чеки), de:Asanka)

      - サリャ川 (ru:Саля (приток Пьяны), de:Salja)
      - ピヤンカ川 (ru:Пьянка (приток Пьяны), de:Pjanka)

    - アラチェイリ川（ロシア語版、英語版、ドイツ語版）（アラティリ川）
      - ヌヤ川 (ru:Нуя, de:Nuja)
      - インサル川（ロシア語版、英語版、ドイツ語版）
      - ルドニャ川 (ru:Рудня (река), de:Rudnja)
        - スティルシャ川 (ru:Стырша, de:Styrscha)
        - シュクショヴァ川 (ru:Шукшова, de:Schukschowa)
        - イルセチ川 (ru:Ирсеть (нижний приток Рудни), de:Irset)

      - ウジョフカ川 (ru:Ужовка (приток Алатыря), de:Uschowka)
      - ムラヴェイ川 (ru:Муравей (приток Алатыря), de:Murawei)
        - コヴァチ川 (ru:Ковач, de:Kowatsch)

      - イレスチ川 (ru:Иресть, de:Irest)
        - ヴェイカ川 (ru:Вейка, de:Weika)

      - アルジンカ川 (ru:Арзинка, de:Arsinka)
      - イルサ川 (ru:Ирса (река), de:Irsa)
        - ペチカ川 (ru:Печка (приток Ирсы), de:Petschka)

      - パンゼルカ川 (ru:Панзелка, de:Panselka)
      - モークラヤ・チェヴァルダ川 (ru:Мокрая Чеварда, de:Mokraja Tschewarda)
        - スハヤ・チェヴァルダ川 (ru:Сухая Чеварда, de:Suchaja Tschewarda)

      - ヴィシュコフカ川 (ru:Вышковка (река), de:Wyschkowka)

    - バリシュ川（ロシア語版、英語版、ドイツ語版）
    - インザ川 (ru:Инза (река), de:Insa)
    - アイヴァ川 (ru:Айва (приток Суры), de:Aiwa)
    - ウザ川 (ru:Уза (приток Суры), de:Usa (Sura))
      - ニャニガ川 (ru:Няньга, de:Nanga)
      - チャルドイム川 (ru:Чардым (приток Узы), de:Tschardym)

    - カダダ川 (ru:Кадада, de:Kadada)

  - ボリシャヤ・マザ川 (ru:Большая Маза, de:Bolschaja Masa)
  - チェルナヤ・マザ川 (ru:Чёрная Маза, de:Tschornaja Masa)
  - スンドヴィク川 (ru:Сундовик, de:Sundowik)
    - サライ川 (ru:Салай (река), de:Sali)
    - プジャヴァ川 (ru:Пужава, de:Puschawa)
    - パレツ川 (ru:Палец (приток Сундовика), de:Palez)

  - ケルジェネツ川（ロシア語版、英語版、ドイツ語版）（ケルデネツ川）
    - アリヤ川 (ru:Арья (приток Керженца), de:Arja)
    - ラムナ川 (ru:Ламна (река))
      - イストク川 (ru:Исток, de:Istok)

    - ヤロクシャ川 (ru:Ялокша, de:Jalokscha)
      - マントゥロフカ川 (ru:Мантуровка, de:Manturowka)

    - ボリシャヤ・クチャ川 (ru:Большая Куча (приток Керженца), de:Bolschaja Kutscha)
    - プガイ川 (ru:Пугай, de:Pugai)
      - プガイチク川 (ru:Пугайчик, de:Pugaitschik)

    - チェルナヤ川 (ケルジェネツ川支流) (ru:Чёрная (приток Керженца), de:Tschornaja)
      - ボリシャヤ・チェルナヤ川 (ru:Большая Чёрная, de:Bolschaja Tschornaja)
      - マラヤ・チェルナヤ川 (ru:Малая Чёрная, de:Malaja Tschornaja)

    - フメレフカ川 (ru:Хмелевка, de:Chmelewka)
    - ヴィシュニャ川 (ru:Вишня (приток Керженца), de:Wischnja)
      - ルジャフカ川 (ru:Ржавка, de:Rschawka)

    - ベレゾフカ川 (ケルジェネツ川支流) (ru:Березовка, de:Beresowka)
    - ウフティシュ川 (ru:Ухтыш, de:Uchtysch)
      - マーリ・ウフティシュ川 (ru:Малый Ухтыш, de:Maly Uchtysch)
      - ボリショイ・ウフティシュ川 (ru:Большой Ухтыш, de:Bolschoi Uchtysch)

    - シュムレヴァヤ川 (ru:Шумлевая, de:Schumlewaja)
      - スヴャチツァ川 (ru:Святица (приток Шумлевой), de:Swjatiza)

    - ボリシャヤ・ヴェリクシャ川 (ru:Большая Великуша, de:Bolschaja Welikuscha)
      - オシノフカ川 (ボリシャヤ・ヴェリクシャ川支流) (ru:Осиновка, de:Ossinowka)

    - サノフタ川 (ru:Санохта, de:Sanochta)
      - ボロヴィチカ川 (ru:Боровичка, de:Borowitschka)

    - ピドレイカ川 (ru:Пыдрейка, de:Pydreika)
    - オゼロチナヤ川 (ru:Озерочная, de:Oserotschnaja)
    - クリュキンカ川 (ru:Клюкинка, de:Kljukinka)
    - シャルデシュカ川 (ru:Шалдежка, de:Schaldeschka)
    - クリンカ川 (ru:Кринка (приток Керженца), de:Krynka)
    - モシュナ川 (ru:Мошна (приток Керженца), de:Moschna)
    - メドヴェドフカ川 (ru:Медведовка (река), de:Medwedowka)
      - ストレルカ川 (メドヴェドフカ川支流) (ru:Стрелка, de:Strelka)

    - ユジュニ・コスレネツ川 (ru:Южный Козленец, de:Juschny Koslenez)
      - トカルカ川 (ru:Токарка, de:Tokarka)
      - マラヤ・ボルトナヤ川 (ru:Малая Бортная, de:Malaja Bortnaja)
      - ボルトナヤ川 (ru:Бортная, de:Bortnaja)
      - タタルカ川 (ru:Татарка (приток Южного Козленца), de:Tatarka)

    - ベスメネツ川 (ru:Большой Безменец, de:Besmenez)
    - デミシュカ川 (ru:Демишка, de:Demischka)
    - チェルンシュカ川 (ru:Чернушка, de:Tschernuschka)
    - ゼヴェルニ・コスレネツ川 (ru:Северный Козленец, de:Sewerny Koslenez)
      - ズエフカ川 (ru:Зуевка, de:Sujewka)
      - ヤコフカ川 (ru:Яковка, de:Jakowka)

    - ベルバシュ川 (ru:Белбаж (река), de:Belbasch)
      - タルカ川 (ru:Талка (приток Белбажа), de:Talka)
        - プロホルスコイ川 (ru:Прохорской, de:Prochorskoi)

      - ゴロダエフカ川 (ru:Голодаевка, de:Golodajewka)
      - オシノフカ川 (ベルバシュ川支流) (ru:Осиновка, de:Ossinowka)

    - チュジハ川 (ru:Чудиха)
      - ステパニハ川 (ru:Степаниха, de:Stepanicha)

    - イルゲニ川 (ru:Иргень, de:Irgen)
    - クリャトナヤ川 (ru:Клятная, de:Kljatnaja)

  - キトマル川 (ru:Китмар, de:Kitmar)
  - アルフェロフカ川 (ru:Алферовка (река), de:Alferowka)
  - クジマ川（ロシア語版、英語版、ドイツ語版）
    - シャヴァ川 (ru:Шава (река))
      - シャフカ川 (ru:Шавка, de:Schawka)

    - オゼルカ川 (ru:Озёрка (приток Кудьмы), de:Oserka)
      - プクステリ川 (ru:Пукстерь, de:Pukster)
        - モダン川 (ru:Модан (приток Пукстери), de:Modan)
        - ミアング川 (ru:Мианг, de:Miang)

      - シェムレイ川 (ru:Шемлей, de:Schemlei)

    - ウンコル川 (ru:Ункор, de:Unkor)

  - ヴァトマ川 (ru:Ватома, de:Watoma)
  - ラフマ川 (ru:Рахма, de:Rachma)
  - ヴェズロマ川 (ru:Везлома, de:Wesloma)
  - オカ川
    - クリャージマ川
      - ルフ川（ロシア語版、英語版、ドイツ語版）
      - テザ川（ロシア語版、英語版、ドイツ語版）
      - ウヴォド川（ロシア語版、英語版、ドイツ語版）
      - シネボルカ川 (ru:Синеборка, de:Sineborka)
      - スドグダ川 (ru:Судогда (река), en:Sudogda River)
      - ウシェルカ川 (ru:Ущерка, de:Uschtscherka)
      - ネルリ川
        - ポコリャイカ川 (ru:Поколяйка, de:Pokoljaika)
        - ウロフカ川 (ru:Уловка (приток Нерли), de:Ulowka)
          - チェルトヴィク川 (de:Tschertowik, ru:Чертовик)

        - ペチュガ川 (ru:Печуга (приток Нерли), de:Petschuga)
        - カメンカ川 (ネルリ川支流) (ru:Каменка (приток Нерли), de:Kamenka)
        - イルメス川 (ru:Ирмес, de:Irmes)
        - ポディクサ川 (ru:Подыкса, de:Podyksa)
        - クルカ川 (ネルリ川支流) (ru:Курка (приток Нерли), de:Kurka)
        - シニュハ川 (ru:Синюха (приток Нерли), de:Sinjucha)
        - ru:Койка (приток Нерли) (de:Koika)
        - ru:Незванка (de:Naswanka)
        - ru:Чёрная (приток Нерли) (de:Tschornaja)
        - トゥガ川 (ru:Туга (приток Нерли))
          - カリニンカ川 (ru:Калининка (приток Туги), de:Kalininka)

        - ジメンカ川 (ru:Зименка, de:Simenka)
        - ジェルトゥハ川 (ru:Желтуха (приток Нерли), de:Scheltucha)
        - ウフトマ川 (ru:Ухтома (приток Нерли), de:Uchtoma)
          - スホダ川 (ru:Сухода, de:Suchoda)

        - チェルナヤ・レチカ川 (ネルリ川支流) (ru:Чёрная Речка, de:Tschornaja Retschka)
        - ピクリヤ川 (ru:Пиклия, de:Piklija)
        - セレクシャ川 (ru:Селекша, de:Selekscha)
        - シハ川 (ru:Шиха, de:Schicha)
        - パシュマ川 (ru:Пашма, de:Poschma)（ポシュマ川）
        - ショサ川 (ru:Шоса, de:Schossa)
        - シャハ川 (ru:Шаха (река), de:Schacha)
          - ヴィシュカ川 (ru:Вишка, de:Wischka)
          - ロクシャ川 (ru:Рокша (приток Шахи), de:Rokscha)

        - リュムジャ川 (ru:Рюмжа, de:Rjumscha)
        - スチャガ川 (ru:Сутяга (река), de:Sutjaga)（カメンカ川）
          - ヴァシュチンスコエ湖 (ru:Вашутинское, de:Waschutinskoje)

        - トシュマ川 (ru:Тошма, de:Toschma)
          - ソチムカ川 (ru:Сотимка, de:Sotimka)

        - ニュニガ川 (ru:Нюньга, de:Njunga)

      - ルペニ川 (ru:Рпень, de:Rpen)
      - コロクシャ川 (ヴラジーミル州)

    - キシュマ川 (ru:Кишма, en:Kishma, de:Kischma)
      - ヴァルグマ川 (ru:Валгма, de:Walgma)
      - ウグリュムカ川 (ru:Угрюмка, de:Ugrjumka)
      - スタンコ川 (ru:Станко, de:Stanko)
      - ru:Гремячий (de:Gremjatschi)

    - タルカ川 (ru:Тарка (приток Оки), de:Tarka)
    - クゾマ川 (ru:Кузома, de:Kusoma)
      - ルジャ川 (ru:Ружа (приток Кузомы), de:Ruscha)

    - レウト川 (ru:Реут (значения), de:Reut)
    - チュチャ川 (ru:Чуча (приток Оки), de:Tschutscha)
    - ヴィシャ川 (ru:Виша, de:Wischa)
    - ボリシャヤ・クトラ川 (ru:Большая Кутра, de:Bolschaja Kutra)
    - モトラ川 (ru:Мотра (приток Оки), de:Motra)
    - ウシュナ川 (ru:Ушна, de:Uschna)
    - チョーシャ川（ロシア語版、英語版、ドイツ語版）（チェシャ川）
      - レジ川 (ru:Ледь (приток Тёши), de:Led)
        - ru:ручей Ледь (de:Rutschei Led)

      - セリョージャ川 (ニジニ・ノヴゴロド州) (ru:Серёжа (приток Тёши), de:Serjoscha (Tjoscha))（セレジャ川）
        - イリムジグ川 (ru:Илимдиг, de:Ilimdig)
        - ペクサ川 (ru:Пекса, de:Peksa)
        - サラクサ川 (ru:Салакса, de:Salaksa)
          - ヴェジャク川 (ru:Вежак, de:Weschak)

        - ソロヴィエフカ川 (ru:Соловьёвка, de:Solowjewka)
        - チャラ川 (ru:Чара (приток Серёжи), de:Tschara)
        - シロイ・イルジャク川 (ru:Сырой Ирзяк, de:Syroi Isrjak)
        - イシュレイ川 (ru:Ишлей, de:Ischlei)
        - モダン川 (ru:Модан (приток Серёжи), de:Modan)
        - コヴァクサ川 (ru:Ковакса, de:Kowaksa)
        - スシェフカ川 (ru:Сущевка, de:Suschtschewka)
        - ウネフ川 (ru:Унев, de:Unew)
        - パカシャ川 (ru:Пакаша, de:Pakascha)

      - ザシク川 (ru:Засик, de:Sassik)
      - チナ川 (ru:Чна, de:Tschna)
      - ペスチャイ川 (ru:Пестяй, de:Pestjai)
      - シロクシャ川 (ru:Шилокша (приток Тёши), de:Schilokscha)
        - マラヤ・シロクシャ川 (ru:Малая Шилокша, de:Malaja Schilokscha)（マラヤシロクシャ川）

      - ロモフカ川 (ru:Ломовка (приток Тёши), de:Lomowka)
        - ロモフ川 (ru:Ломов, de:Lomow)

      - クラスナヤ川 (ru:Красная, de:Krasnaja)
      - レメチ川 (ru:Леметь (приток Тёши), de:Lemet)
        - ミリャヴァ川 (ru:Милява, de:Miljawa)
        - ウジョフカ川 (ru:Ужовка, de:Uschowka)
        - シヤジマ川 (ru:Сиязьма, de:Sijasma)
        - ヌクス川 (ru:Нукс, de:Niks)

      - ヌチャ川 (ru:Нуча, de:Nutscha)
      - チルジャ川 (ru:Тиржа, de:Tirscha)
      - アクシャ川 (ru:Акша (приток Тёши), de:Akscha (Tjoscha))
      - オゼルキ川 (ru:Озерки, de:Oserki)
      - エリトマ川 (ru:Ельтма, de:Jeltma)
      - ナツマ川 (ru:Нацма, de:Nazma)
      - アストラ川 (ru:Астра, de:Astra)
      - ナルジムカ川 (ru:Нарзимка, de:Narsimka)
      - ポイカ川 (ru:Пойка, de:Poika)
      - パテルガ川 (ru:Патерга, de:Paterga)

    - ヴェレチマ川 (ru:Велетьма (приток Оки), de:Weletma)
      - イリミス川 (ru:Ильмис (приток Велетьмы), de:Ilmis)
      - ミャリャ川 (ru:Мяря, de:Mjarja)

    - ジェレスニツァ川 (ru:Железница (приток Оки), de:Schelesniza)
      - ヴィリャ川 (ru:Виля (приток Железницы), de:Wilja)
      - パルシェフカ川 (ru:Паршевка, de:Parschewka)

    - チェルニチカ川 (ru:Черничка (приток Оки), de:Tschernitschka)
    - サルカ川 (オカ川支流) (ru:Салка (приток Оки), de:Salka)
    - ヴェレヤ川 (ru:Верея (приток Оки), de:Wereja)
      - グリャジロフカ川 (ru:Грязиловка, de:Grjasalowka)

    - ウンジャ川 (ru:Унжа (приток Оки), de:Unscha)
    - モクシャー川
      - ツナ川（ロシア語版、英語版、ドイツ語版）
        - ヴィシャ川 (ru:Выша (река), de:Wyscha)
          - ブルタス川 (ru:Буртас, de:Burtas)

        - シャチャ川 (ツナ川支流) (ru:Шача (приток Цны), en:Shacha (Ryazan Oblast), de:Schatscha)
        - カシュマ川 (ru:Кашма, de:Kaschma)
          - ボリショイ・ロモヴィス川 (ru:Большой Ломовис, de:Bolschoi Lomowis)

        - ケルシャ川 (ru:Керша, de:Kerscha)
        - チェルノヴァヤ川 (ru:Челновая (река), de:Tschelnowaja)

      - ヴァド川 (ru:Вад (река), de:Wad (Fluss))
        - パルツァ川 (ru:Парца (река))
          - ヴィンドレイ川 (ru:Виндрей, de:Windrei)

      - エルミシュ川 (ru:Ермишь (река), de:Jermisch)
        - ru:Ичежа (de:Itschescha)
        - ムラヴレフカ川 (ru:Муравлевка, de:Murawljowka)

      - サチス川 (ru:Сатис (река), en:Satis (river))
      - シヴィニ川 (ru:Сивинь, de:Siwin)
      - ru:Шалма (de:Schalma)
        - ru:Летка (приток Шалмы) (de:Letka)

    - ペト川 (ru:Пёт (река), de:Pet)
    - グシ川（ロシア語版、英語版、ドイツ語版）
    - プラ川（ロシア語版、英語版、ドイツ語版）
    - パラ川（ロシア語版、英語版、ドイツ語版）
      - ポジュヴァ川 (ru:Пожва (приток Пары), de:Poschwa)
      - ヴェルダ川 (ru:Вёрда (приток Пары), de:Werda)

    - プロニャ川 (ロシア)（ロシア語版、英語版、ドイツ語版）
      - ラノヴァ川 (ru:Ранова, de:Ranowa)
        - フプタ川 (ru:Хупта, de:Chupta)

    - イスチヤ川 (ru:Истья (приток Оки), de:Istja)
    - ヴォジャ川 (リャザン州)
    - モスクワ川
      - コロメンカ川 (ru:Коломенка (приток Москвы), de:Kolomenka)
      - セヴェルカ川 (ru:Северка (приток Москвы), de:Sewerka)
      - ペホルカ川 (ru:Пехорка, en:Pekhorka, de:Pechorka)
      - パフラ川（ロシア語版、英語版、ドイツ語版）（パクラ川）
        - ビッツァ川 (ru:Битца (река), de:Bitza)
        - デスナ川 (パフラ川支流) (ru:Десна (приток Пахры), de:Desna)

      - コトロフカ川 (ru:Котловка (приток Москвы), de:Kotlowka)
      - ヤーウザ川
        - ラツカ川（ロシア語版、英語版、ドイツ語版）

      - ネグリンナヤ川（ロシア語版、英語版、ドイツ語版）
      - セトゥニ川（ロシア語版、英語版、ドイツ語版）
      - スホドニャ川 (ru:Сходня (река), en:Skhodnya (river), de:Schodnja)
      - サミンカ川 (ru:Саминка (приток Москвы), de:Saminka)
      - メドヴェンカ川 (ru:Медвенка (река), de:Medwenka)
      - リプカ川 (ru:Липка (приток Москвы), de:Lipka)
      - イストラ川（ロシア語版、英語版、ドイツ語版）
        - ベリャナ川 (ru:Беляна (река), de:Beljana)
        - グリャゼヴァ川 (ru:Грязева, de:Grjasewa)
        - ペソチナヤ川 (ru:Песочная (приток Истры), de:Pessotschnaja)
        - マラヤ・イストラ川 (ru:Малая Истра, de:Malaja Istra)
          - マグルシャ川 (ru:Маглуша, de:Magluscha)
          - モロジリナヤ川 (ru:Молодильня, de:Molodilnja)

      - ヴャゼムカ川 (ru:Вязёмка, de:Wjasjomka)
      - ナハヴニャ川 (ru:Нахавня, de:Nachawnja)
      - ストロシュカ川 (ru:Сторожка (река), de:Storoschka)
        - ラスヴァルニャ川 (ru:Разварня, de:Raswarnja)

      - ドゥベシュニャ川 (ru:Дубешня, de:Dubeschnja)
      - マロデリナヤ川 (ru:Малодельня, de:Malodelnja)
      - ジュコフカ川 (ru:Жуковка (приток Москвы), de:Schukowka)
      - ポノシャ川 (ru:Поноша, de:Ponoscha)
      - グリルシャ川 (ru:Гнилуша (верхний приток Москвы), de:Gniluscha)
      - ルザ川（ロシア語版、英語版、ドイツ語版）
      - エリツァ川 (ru:Елица (река), de:Jeliza)（エリツィ川）
      - イスコナ川 (ru:Искона, de:Iskona)
        - ペドニャ川 (イスコナ川支流) (ru:Педня (значения), de:Pednja)
        - パリナ川 (ru:Пальна (приток Исконы), de:Palna)（パルナ川）
        - ポシュニャ川 (ru:Пожня (река), de:Poschnja)
        - ru:Талица (приток Исконы) (de:Taliza)

      - ヴェドムカ川 (ru:Ведомка, de:Wedomka)
      - コロチ川 (ru:Колочь, de:Kolotsch)
        - ヴォインカ川 (ru:Воинка (приток Колочи), de:Woinka)
        - サトカ川 (ru:Сатка, de:Satka)

      - ルシャンカ川 (ru:Лусянка, de:Lusjanka)
      - イノチ川 (ru:Иночь, de:Inotsch)
      - モシュナ川 (ru:Замошня, de:Moschna)
      - ザロチェンカ川 (ru:Зароченка, de:Sarotschenka)

    - オショートル川（ロシア語版、英語版、ドイツ語版）
    - ロパスニャ川 (ru:Лопасня (река), en:Lopasnya, de:Lopasnja)
    - ナーラ川（ロシア語版、英語版、ドイツ語版）
    - プロトヴァ川（ロシア語版、英語版、ドイツ語版）
      - ルジャ川（ロシア語版、英語版、ドイツ語版）

    - タルサ川 (ru:Таруса (река), de:Tarussa)
    - ウグラ川
      - シャニャ川 (ru:Шаня, de:Schanja)
      - レッサ川 (ru:Ресса, de:Ressa)
      - ヴォリャ川 (ru:Воря (приток Угры), en:Vorya (Ugra), de:Worja)

    - ジズドラ川
      - ヴィテベチ川 (ru:Вытебеть, en:Vytebet, de:Wytebet)
      - レッセタ川 (ru:Рессета, de:Resseta)

    - ウパ川
      - プラヴァ川 (ru:Плава (река), en:Plava, de:Plawa)

    - ヌグリ川 (ru:Нугрь, de:Nugr)
    - ズシャ川（ロシア語版、英語版、ドイツ語版）
      - ネルチ川 (ru:Неручь, en:Neruch, de:Nerutsch)

    - オルリク川 (ru:Орлик (река), de:Orlik)

  - リンダ川 (ru:Линда (приток Волги), de:Linda)
  - ジュシュラ川 (ru:Жужла, de:Schuschla)
  - ウゾラ川（ロシア語版、英語版、ドイツ語版）
  - チェルナヤ川 (ヴォルガ川支流、ニジニノヴゴロド州) (ru:Чёрная, de:Tschornaja)
    - ヤルコヴァ川 (ru:Яркова, de:Jarkowa)
    - ベラヤ川 (ru:Белая, de:Belaja)

  - トロツァ川 (ru:Троца, de:Troza)
  - サナフタ川 (ru:Санахта, de:Sanachta)
  - ヤフラ川 (ru:Яхра, de:Jachra)
  - シュミリ川 (ru:Шмиль, de:Schmil)
  - ヤチメンカ川 (ru:Ячменка (приток Волги), de:Jatschmenka)
    - スドニツァ川 (ru:Судница, de:Sudniza)
    - ショフナ川 (ru:Шохна (приток Ячменки), de:Schochna)

  - シルマクシャ川 (ru:Ширмакша, de:Schirmakscha)
  - ロイミナ川 (ru:Лоймина, de:Loimina)
  - モチャ川 (ru:Моча (река, впадает в Горьковское водохранилище), de:TschapajewkaまたはMotscha)
  - ショモフタ川 (ru:Шомохта, de:Schomochta)
  - シュルシュマ川 (ru:Шуршма, de:Schurschma)
  - ウンジャ川（ロシア語版、英語版、ドイツ語版）
    - チェルン・ルフ川 (ru:Чёрный Лух, de:Tschorny Luch)
      - ru:Шокша (de:Schokscha)
      - シレクシャ川 (ru:Шилекша (приток Чёрного Луха), de:Schilekscha)
        - マラヤシレクシャ川 (ru:Малая Шилекша, de:Malaja Schilekscha)

      - ru:Молокша (приток Чёрного Луха) (de:Molokscha)
      - ユロフカ川 (ru:Юровка, de:Jurowka)
      - モルマス川 (ru:Мормаз, de:Mormas)

        - ボリショイモルマス川 (ru:Большоймормаз, de:Bolschoi Mormas)

      - ボリショイ・ウトルス川 (ru:Большой Утрус, de:Bolschoi Utrus)
      - イエニン川 (ru:Иенин, de:Ijenin)
      - スムリャク川 (ru:Смуряк, de:Smurjak)
      - チシュニン川 (ru:Тишнин, de:Tischnin)
        - オカトフカ川 (ru:Окатовка, de:Okatowka)

      - ベリ・ルフ川 (ru:Белый Лух, de:Bely Luch)
      - カメンカ川 (ru:Каменка, de:Kamenka)

    - ネヤ川（ロシア語版、英語版、ドイツ語版）
    - メジャ川 (ウンジャ川支流) (ru:Межа (приток Унжи), de:Mescha (Unscha))
    - ヴィガ川（ロシア語版、英語版、ドイツ語版）

  - ネムダ川（ロシア語版、英語版、ドイツ語版）
    - ru:Кусца (de:Kusza)
    - シューヤ川 (ネムダ川支流)（ロシア語版、英語版、ドイツ語版）
    - シャチャ川 (ネムダ川支流) (ru:Шача (приток Нёмды), de:Schatscha)

  - ポロフチャノフカ川 (ru:Половчановка, de:Polowtschanowka)
  - エルナチ川 (ru:Ёлнать (река), de:Jelnat)
    - ピャシュ川 (ru:Паж (нижний приток Ёлнати), de:Pasch)

  - シェルヴァタ川 (ru:Желвата, de:Schelwata)
  - レシェムカ川 (ru:Решемка, de:Reschemka)
  - マラヤ・レシェムカ川 (ru:Малая Решемка, de:Malaja Reschemka)
  - コルバ川 (ru:Корба, de:Korba)
  - メラ川 (ru:Мера (приток Волги), de:Mera (Wolga))（メジャ川）
  - トムナ川 (ru:Томна, de:Tomna)
  - キネシェムカ川 (ru:Кинешемка, de:Kineschemka)
  - キステガ川 (ru:Кистега (приток Волги), de:Kistega)
  - ロクシャ川 (ru:Локша, de:Lokscha)
  - ショフナ川 (ru:Шохна (приток Волги), de:Schochna)
  - ユンドクサ川 (ru:Юндокса, de:Jundoksa)

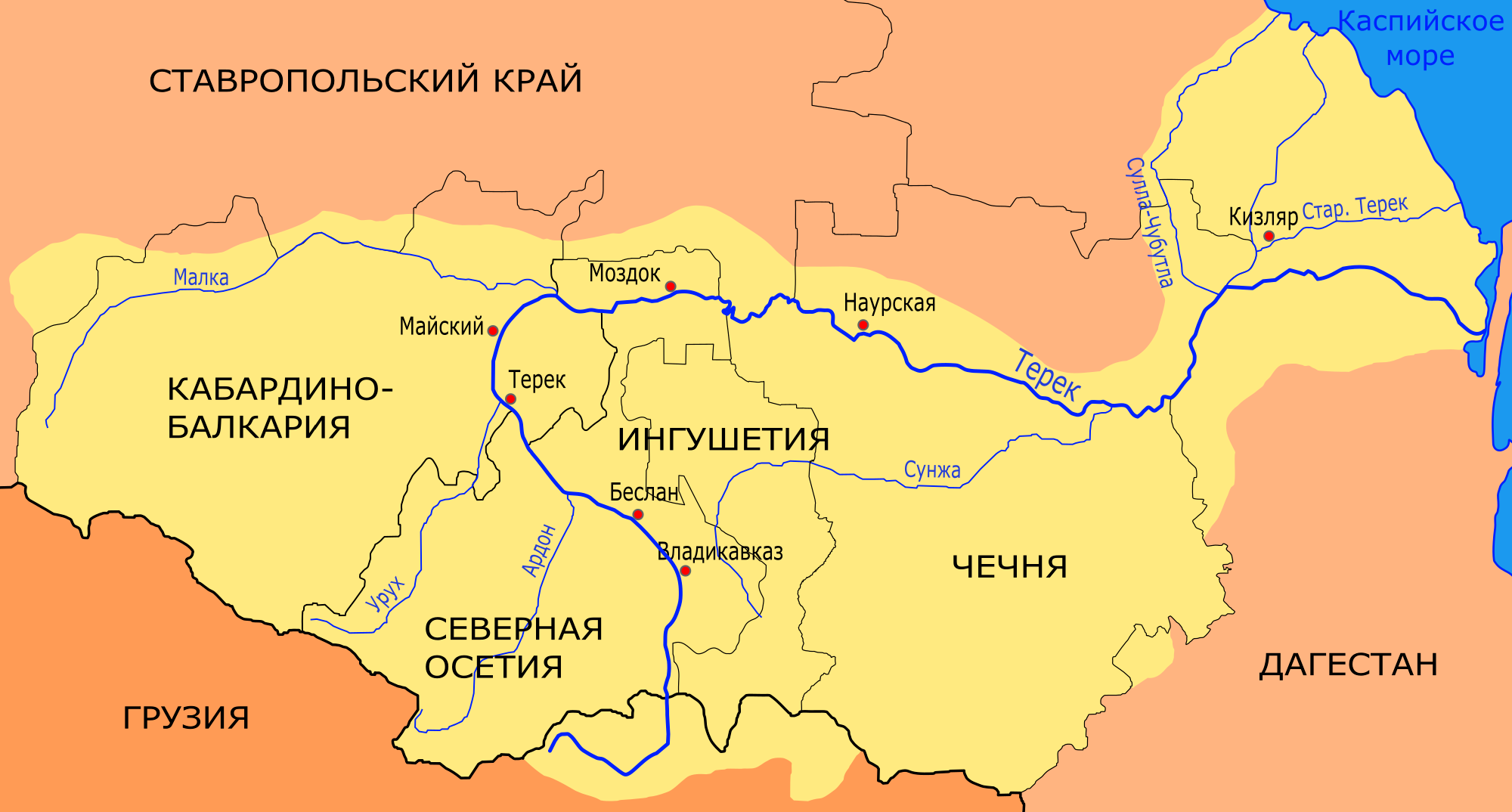
テレク川流域図

  - スンジャ川 (ru:Сунжа (приток Волги), de:Sunscha)
  - コルドマ川 (ru:Колдома (река), de:Koldoma)
  - シャチャ川 (ヴォルガ川支流) (ru:Шача (приток Волги), de:Schatscha)
  - ru:Кешка (de:Keschka)
  - ステジェラ川 (ru:Стежера, de:Schatscha)
  - ru:Малая Покша (de:Malaja Pokscha)
  - ポクシャ川 (ru:Покша (приток Волги))
  - コストロマ川
    - ソチ川 (コストロマ川支流) (ru:Соть, de:Sot)
      - ルンカ川 (ru:Лунка (приток Соти), de:Lunka)

    - メザ川 (ru:Меза (река), de:Mesa)
    - アンドバ川 (ru:Андоба (приток Костромы), de:Andoba)
    - オブノラ川（ロシア語版、英語版、ドイツ語版）
    - シャチャ川 (ru:Шача (приток Костромы), en:Shacha (Kostroma Oblast), de:Schatscha)
    - テブザ川 (ru:Тёбза (река), de:Tjobsa)
    - ヴェクサ川（ロシア語版、英語版、ドイツ語版）

  - ケルノチ川 (ru:Келноть, de:Kelnot)
  - チェルナヤ川 (ヴォルガ川支流、ヤロスラヴリ州) (ru:Чёрная (приток Волги), de:Tschornaja)
  - ソロニツィア川 (ru:Солоница (приток Волги), de:Soloniza)
  - トゥノションカ川 (ru:Туношонка, de:Tunoschonka)
    - シャクシャ川 (ru:Шакша (приток Туношонки), de:Schakscha)
    - キスマ川 (ru:Кисма, de:Kisma)
      - イニシュカ川 (ru:Инишка, de:Inischka)
      - ru:Матуговка (de:Matugowka)

  - ビリカヤ川 (ru:Великая (приток Волги), de:Welikaja)
  - コトロスリ川
    - パフマ川 (ru:Пахма, de:Pachma)
    - ヴォンデリ川 (ru:Вондель, de:Wondel)
    - ショプシャ川 (ru:Шопша, de:Schopscha)
    - タリツァ川 (コトロスリ川支流) (ru:Талица, de:Taliza)
    - ru:Кобылка (de:Kobylka)
    - ラホスチ川 (ru:Лахость, de:Lachost)（ラホスト川）
    - ドゥブロフカ川 (ru:Дубровка, de:Dubrowka)
    - チェルナヤ川 (ru:Чёрная, de:Tschornaja)
    - ヴェクサ川 (コストロリ川支流) (ru:Вёкса (приток Которосли), de:Wjoksa)
      - ネロ湖
        - サラ川 (ネロ湖) (ru:Сара (река, впадает в Неро), de:Sara)
          - プロフマ川 (ru:Пулохма, de:Pulochma)
          - コシ川 (ru:Кось, de:Kos)
          - ペチェグダ川 (サラ川支流) (ru:Печегда, de:Petschegda)
          - シュマ川 (ru:Шумна, de:Schumna)（シュムガ川）
          - ネドゥガ川 (ru:Недуга, de:Neduga)
          - ヴォニャチカ川 (ru:Вонячка, de:Wonjatschka)

        - マジハ川 (ru:Мазиха (река), de:Masicha)
        - イシュニャ川 (ru:Ишня (река), de:Ischnja)

    - ウスツイェ川（ロシア語版、英語版、ドイツ語版）（ウスチエ川）
      - ルチ川 (ru:Луть, de:Lut)
      - ナリツァ川 (ru:Нарица, de:Nariza)
      - モグザ川 (ru:Могза, de:Mogsa)
      - プラ川 (ru:Пура (приток Устья), de:Pura)
      - シュラ川 (ru:Шула, de:Schula)
      - リガ川 (ru:Лига (приток Устья), de:Liga)
      - イリマ川 (ru:Ильма (приток Устья), de:Ilma)
      - ru:Лехта (приток Устья) (de:Lechta)
      - ru:Ласковка (de:Laskowka)
      - デリノシュカ川 (ru:Дериножка, de:Derinoschka)
      - タリツァ川 (ウスツイェ川支流) (ru:Талица, de:Taliza)
      - スヴェニハ川 (ru:Звениха, de:Swenicha)
      - インボシュカ川 (ru:Инбожка, de:Inboschka)
      - ru:Горда (de:Gorda)
      - ボルシュビナ川 (ru:Болжбина, de:Bolschbino)

  - ウロチ川 (ru:Урочь, de:Urotsch)
  - ノラ川 (ru:Нора (приток Волги), de:Nora)
  - ガルカ川 (ru:Галка, de:Galka)
  - イチ川 (ru:Ить, de:It)
    - ソニガ川 (ru:Соньга, de:Songa)
      - カメンカ川 (ソニガ川支流) (ru:Каменка (приток Соньги), de:Kamenka)

    - コンドラ川 (ru:Кондра (река), de:Kondra)
    - ru:Рождественка (приток Ити) (de:Roschdestwenka)
    - コガシャ川 (ru:Когаша, de:Kogascha)
    - ru:Рога (река) (de:Roga)
    - ミチカ川 (ru:Митька, de:Mitka)
      - タリツァ川 (ミチカ川支流) (ru:Талица (приток Митьки), de:Taliza)
      - ru:Сдериножка (de:Sderinoschka)

    - トイミナ川 (ru:Тоймина, de:Toimina)
      - カメンカ川 (トイミナ川支流) (ru:Каменка (приток Тоймины), de:Kamenka)

    - ヴォクシェルカ川 (ru:Вокшерка, de:Wokscherka)
    - ホロプカ川 (ru:Холопка (приток Ити), de:Cholopka)

  - ベレスニャク川 (ru:Березняк (река), de:Beresnjak)
  - ペチェグダ川 (ru:Печегда, de:Petschegda)
  - リクシャ川 (ru:Рыкуша)
    - ナクリンカ川 (ru:Накринка, de:Nakrinka)

  - ウルドマ川 (ru:Урдома (река), de:Urdoma)
  - プントロホチ川 (ru:Пунтрохоть, de:Pintrochot)
  - エドマ川 (ru:Эдома, de:Edoma)
  - ソノフタ川 (ru:Сонохта, de:Sonochta)
  - コロクシャ川 (ヤロスラヴリ州) (ru:Колокша (приток Волги), de:Kolokscha)
  - スンドバ川 (ru:Сундоба (приток Волги), de:Sundoba)
  - ウトカシ川 (ru:Уткашь, de:Utkasch)
  - チェルムハ川 (ru:Черёмуха (приток Волги), de:Tscherjomucha)（チェレムハ川）
    - ヤジコフカ川 (ru:Языковка (приток Черёмухи), de:Jasykowka)

  - セリャンカ川 (ru:Селянка (приток Волги), de:Seljanka)
  - ルイビンスク人造湖（英語版、ドイツ語版、ロシア語版）
    - イノパシュ川 (ru:Инопаш, de:Inopasch)
    - ハレネツ川 (ru:Харенец, de:Charenez)
    - ヴォルゴトニャ川 (ru:Волготня, de:Wolgotnja)
    - ウフラ川
    - ソゴジャ川 (ru:Согожа, en:Sogozha, de:Sogoscha)
      - ソガ川 (ru:Сога (река, впадает в Рыбинское водохранилище), de:Soga)
      - ウフトマ川 (ru:Ухтома (приток Согожи), de:Uchtoma)
      - セグジャ川 (ru:Сегжа, de:Segscha)

    - ムスガ川 (ru:Музга (река), de:Musga)
    - シェクスナ川
      - ヤゴルバ川 (ru:Ягорба (приток Шексны), de:Jagorba)
      - ベロエ湖
        - ケマ川（ロシア語版、英語版、ドイツ語版）
        - コフジャ川（ロシア語版、英語版、ドイツ語版）

    - スダ川（ロシア語版、英語版、ドイツ語版）
      - コリ川（ロシア語版、英語版、ドイツ語版）

    - イスクラ川 (ru:Искра (река), de:Iskra)
    - モロガ川
      - チャゴドシャ川（ロシア語版、英語版、ドイツ語版）
        - ペシ川（ロシア語版、英語版、ドイツ語版）

      - コボジャ川（ロシア語版、英語版、ドイツ語版）
      - サラゴジャ川 (ru:Сарагожа, de:Saragoscha)
      - ヴォルチナ川 (ru:Волчина, en:Volchina, de:Woltschina)
      - リヴィツァ川 (ru:Ривица (река), de:Riwiza)
      - オセニ川 (ru:Осень (река), en:Osen (river), de:Ossen)
        - メレチャ川 (ru:Мелеча (река), en:Melecha)
        - モゴチャ川 (ru:Могоча (приток Осени), en:Mogocha (river))

      - オストレチナ川 (ru:Остречина (нижний приток Мологи), de:Ostretschina)

    - ケシマ川 (ru:Кесьма, de:Kesma)
    - セブラ川 (ru:Сёбла, de:Sebla)
    - シチ川 (ヴォルガ川水系)
    - ru:Юга (река, впадает в Рыбинское водохранилище) (de:Juga)

  - ストカ川 (ru:Сутка, de:Sutka)
  - カメンカ川 (ru:Каменка, de:Kamenka)
  - ユホチ川
  - ロジロフカ川 (ru:Родиловка, de:Rodilowka)
  - ポストナヤ川 (ru:Постная, de:Postnaja)
  - コロジェチナ川 (ru:Корожечна, en:Korozhechna, de:Koroschetschna)
  - ミモシュニャ川 (ru:Мимошня, de:Mimoschnja)
  - プクシャ川 (ru:Пукша, de:Pukscha)
  - ネレフタ川 (ru:Нерехта, de:Nerechta)
  - ジャブニャ川 (ru:Жабня (приток Волги), de:Schabnja)
  - カシンカ川（ロシア語版、英語版、ドイツ語版）
  - ネルリ川 (ヴォルガ川支流)（ロシア語版、英語版、ドイツ語版）
    - クブリ川 (ru:Кубрь, en:Kubr)

  - ヴォルヌシュカ川 (ru:Волнушка (река), de:Wolnuschka)
  - ペチュフニャ川 (ru:Печухня, de:Petschuchnja)
  - メドヴェジツァ川（ロシア語版、英語版、ドイツ語版）
    - マラヤ・プジツァ川 (ru:Малая Пудица, de:Malaja Pudiza)
    - ボリシャヤ・プジツァ川 (ru:Большая Пудица, de:Bolschaja Pudiza)
    - ヤフロマ川 (ru:Яхрома (приток Медведицы), de:Jachroma)
    - ドレズナ川 (ru:Дрезна (приток Медведицы), de:Dresna)
    - イヴィツァ川 (ru:Ивица (приток Медведицы), de:Iwiza)
    - クシャルカ川 (ru:Кушалка, de:Kuschalka)
    - カメンカ川 (メドヴェジツァ川支流) (ru:Каменка (приток Медведицы), de:Kamenka)

  - カルフノフカ川 (ru:Калхуновка, de:Kadkunowka)
  - ホチャ川 (ru:Хотча (река), de:Chottscha)
  - キムルカ川 (ru:Кимрка, de:Kimerka)
  - ドゥブナ川（ロシア語版、英語版、ドイツ語版）
    - セストラ川 (ドゥブナ川支流)（ロシア語版、英語版、ドイツ語版）

  - トロプカ川 (ru:Тропка, de:Tropka)
  - ソジ川 (ヴォルガ川水系) (ru:Созь, de:Sos)
  - ドンホフカ川 (ru:Донховка, de:Donchowka)
  - スチョク川 (ru:Сучок (река), de:Sutschok)
  - イニュヒ川 (ru:Инюха (приток Волги), de:Injucha)
  - イヴァンコヴォ貯水湖（ロシア語版、英語版、ドイツ語版）
    - ショーシャ川
      - ラーマ川

  - インガ川 (ru:Инга (приток Волги), de:Inga)
  - オルシャ川 (ru:Орша (река), de:Orscha)
  - トヴェルツァ川
    - ソミンカ川 (ru:Соминка (приток Тверцы), de:Sominka)
    - カヴァ川 (ru:Кава (река), de:Kawa)
    - ラゴヴェジ川 (ru:Логовежь, de:Logowesch)
    - オスガ川 (トヴェルツァ川支流)（ロシア語版、英語版、ドイツ語版）
      - ポヴェジ川 (ru:Поведь, de:Powed)

    - チグマ川 (ru:Тигма, de:Tigma)（ボリシャヤ・チグマ川）

  - チマカ川 (ru:Тьмака, de:Tmaka)
  - チマ川 (ru:Тьма (река), de:Tma (Fluss))
    - ショストカ川 (ru:Шостка (приток Тьмы), de:Schostka)
    - ラチャイナ川 (ru:Рачайна, de:Ratschaina)
    - ナシガ川 (ru:Нашига, de:Naschiga)

  - ウリュスチ川 (ru:Улюсть, de:Uljust)
  - イヴァニシュカ川 (ru:Иванишка, de:Iwanischka)
  - ホロホリニャ川 (ru:Холохольня (приток Волги), de:Cholocholnja)
  - ニージュニャヤ・スタリツァ川 (ru:Нижняя Старица, de:Nischnjaja Stariza)
  - スタルチョンカ川 (ru:Старчонка, de:Startschanka)
  - チェレモシュニャ川 (ru:Черемошня (река), de:Tscheremoschnja)
  - イルジャ川 (ru:Иружа, de:Iruscha)
  - シュチンカ川 (ru:Шутинка, de:Schutinka)
  - デルジャ川 (ru:Дёржа, de:Djorscha)
  - ヴァズーザ川
    - オスガ川 (ヴァズーザ川支流)（ロシア語版、英語版、ドイツ語版）
    - ロスミナ川 (ru:Лосмина, en:Losmina, de:Losmina)
      - ヤーブラニャ川 (ru:Яблоня (река), de:Jablonja)

  - ボイニャ川 (ru:Бойня (приток Волги), de:Boinja)
  - ボリシャヤ・ロチャ川 (ru:Большая Лоча, de:Bolschaja Lotscha)（ロチャ川）
    - マラヤ・ロチャ川 (ru:Малая Лоча, de:Malaja Lotscha)

  - ホリンカ川 (ru:Холынка (приток Волги), de:Cholynka)
  - ラキトニャ川 (ru:Ракитня (приток Волги), de:Rakitnja)
  - ドゥンカ川 (ru:Дунка, de:Dunka)
  - コクシャ川 (ru:Кокша (приток Волги), de:Kokscha)
  - シシュカ川 (ru:Сишка, de:Sischka)
  - トゥドフカ川 (ru:Тудовка, en:Tudovka, de:Tudowka)
  - オルチャ川 (ヴォルガ川支流) (ru:Орча, de:Ortscha)
  - イトムリャ川 (ru:Итомля (река), de:Itomlja)
  - マラヤ・イトムリャ川 (ru:Малая Итомля, de:Malaja Itomlja)
  - チェルン川 (ru:Черный, de:Tschorny)
  - ソロドムニャ川 (ru:Солодомня, de:Solodomnja)
  - マラヤ・コシャ川 (ru:Малая Коша, de:Malaja Koscha)
  - ボリシャヤ・コシャ川 (ru:Большая Коша, de:Bolschaja Koscha)
  - セリジャロフカ川（ロシア語版、英語版、ドイツ語版）
  - ペソチニャ川 (ru:Песочня (приток Пырошни), de:Kirow)
    - コチャ川 (ペソチニャ川支流) (ru:Коча (приток Песочни), de:Kotscha)

  - ポロノフカ川 (ru:Полоновка, de:Polonowka)
  - マラヤ・ドゥベンカ川 (ru:Малая Дубенка, de:Malaja Dubenka)
  - ボリシャヤ・ドゥベンカ川 (ru:Большая Дубенка, de:Bolschaja Dubenka)
  - コチャ川 (ru:Коча (приток Волги), de:Kotscha)
  - トゥハニカ川 (ru:Туханька, de:Tuchanka)
  - ジュコパ川 (ru:Жукопа, de:Schukopa)
    - チュジマ川 (ru:Тюзьма, de:Tjusma)

  - オルリンカ川 (ru:Орлинка, de:Orlinka)
  - オレホフカ川 (ru:Ореховка (приток Волги), de:Orechowka)
  - クジ川 (ru:Кудь, de:Kud)
  - クルチク川 (ru:Крутик, de:Krutik)
  - エスジュニツァ川 (ru:Езжиница, de:Jesscheniza)
  - ルナ川 (ru:Руна (река, впадает в Верхневолжское водохранилище), de:Runa)
    - チェルンシュカ川 (ru:Чернушка, de:Tschernuschka)
    - ザボロフカ川 (ru:Заборовка (река), de:Saborowka)
- クマ川
  - モークラヤ・ブイヴォラ川 (ru:Мокрая Буйвола, de:Mokraja Buiwola)
  - トムズロフカ川 (ru:Томузловка, de:Tomuslowka)
  - ポドクモク川（ロシア語版、英語版、ドイツ語版）
- プロルヴァ川 (ru:Прорва, de:Prorwa)
  - スッラ・チュブトラ川 (ru:Сулла Чубутла, de:Sulla-Tschubutla)

- テレク川：上流はジョージア。
  - スンジャ川（ロシア語版、英語版、ドイツ語版）
    - アルグン川 (スンジャ川支流)（ロシア語版、英語版、ドイツ語版）
    - アッサ川（ロシア語版、英語版、ドイツ語版）

  - マルカ川（ロシア語版、英語版、ドイツ語版）
  - アードン川
    - フィアグドン川 (ru:Фиагдон, en:Fiagdon, de:Fiagdon)
- スラク川（ロシア語版、英語版、ドイツ語版）
  - アンジスコエ・コイス川（ロシア語版、英語版、ドイツ語版）
  - アヴァルスコエ・コイス川 (ru:Аварское Койсу, de:Awarskoje Koisu, en:Avar Koysu)
- マナソゼニ川 (ru:Манасозень)（パラウロゼニ川 (ru:Параулозень, de:Paraulosen) ）
- ウルルチャイ川 (ru:Уллучай, de:Ulutschai)
- ルバス川 (ru:Рубас (река), de:Rubas)
- サムル川（ロシア語版、英語版、ドイツ語版）
  - ギュリゲリチャン川 (ru:Гюльгерычай, de:Gjulgerytschai)
    - クラフ川 (ru:Курах (река), de:Kurach)

### バスクンチャク湖
- バスクンチャク湖
  - ゴーリカヤ・レチカ川 (ru:Горькая Речка, de:Gorkaja retschka)
    - エリク・ゴーリキー川 (ru:ерик Горький)

### ボトクリ湖
- ボトクリ湖 (ru:Боткуль)
  - ru:Солёная (de:Soljonaja)

### エリトン湖
- エリトン湖（ロシア語版、英語版、ドイツ語版）
  - ru:Хара (река, впадает в Эльтон) (de:Chara)
  - ru:Самарода (de:Samaroda)
  - ru:Ланцуг (de:Landug)

### カミシュ=サマルスキー湖
- カミシュ＝サマルスキー湖 (ru:Камыш-Самарские озёра)
  - マーリ・ウゼニ川（ロシア語版、英語版、ドイツ語版）：下流の流路の一部はロシア・カザフスタン国境。河口はカザフスタン。

### ウヴス・ヌール
- テス川（テシーン川）：上流及び下流はモンゴル。

## 長さ順の一覧
| #  | 河川名                           | 英語表記               | 全長 (km) | 河口（合流河川） | 世界の順位 |
| -- | -------------------------------- | ---------------------- | --------- | ---------------- | ---------- |
| 1  | エニセイ川-バイカル湖-セレンガ川 | Yenisey-Baikal-Selenga | 5540      | カラ海           | 5          |
| 2  | オビ川-エルティシ川              | Ob-Irtysh              | 5410      | オビ湾           | 7          |
| 3  | アムール川-アルグン川            | Amur-Argun             | 4444      | オホーツク海     | 10         |
| 4  | レナ川                           | Lena                   | 4400      | ラプテフ海       | 11         |
| 5  | オビ川-カトゥニ川                | Ob-Katun               | 4338      | オビ湾           | 13         |
| 6  | エルティシ川-コルニイルチシ川    | Irtysh-Chorny Irtysh   | 4248      | オビ川           | 14         |
| 7  | エニセイ川                       | Yenisey                | 4102      | カラ海           | 17         |
| 8  | オビ川                           | Ob                     | 3650      | オビ湾           | 22         |
| 9  | ヴォルガ川                       | Volga                  | 3530      | カスピ海         | 23         |
| 10 | ニジニャヤ・ツングースカ川       | Nizhnyaya Tunguska     | 2989      | エニセイ川       | 32         |
| 11 | アムール川                       | Amur                   | 2824      | 間宮海峡         | 36         |
| 12 | ヴィリュイ川                     | Vilyuy                 | 2650      | レナ川           | 43         |
| 13 | コリマ川-クル川                  | Kolyma-Kulu            | 2513      | 東シベリア海     | 49         |
| 14 | エシム川                         | Ishim                  | 2450      | エルティシ川     | 52         |
| 15 | ウラル川                         | Ural                   | 2428      | カスピ海         | 53         |
| 16 | オレニョーク川                   | Olenyok                | 2292      | ラプテフ海       | 57         |
| 17 | アルダン川                       | Aldan                  | 2273      | レナ川           | 58         |
| 18 | コリマ川                         | Kolyma                 | 2129      | 東シベリア海     | 64         |
| 19 | チュリム川-ベリイ・リウス川      | Chulym-Bely Iyus       | 2023      | オビ川           | 70         |
| 20 | ヴィティム川-ビチムカン川        | Vitim-Vitimkan         | 1978      | レナ川           | 73         |
| 21 | インディギルカ川-カスタク川      | Indigirka-Khastakh     | 1977      | 東シベリア海     | 74         |
| 22 | ドン川                           | Don                    | 1870      | アゾフ海         | 82         |
| 23 | ポドカメンナヤ・ツングースカ川   | Podkamennaya Tunguska  | 1865      | エニセイ川       | 83         |
| 24 | ヴィティム川                     | Vitim                  | 1837      | レナ川           | 84         |
| 25 | ペチョラ川                       | Pechora                | 1809      | バレンツ海       | 85         |
| 26 | カマ川                           | Kama                   | 1805      | ヴォルガ川       | 86         |
| 27 | チュリム川                       | Chulym                 | 1799      | オビ川           | 88         |
| 28 | アンガラ川                       | Angara                 | 1779      | エニセイ川       | 89         |
| 29 | インディギルカ川                 | Indigirka              | 1726      | 東シベリア海     | 91         |
| 30 | ハタンガ川-コトゥイ川            | Khatanga-Kotuy         | 1636      | ラプテフ海       | 96         |
| 31 | ケチ川                           | Ket                    | 1621      | オビ川           | 97         |
| 32 | アルグン川                       | Argun                  | 1620      | アムール川       | 98         |
| ※  | ドニエプル川                     | Dnieper                | 2200      | 黒海             | 61         |

出典